# Fledermäuse
Die Fledermäuse (Microchiroptera) sind eine Säugetiergruppe, die – zusammen mit den Flughunden (Megachiroptera) – die Ordnung der Fledertiere (Chiroptera) bilden. Diese auch Flattertiere genannte Ordnung umfasst damit die einzigen Säugetiere, die aktiv fliegen können. Sie sind, neben den Vögeln, die einzigen Wirbeltiere, die dazu in der Lage sind. Durch molekularbiologische Methoden konnte nachgewiesen werden, dass die Fledermäuse keine geschlossene taxonomische Gruppe darstellen, da die Hufeisennasenartigen (Rhinolophoidea) näher verwandt mit den Flughunden als mit anderen Gruppen der Fledermäuse sind. Die Gruppe spiegelt entsprechend nicht die realen Verwandtschaftsverhältnisse wider und ist paraphyletisch.
Weltweit gibt es rund 1270 Fledermausarten, das ist knapp ein Fünftel der etwa 6600 bekannten Säugetierarten. Der Name „Fledermaus“ leitet sich von „Flattermaus“ (ahd. fledarmūs) bzw. dem althochdeutschen fledarōn für „flattern“ ab.

## Verbreitung

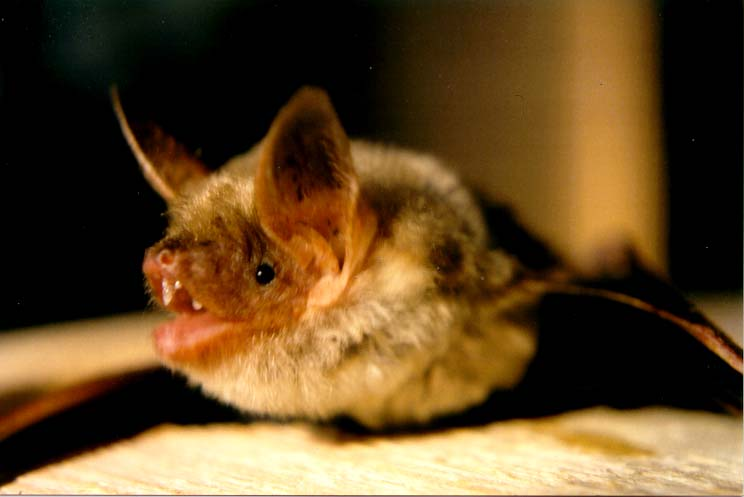
Großes Mausohr (Myotis myotis)

Fledermäuse sind nahezu weltweit verbreitet, sie kommen auf allen Kontinenten der Erde mit Ausnahme der Antarktis vor. Auch in anderen polaren Regionen sowie auf entlegenen Inseln fehlen sie. Auf manchen Inseln (zum Beispiel Neuseeland) waren sie dagegen bis zur Ankunft des Menschen die einzigen Säugetiere. Die Fledermausgattung der Mausohren (Myotis) ist die ohne menschlichen Einfluss am weitesten verbreitete Säugergattung überhaupt, ebenfalls sehr weit verbreitet sind die Bulldoggfledermäuse (Molossidae) und die Glattnasen-Freischwänze (Emballonuridae).
In Europa sind 54 Fledermausarten verbreitet, in Mitteleuropa mehr als 30 (siehe Tabelle zu Deutschland, Österreich und der Schweiz). Die Arten in Mitteleuropa gehören größtenteils zu den Glattnasen (Vespertilionidae).

## Merkmale

### Allgemein

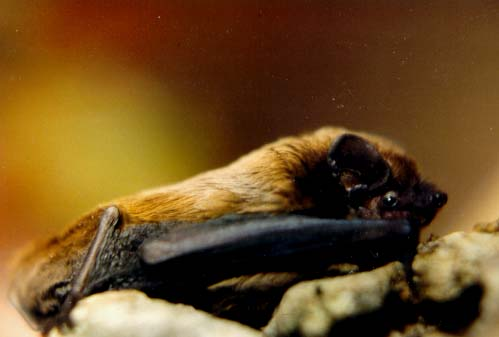
Kleiner Abendsegler (Nyctalus leisleri)

Fledermäuse sind im Durchschnitt etwas kleiner als Flughunde. Als größte Fledermausart gilt die Australische Gespenstfledermaus (Macroderma gigas), die eine Kopf-Rumpf-Länge von 14 Zentimetern, eine Spannweite von 60 Zentimetern und ein Gewicht von 200 Gramm erreichen kann. Die kleinste Fledermaus ist die Schweinsnasenfledermaus (Craseonycteris thonglongyai), auch bekannt als Hummelfledermaus, mit einer Kopf-Rumpf-Länge von drei Zentimetern und einem Gewicht von zwei Gramm. Sie gilt neben der Etruskerspitzmaus als kleinstes Säugetier überhaupt.
Die Skelettelemente sind meistens sehr dünn und zart ausgebildet, wodurch das Gewicht gering gehalten wird.
Fledermäuse besitzen ein dichtes, oft seidiges Fell, das meistens grau bis braun oder schwärzlich gefärbt ist und keinen Haarstrich aufweist. Es gibt aber auch weiße und gemusterte Arten, bei fast allen Arten ist zudem die Bauchseite heller als der Rücken. Anders als andere Säugetiere besitzen sie kein Wollhaar, die Fellhaare sind arttypisch aufgebaut und besitzen kleine Schuppen, sie können zur Bestimmung der Arten dienen.

### Extremitäten

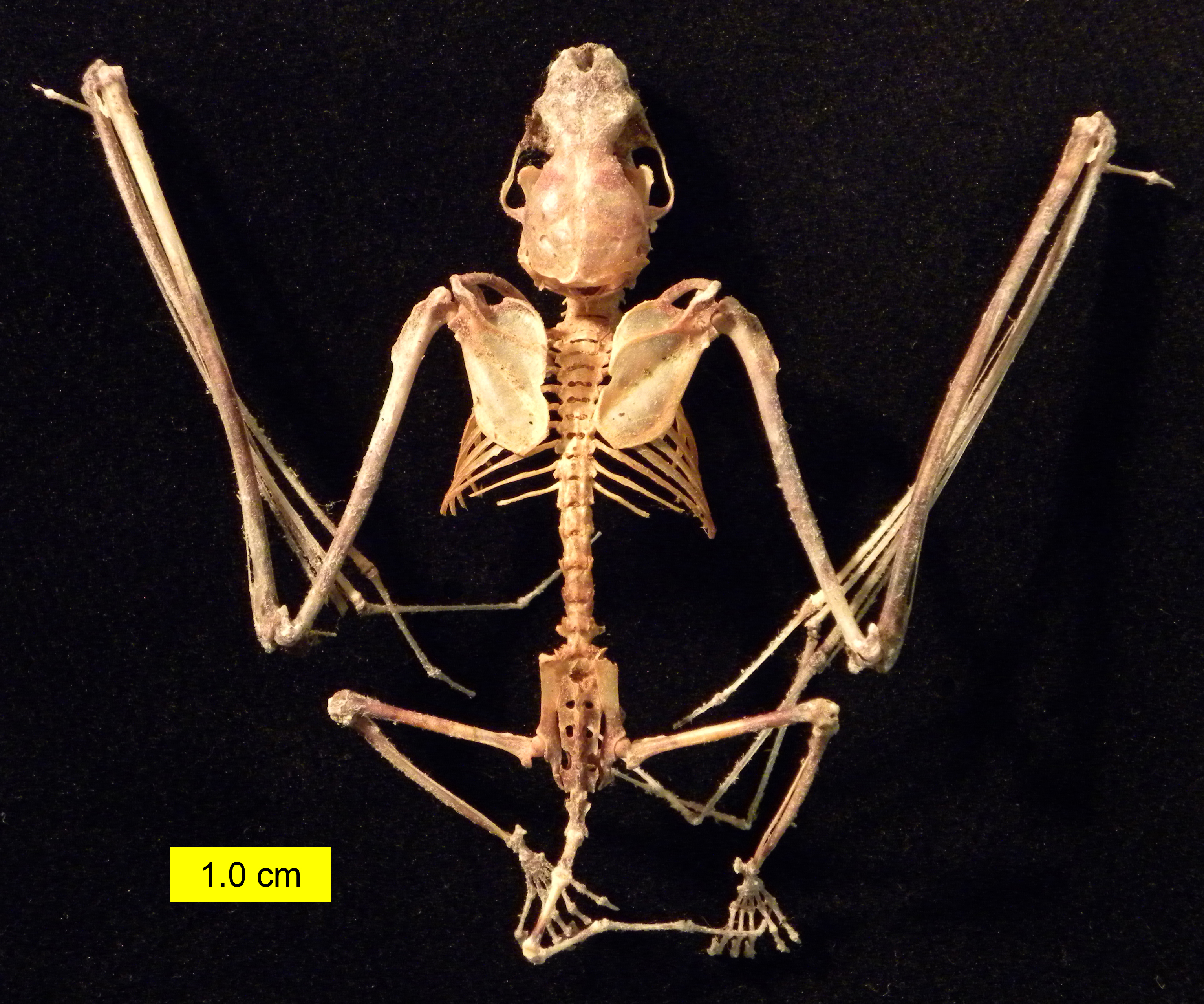
Skelett einer Fledermaus (Große Braune Fledermaus)

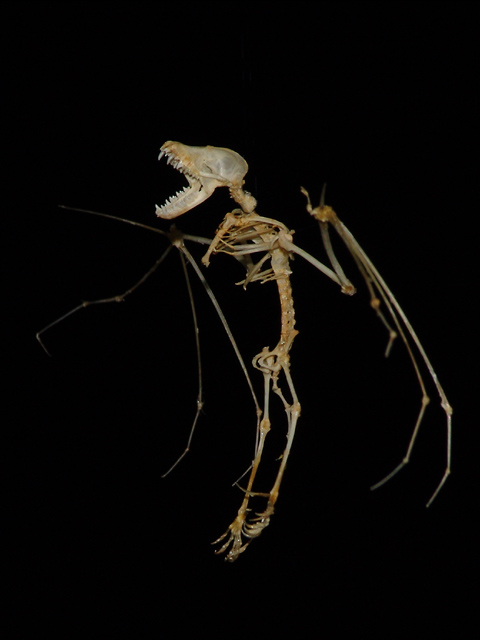
Skelett des Großen Mausohrs

Auffälligstes Merkmal der Fledermäuse ist, wie bei den Flughunden, die Flughaut, die sie zum aktiven Fliegen befähigt. Die Flughaut besteht aus zwei Hautschichten und erstreckt sich von den Handgelenken bis zu den Fußgelenken (Plagiopatagium). Weitere Häute erstrecken sich von den Handgelenken zu den Schultern (Propatagium), zwischen den Fingern (Dactylopatagium) sowie den Beinen. Die Unterste wird Uropatagium (Schwanzflughaut) genannt, sie bindet den Schwanz – sofern vorhanden – mit ein und dient oft zum Einkeschern der Beute. In der Flughaut befinden sich Muskelstränge zur Stabilisation und zum Einschlagen der Flügel sowie Nervenfasern und Blutgefäße zur Versorgung der Flughaut.
Der Daumen ist kurz – bei den Stummeldaumen (Furipteridae) fehlt er – und trägt eine Kralle; die vier übrigen Finger sind stark verlängert und spannen die Flughaut. Ebenfalls verlängert sind der Ober- und der Unterarm, der nur noch aus einem Knochen, der Speiche (Radius), besteht, während die Elle (Ulna) im mittleren Teil reduziert ist. Im Gegensatz zu den meisten Flughundarten fehlt bei den Fledermäusen die Kralle am zweiten Finger; dieser besteht bei ihnen nur aus einem langen Fingerglied. Ein Dorn am Fußgelenk, Calcar genannt, dient zum Aufspannen der Schwanzflughaut, dieser ist bei einigen Arten noch durch einen steifen Hautlappen, das Epiblema, ergänzt.
Die Hinterbeine der Fledermäuse sind im Gegensatz zu den meisten anderen Säugetieren durch eine Drehung des Beines im Hüftgelenk nach hinten gerichtet, sie enden in fünf bekrallten Zehen. Diese dienen in der Ruhephase zum Aufhängen im Quartier, wobei eine besondere Konstruktion der Krallensehnen ein passives Festhalten ohne Muskelanspannung ermöglicht – dadurch bleiben auch tote Tiere hängen.

### Kopf und Sinne

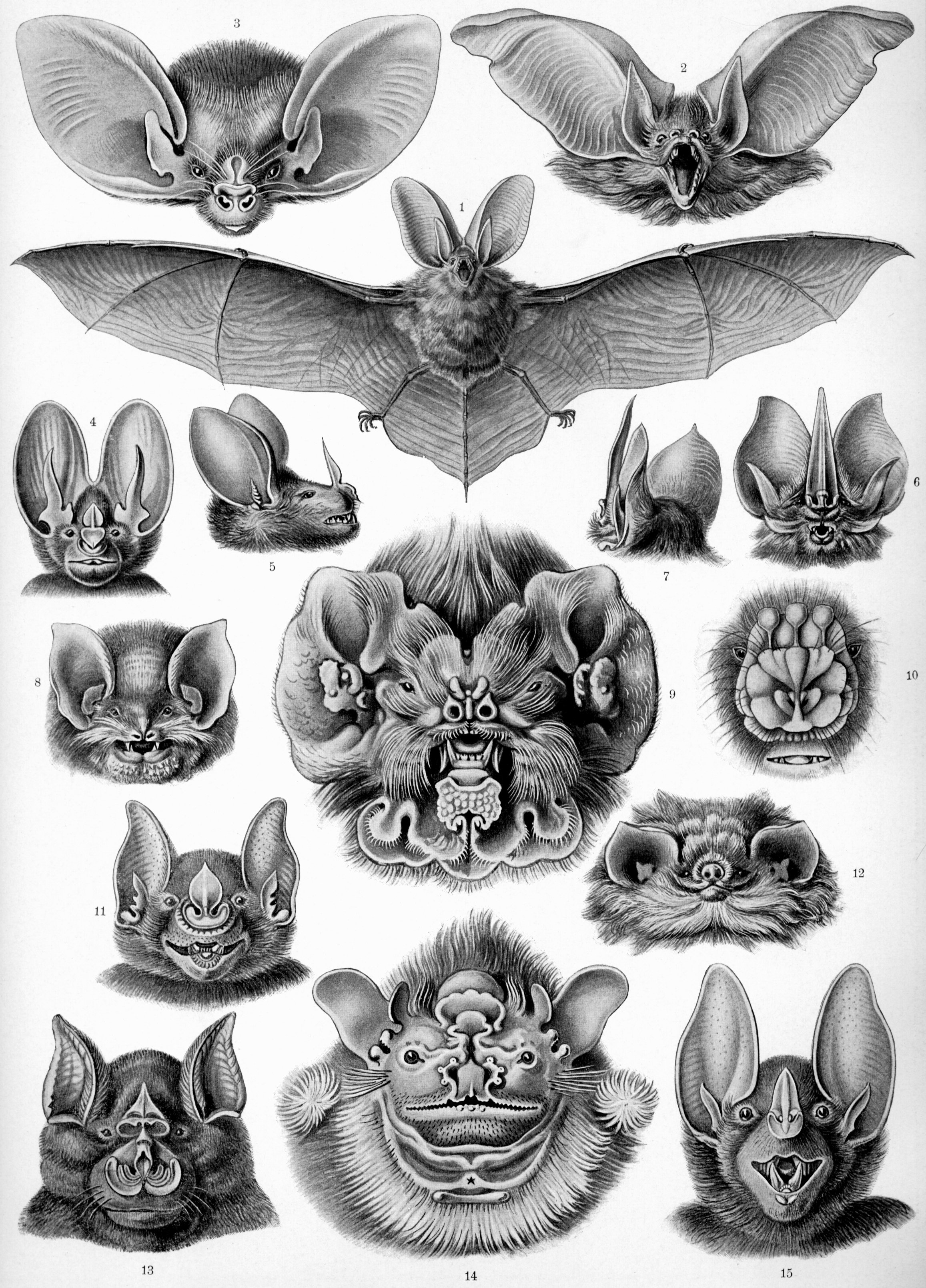
Fledermäuse nach Haeckel 1904

Die Köpfe der verschiedenen Fledermausarten unterscheiden sich beträchtlich. Während manche an Gesichter anderer Tiere erinnern – zum Beispiel an Mäuse, darum auch der Name dieser Gruppe –, haben andere besondere Strukturen entwickelt. Viele Arten haben Nasenblätter oder andere Gesichtsstrukturen, die zum Aussenden oder Verstärken der Ultraschalllaute dienen. Die Ohren, die bei manchen Arten drastisch vergrößert sind, sind oft mit Rillen oder Furchen versehen, darüber hinaus haben sie einen Tragus, einen Ohrdeckel, der der Verbesserung der Echoortung dient. Fledermäuse können schwarz-weiß sehen, und wie aufgrund jüngster Untersuchungen festgestellt wurde, können einige Arten auch UV-Licht sehen, das von einigen Blüten verstärkt reflektiert wird, die sie dann zur Nektaraufnahme anfliegen. Zusätzlich verfügen Fledermäuse über einen Magnetsinn. Bei Langstreckenflügen orientieren sie sich an den Linien des Erdmagnetfeldes, ähnlich wie Zugvögel und viele andere Tierarten. Es gibt Hinweise darauf, dass der Magnetsinn durch Magnetit entsteht.
Fledermäuse besitzen im Normalfall ein Gebiss aus 32 bis 38 Zähnen, wobei besonders die Eckzähne stark ausgeprägt sind. Diese dienen den meisten Arten zum Aufbrechen des Chitinpanzers ihrer Beuteinsekten und den frugivoren zum Festhalten der Früchte. Die sanguinivoren (blutleckenden) Arten verwenden zum Anritzen des Wirts entgegen dem weit verbreiteten Glauben die unteren Schneidezähne. In Anpassung an die unterschiedlichen Ernährungsweisen variiert der Aufbau des Gebisses allerdings erheblich, sodass sich aus der ursprünglichen Zahnformel 2133/3133 = 38 insgesamt über 50 verschiedene Varianten entwickelt haben. Besonders wenige Zähne weist der Gemeine Vampir (Desmodus rotundus) mit einer Zahnformel von 1111/2121 = 20 auf.
Die Augen sind meistens sehr klein, schwarz und besitzen wimpernlose Augenlider. Im Mundbereich und bei einigen Arten auch im Bereich der Nase besitzen die Tiere Vibrissen, also empfindliche Sinneshaare. Durch Drüsen im Mundbereich sezernieren die Tiere ein öliges Sekret, welches zur Pflege der Flughäute eingesetzt wird und wahrscheinlich auch arttypische Geruchsstoffe enthält. Weitere Duftdrüsen sitzen je nach Art an weiteren Stellen des Gesichts, an den Schultern oder an anderen Körperstellen.

### Geschlechtsunterschiede
Fledermäuse besitzen keine auffälligen Geschlechtsunterschiede. Die ausgewachsenen Weibchen sind in der Regel zwar etwas größer als die Männchen, dies kann jedoch nur durch genaue Messungen festgestellt werden. Erst bei der genauen Betrachtung der Genitalregion ist der Penis der Männchen erkennbar. Dieser wird durch einen kleinen Penisknochen (Baculum) stabilisiert. Der Penis ist, wie auch beim Menschen, freihängend (Penis pendulum). Dies ist im Tierreich recht ungewöhnlich. Bei einigen Arten treten besonders zur Paarungszeit auch die Hoden und Nebenhoden deutlich hervor.
Bei säugenden Weibchen erkennt man außerdem die gut ausgebildeten Brustdrüsen, die nahe den Achselhöhlen liegen. Bei den meisten Arten sind nur zwei Zitzen ausgebildet, manche Arten besitzen jedoch auch vier. Bei einigen Familien sind außerdem paarige Haftzitzen ohne Milchabgabe im Bereich der Leiste ausgebildet, an denen sich die Jungtiere festklammern können.

## Lebensweise
Die perfekte Anpassung der Fledermäuse an die Luft als Lebensraum prägt auch ihre Lebensweise.

### Ernährung
Die meisten Fledermausarten ernähren sich von Insekten (Gliederfüßer), die sie teilweise im Flug erbeuten. In den Tropen und Subtropen gibt es viele vegetarisch lebende Arten, die Früchte fressen oder Nektar trinken. Diese Arten spielen eine wichtige Rolle für die Pflanzen, deren Blüten sie bestäuben (Chiropterophilie) und deren Samen sie verbreiten (Chiropterochorie).
Größere Arten der Familien Großblattnasen, Schlitznasen und Blattnasen fressen auch kleinere Säugetiere wie Nagetiere und andere Fledermäuse, kleinere Vögel, Frösche, Mäuse und Fische. Die größten Arten wie die Große Spießblattnase fressen Vögel bis zur Größe von Tauben. Unter anderem dienen die von der Beute ausgestoßenen Laute wie auch deren Geruch zur Identifikation.
Die drei Arten der Vampirfledermäuse (Desmodontinae) ernähren sich vom Blut anderer Tiere.

### Fortbewegung
Die Hauptfortbewegungsart der Fledermäuse ist das Fliegen, zu dem sie durch den Besitz der Flughäute und verschiedene weitere Anpassungen befähigt sind. Dabei handelt es sich bei schmalflügeligen Arten meistens um schnelle Flieger, die vor allem in offenem Gelände leben, bei breitflügeligen Arten um Langsamflieger in strukturreichen Lebensräumen; manche Fledermäuse beherrschen den Rüttelflug, um Ausschau nach Beute halten zu können, etwa das Braune Langohr. Beim Flug werden die Flügel in einer Rotationsbewegung geschlagen, wobei der kräftige Abschlag vor dem Kopf geschieht und die Flügel dann im hinteren Bereich des Körpers wieder hochgezogen werden. Die Schwanzflughaut dient dabei als Manövrierhilfe und zum Abbremsen.
Die anatomischen und physiologischen Anpassungen an diese Fortbewegung sind vielfältig. So besitzen die Fledermäuse einen sehr voluminösen Brustkorb mit einem Brustbein, das in Konvergenz zu dem der Vögel einen Kiel als erweiterte Ansatzstelle für die Flugmuskulatur aufweist, außerdem ist die Wirbelsäule im Brustbereich stark vorgebogen. Während des Fluges werden die Atem- und die Herzschlagfrequenz stark erhöht, um den Sauerstoffbedarf zu decken. Das Herz ist zudem stark vergrößert und hat etwa das dreifache Volumen zu dem anderer Säugetiere gleicher Größe, außerdem ist die Anzahl der roten Blutkörperchen (Erythrozyten) sowie der Hämoglobinanteil stark erhöht, sodass etwa doppelt so viel Sauerstoff im Blut gebunden werden kann wie bei vergleichbaren Tieren. Zur Abkühlung dienen temperaturabhängig erweiterte Blutgefäße in den Flughäuten, in denen das Blut durch die umströmende Luft abgekühlt wird.
Neben dem Fliegen können sich Fledermäuse auch auf dem Boden fortbewegen. Manche Arten – etwa die Vampirfledermäuse oder die Neuseelandfledermäuse – sind dabei sehr geschickt und erstaunlich schnell, andere Arten hingegen sind am Boden plump und ungeschickt. Einige Arten können außerdem ihre Flughäute zum Schwimmen benutzen und sogar von der Wasseroberfläche zum Flug starten.

### Verhalten
Fledermäuse sind in der Regel nachtaktive Tiere. Zum Schlafen ziehen sie sich in Höhlen, Felsspalten, Bäume oder menschengemachte Unterschlüpfe (Dachböden, Ruinen, Minen und andere) zurück. Neben Arten, die in großen Gruppen zusammenleben, gibt es auch solche, die als Einzelgänger leben. In den kühleren Regionen ihres Verbreitungsgebietes halten sie Winterschlaf, manchmal ziehen sie auch während der Wintermonate in wärmere Regionen.
Alle europäischen Fledermäuse haben einen vom Klima bestimmten Jahresablauf. Daher benötigen sie Quartiere, die ihnen Schutz vor schlechter Witterung und vor Feinden bieten. Es lassen sich Sommer- von Winterquartieren unterscheiden.

Eine Langohrfledermaus richtet sich ein Winterquartier in einer Mauerritze ein. Die langen Ohren werden unter die Flughaut gelegt. Nur noch der Tragus bleibt zu sehen.

Im Spätsommer, etwa ab Ende August, suchen die meisten europäischen Fledermausarten nach geeigneten Winterquartieren, die ihnen für die kalten Monate ausreichend Schutz bieten. In Europa sind Fledermäuse Winterschläfer und entsprechend während des Winters abhängig von Unterschlupfmöglichkeiten, wo sie gleichmäßige Witterungsbedingungen vorfinden und gleichzeitig für ihre Feinde nicht gut erreichbar sind. Perfekte Winterquartiere stellen für sie als Höhlentiere Höhlensysteme dar, aber auch Stollen und Festungsanlagen werden gerne angenommen. So ist das größte bekannte Winterquartier das etwa 50 Meter unter der Erde liegende Bunkersystem des Ostwalles aus dem Zweiten Weltkrieg in Westpolen in Nietoperek bei Międzyrzecz. Hier überwintern jährlich bis zu 30.000 Fledermäuse, die zu zwölf verschiedenen Arten gehören. Weitere wichtige Quartiere sind die Kalkberghöhle in Bad Segeberg und die Zitadelle Spandau, eine Festungsanlage in Berlin. Häufiger sind jedoch Quartiere, die nur eine relativ geringe Anzahl der Tiere beherbergen.

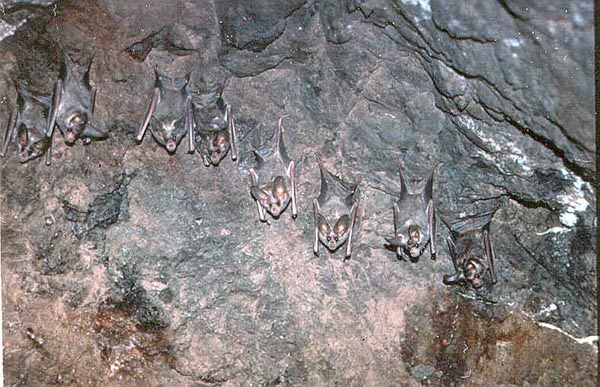
Hängende Fledermäuse

Für den Winterschlaf legen die Fledermäuse spezielle Fettvorräte an, deren alleiniger Zweck es ist, während des Aufwachens die notwendige Energie zu liefern, mit der wieder die normale Körpertemperatur erreicht werden kann. Während des Winterschlafes sinkt die Körpertemperatur bis auf wenige Zehntel Grad über der Umgebungstemperatur, aber nicht tiefer als die Temperatur, bei der das Blut nicht mehr in der Lage ist, Sauerstoff zu transportieren.
Je nach Wetterverhältnissen suchen die Fledermäuse in Mitteleuropa in der Zeit von der zweiten Oktoberhälfte bis Anfang November die Winterquartiere auf, um den Winterschlaf zu beginnen.

### Fortpflanzung

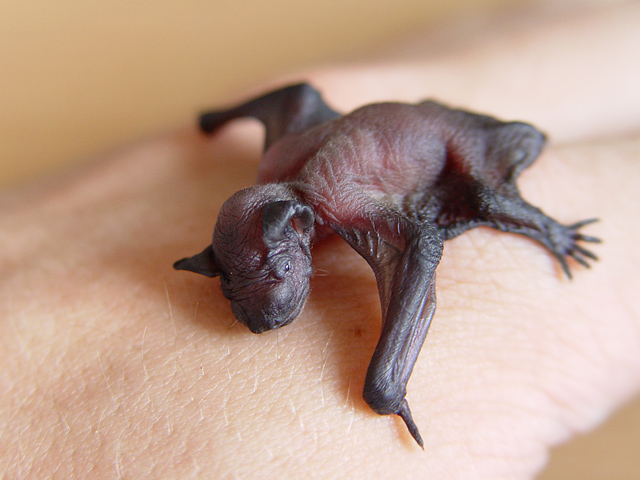
Neugeborene Zwergfledermaus

Fledermäuse haben eine auffallend niedrige Fortpflanzungsrate. Die meisten Arten bringen nur einmal im Jahr ein einzelnes Jungtier zur Welt. Dies wird durch eine für Säugetiere ihrer Größe hohe Lebenserwartung kompensiert; so können manche Arten unter günstigen Umständen ein Alter von 20 bis 30 Jahren erreichen. Ein weiteres Merkmal dieser Tiere ist die verzögerte Befruchtung: Der Samen der Männchen kann mehrere Monate im Fortpflanzungstrakt der Weibchen aufbewahrt werden, erst bei günstiger Witterung beginnt der Fötus in der Gebärmutter zu wachsen.

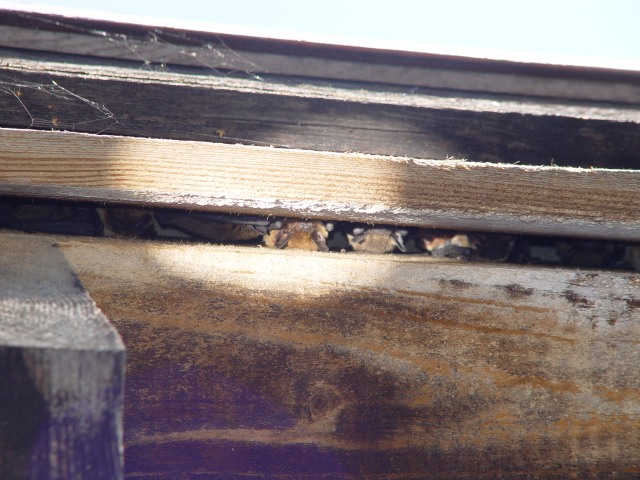
Wochenstube der Zwergfledermaus

In Europa findet die Paarung häufig in den Winterquartieren statt. Dabei suchen die brünstigen Männchen die Weibchen unter den meist in Gruppen hängenden Tieren auf, umklammern sie mit den Flügeln und beißen sie in den Nacken. Durch diese Behandlung wacht das Weibchen auf und wird, sobald es erwacht ist, vom Männchen begattet. Die Männchen sind bei der Verpaarung voll aktiv, während die Weibchen meist noch in der Aufwachphase sind. Eine Werbung um die lethargischen Weibchen findet nicht statt. Nach dem Geschlechtsakt suchen sich beide Tiere wieder einen Schlafplatz. Im Laufe des Winterschlafes kann ein Weibchen mehrfach von verschiedenen Männchen begattet werden. Die Befruchtung der Eizelle erfolgt jedoch nicht im Anschluss an die Paarung, sondern erst nach Beendigung des Winterschlafes. So wird verhindert, dass das Weibchen durch die Schwangerschaft zu viel Energie verliert und die Jungtiere in der kalten Jahreszeit geboren werden.
Nach Beendigung des Winterschlafes, etwa Ende März, wandern die Fledermäuse in ihre Sommerquartiere. Dabei suchen sich die Männchen meist Tagesquartiere, die als Ausgangspunkt für die Jagd dienen. Die Weibchen finden sich zu Wochenstuben zusammen, in denen die Jungtiere geboren und gemeinsam aufgezogen werden. Die Tragzeit der mitteleuropäischen Arten ist vom Nahrungsangebot abhängig. Sollte es für das trächtige Weibchen wenig zu fressen geben, so „regelt“ es Kreislauf und Stoffwechsel herunter. Die Tragzeit kann dadurch zwischen 40 und 70 Tagen variieren. Diese Wochenstuben umfassen meistens 20 bis 50 Muttertiere, die sich alljährlich wieder zusammenfinden. Dabei lassen sie die Jungtiere im Quartier zurück, wo sie gemeinsam mit anderen verlassenen Jungtieren regelrechte Fledermaustrauben bilden. Nach dem Jagdflug erkennt jede Mutter ihr Junges und setzt es an ihren Zitzen zum Säugen an. Ab Anfang August verlassen die Jungen dann die Wochenstuben und finden sich selbständig in den Winterquartieren ein. In einigen Städten fliegen sie im August daher vermehrt in Wohnungen ein.

### Wanderungen
Während die Mehrheit der in Mitteleuropa beheimateten Fledermausarten die kalte Jahreszeit in geschützten Quartieren winterschlafend verbringen, zeigt ein kleinerer Teil der Glattnasen ein ausgeprägtes Zugverhalten, bei dem zum Teil Distanzen von über 1000 Kilometern zurückgelegt werden. In der Veröffentlichung wird die Vermutung geäußert, dass es sich bei dem Zugverhalten um eine vergleichbar neue Entwicklung innerhalb der Evolution der Fledermäuse handelt, die sich mehrfach unabhängig voneinander entwickelt hat.
Eine Studie aus dem Jahr 2025 hat mehrere Exemplare des Großen Abendseglers (Nyctalus noctula) mit miniaturisierter Aufzeichnungselektronik (1,2 Gramm) ausgestattet und so das Zugverhalten in Abhängigkeit von Wetterbedingungen und Jahreszeit untersucht. Dabei konnte gezeigt werden, das die Tiere häufig günstige Wetterbedingungen für längere Teilstrecken ausnutzen.

### Sozialverhalten

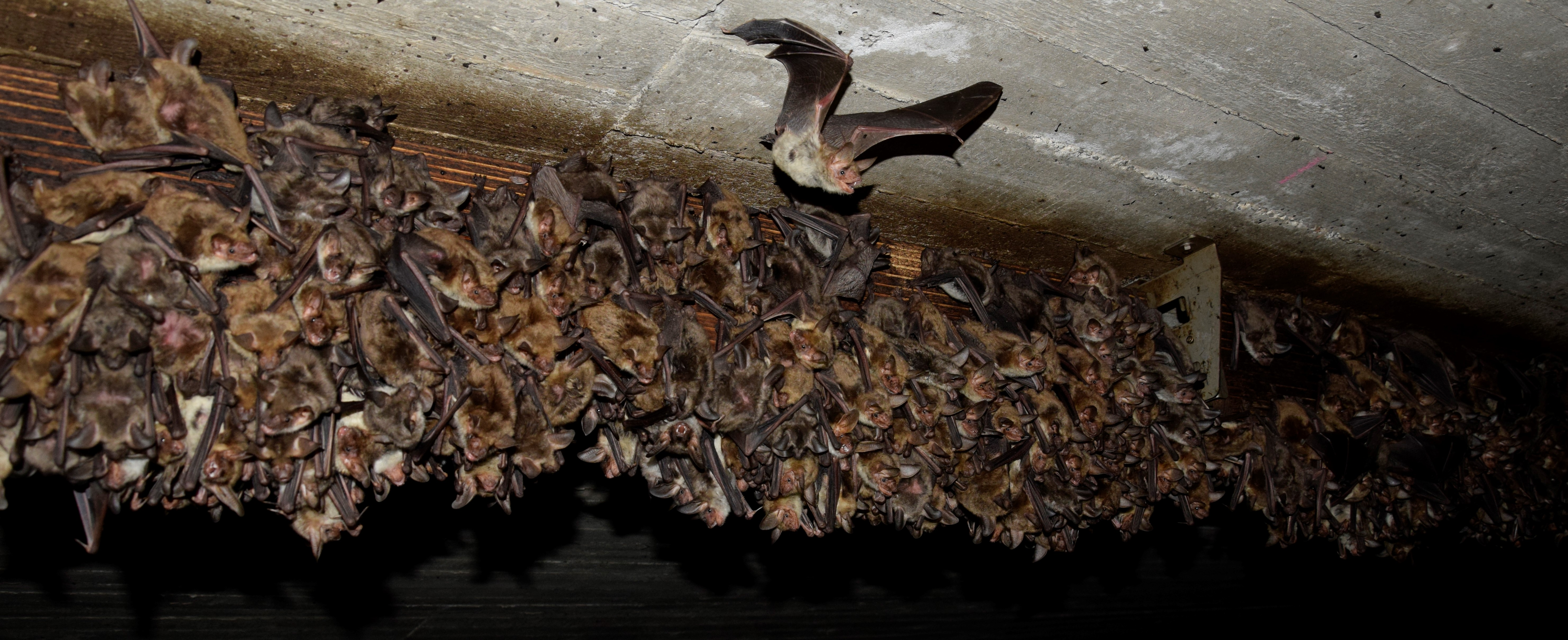
Kolonie des Großen Mausohrs

Fledermäuse sind hochsoziale Tiere, die die meiste Zeit des Jahres in Gruppen zusammenleben. In ihren Quartieren suchen sie meist engen Körperkontakt mit anderen Tieren, wodurch sich Fledermauspulke bilden (Schlafverband). Dies hat den Vorteil, dass die einzelnen Tiere wenig Energie für die Körperaufwärmung aufwenden müssen und verbrauchen. Sowohl in den Wochenstuben als auch in den Winterquartieren kommt es zudem zu einer Durchmischung verschiedener Arten. Dabei findet man meistens zwei oder drei verschiedene Arten in einem Quartier, wobei die einzelnen Arten sowohl in eigenen Clustern beieinanderhängen als auch eine echte Durchmischung vorkommt. In einer Kolonie können mehrere Millionen Tiere leben. So beherbergt die Bracken-Höhle bei Austin in Texas etwa 20 Millionen Tiere der Guano-Fledermaus Tadarida brasiliensis. Ein gravierender Nachteil der Koloniebildung ist die Übertragbarkeit von Krankheiten wie zum Beispiel WNS.
Eine Rangordnung innerhalb von Fledermauskolonien wurde bislang nicht beschrieben, allerdings vertreiben männliche Fledermäuse ihre Konkurrenten aus den Paarungsrevieren. Kommt es zu Störungen innerhalb der Quartiere, ist ein Drohen mit aufgerissenem Maul und Zetern die Antwort, und nach kurzer Zeit kehrt wieder Ruhe ein. Einige Arten reagieren bei leichten Störungen mit einer Schreckstellung, bei der sie sich auf den Boden pressen, bei intensiveren Bedrohungen stellen sich diese Arten tot (Schreckstarre).
Wie bei vielen anderen sozialen Tieren gibt es auch bei Fledermäusen ein Schwarmverhalten, bei dem die Aktionen einzelner zu einer Beteiligung anderer Tiere führen. So folgt im Regelfall nach dem Abflug eines Tieres auch ein Start weiterer, und auch das Putzen einzelner Tiere führt dazu, dass andere damit beginnen. Beim Putzen gibt es allerdings bei den meisten Arten keine gegenseitige Fellpflege, stattdessen konzentriert sich jedes Tier auf sich selbst. Nur die Jungtiere werden in den ersten Lebenstagen noch vom Muttertier geputzt. Bei verschiedenen Arten, vor allem bei Hufeisennasen, wurde ein gegenseitiges Belecken des Gesichts beobachtet, allerdings geht man davon aus, dass es sich dabei nicht um Reinigungsverhalten, sondern um Kommunikationsgesten handelt.

### Feinde
Natürliche Feinde der Fledermäuse sind vor allem tag- und nachtaktive Raubtiere, vor allem Katzen sowie Greifvögel und Eulen. Außerdem gibt es eine Reihe von großen, fleischfressenden Fledermausarten, die neben anderen Beutetieren auch kleinere Fledermäuse jagen.

## Echoortung
Mit ihrem Echoortungssystem (oder auch Ultraschallortung) haben die Fledermäuse eine sehr komplizierte und effektive Methode entwickelt, die es ihnen ermöglicht, sich im Dunkeln zurechtzufinden und Insekten zu jagen, ohne ihre Augen einzusetzen. Dabei stoßen sie Ultraschallwellen aus, die von Objekten als Reflexionen zurückgeworfen werden. Die einzelnen Echos werden von der Fledermaus aufgenommen und in die richtige Abfolge gebracht. Durch die Zeitunterschiede kann das Gehirn die Umgebung erfassen und somit orten, wie weit ein Baum oder Insekt entfernt ist und sogar mit welcher Geschwindigkeit und Richtung sich ein Beutetier bewegt. Beim Großen Hasenmaul (Noctilio leporinus) erreicht die Lautstärke des Rufes bis zu 140 Dezibel.

### Forschungsgeschichte
Lange Zeit nahm man an, dass Fledermäuse über extrem gute Augen verfügten, da sie sich in absoluter Dunkelheit zurechtfinden. Im 18. Jahrhundert unternahm der italienische Wissenschaftler Lazzaro Spallanzani erste Versuche mit Fledermäusen und Eulen, in denen er die Tiere in dunklen Räumen fliegen ließ. Während alle Eulen scheiterten, fanden sich Fledermäuse gut zurecht. Einige Zeit später führte er weitere Versuche durch, diesmal mit Fledermäusen, denen er die Augen ausgestochen hatte. Auch diese Tiere konnten ohne Probleme fliegen, während Exemplare mit versiegelten Ohren zu Boden fielen.
Als sich Hiram Maxim, der Erfinder des Maschinengewehrs, im Jahre 1913 mit Sonarsystemen zur Navigation auf See und zur Ortung der gesunkenen Titanic beschäftigte, glaubte er auf dem richtigen Weg zu sein, doch er irrte sich, denn er nahm an, dass Fledermäuse niederfrequente Töne mit dem Schlagen ihrer Flügel erzeugen würden. Erst als George W. Pierce kurz vor dem Zweiten Weltkrieg einen Schalldetektor für Hochfrequenztöne entwickelte, wurde die wahre Beschaffenheit des Fledermaussonars erkannt.
Jürgen Gebhard hat als Autodidakt ab 1978 hauptsächlich im Gebiet der Verhaltensökologie geforscht und machte mittels Feldforschung Beobachtungen bei freifliegenden Fledermäusen mit eigens eingerichteten Forschungsstationen. Sein besonderes Interesse betraf den Großen Abendsegler (Nyctalus noctula).

### Das Echoortungssystem der Fledermäuse
Damit das Echoortungssystem richtig funktionieren kann und alle Möglichkeiten optimal ausgeschöpft werden, ist eine spezielle Anpassung der verschiedenen Organe notwendig. So sind bei den Fledermäusen viele Körperteile genau auf den Gebrauch der Echoortung ausgelegt. Allerdings gibt es auch Fledermäuse, die kein Echoortungssystem haben. Innerhalb der Familie der Flughunde haben nur die Rosettenflughunde ein Echoortungssystem. Die übrigen Arten kompensieren die fehlende Echoortung mit sehr großen, lichtempfindlichen Augen.

### Der Ruf

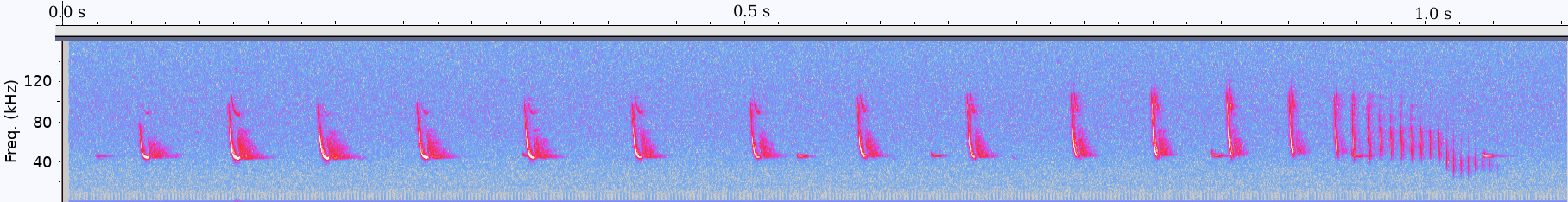
Spektrogramm: Rufe einer Zwergfledermaus während der Jagd (Aufnahmedauer: 1,1 Sekunden). Die untere Hauptfrequenz beträgt – arttypisch – ca. 45 kHz. Unmittelbar (150 Millisekunden) vor dem Beutekontakt werden Rufabstand und -dauer stark verkürzt („Feeding Buzz“). Die zum Spektrogramm gehörende zeitgedehnte Aufnahme kann als Audiodatei Chirps190918-22s.mp3 angehört werden.

Der Ruf besteht meistens aus einer Serie von fünf oder mehr verschiedenen Tönen, die eine Dauer von weniger als einer Sekunde bis zum Hundertstel einer Sekunde haben können, siehe auch Chirp. Fledermäuse können Frequenzen zwischen 9 kHz und 200 kHz ausstoßen. Erwachsene Menschen nehmen Frequenzen meist nur in einem Bereich zwischen 16 Hz und höchstens 18 kHz wahr. Mit Hilfe von Fledermausdetektoren bzw. allgemein Ultraschallaufnahmegeräten können Ultraschallrufe auch für Menschen hörbar gemacht werden und hinsichtlich Aufbau und Frequenzinhalten analysiert werden. Diese Geräte wandeln die Rufe mittels Verfahren wie Frequenzmischung oder Zeitdehnung in Schallwellen niedrigerer Frequenz um, die in den Hörbereich des Menschen fallen.
Zur Jagd könnten die Fledertiere theoretisch sowohl niedrige als auch höhere Frequenzen einsetzen, allerdings haben hochfrequente Rufe viele Vorteile, wie kleinere Wellenlängen, die eine genauere räumliche Trennschärfe ermöglichen und die klarere Abgrenzung des Widerhalls von Hintergrundgeräuschen. Tiefere Frequenzen, die größere Wellenlängen besitzen, umspülen gleichsam kleine Objekte und senden daher kaum Echos zurück.
In Baumnähe rufen die Jäger nur leise, um ein Überschneiden mehrerer Echos zu verhindern (Echosalat), während sie im offenen Gelände laute Schreie ausstoßen. Eine Fledermaus passt ihren Ruf (innerhalb ihrer arttypischen Möglichkeiten und Grundstruktur) ständig an die Situation an. In offenem Gelände sind die Rufe länger, lauter und weniger frequenzmoduliert, in der Nähe von Hintergründen und beim Fang eines Insekts werden sie kürzer und stärker frequenzmoduliert.
Ein typischer Fledermausruf besteht aus zwei Komponenten, nämlich aus der Komponente mit konstanter Frequenz (CF) und einer Komponente, deren Frequenz mit der Zeit abnimmt (FM). Jedoch unterscheiden die Rufe sich stark zwischen den Arten und Gruppen. Hufeisennasen besitzen zum Beispiel einen sehr langen (viele ms), konstantfrequenten Ruf, dessen Anfang und Ende sehr schwach frequenzmoduliert ist. Andere Arten nutzen sehr kurze, nur frequenzmodulierte Rufe, andere dagegen etwas längere mit einem ausführlicheren konstantfrequenten Teil. Zusätzlich unterscheiden sich die Rufe noch in der Anzahl der Harmonischen.
Die CF-Komponente des Rufs hat eine konstante Frequenz (CF = „constant frequency“), vergleichbar mit der einer Stimmgabel.
Sie hat eine hohe Reichweite und liefert der Fledermaus ein einfarbiges, lang andauerndes Echo. Nur wenige Fledermäuse (zum Beispiel die Hufeisennasen) verwenden vor allem CF-Rufe (mit einem kleinen FM-Teil am Anfang und/oder Ende). Andere Arten verwenden als Suchlaute im offenen Luftraum sogenannte quasi-konstant-frequente Rufe, die nur schwach frequenzmoduliert sind.
Die FM-Komponente der Fledermausrufe hat eine mit der Zeit abnehmende Frequenz (FM = „frequency modulated“). Sie hat eine geringere Reichweite als die CF-Komponente, liefert dafür aber ein Echo, mit welchem auch Oberflächenstrukturen erkannt werden. FM-Rufe werden meist bei der Verfolgung von Beutetieren verwendet. Die meisten Fledermäuse verwenden ausschließlich FM-Rufe mit unterschiedlich starker Frequenzmodulation.

### Erzeugung und Aussendung
Der Ruf wird von den Fledermäusen, wie bei Säugetieren üblich, im Kehlkopf erzeugt, wo Luft zwischen zwei Membranen (den Stimmbändern) hindurchgepresst wird und diese dadurch in Schwingungen geraten. Durch das Anspannen der Muskeln, die die Membranen halten, können unterschiedliche Tonhöhen erzeugt werden.
Bevor die Schallwellen aus dem Mund oder aus der Nase austreten, werden sie im Kehl- und Rachenraum verstärkt und gefiltert. Fledermäuse, die durch die Nase rufen, haben oft komplizierte Nasenaufsätze, welche die Schallwellen stark bündeln und in die richtigen Richtungen lenken. Fledermäuse mit solchen Aufsätzen, wie zum Beispiel die Hufeisennasen, haben oft kleinere Ohren.

### Empfang und Verarbeitung

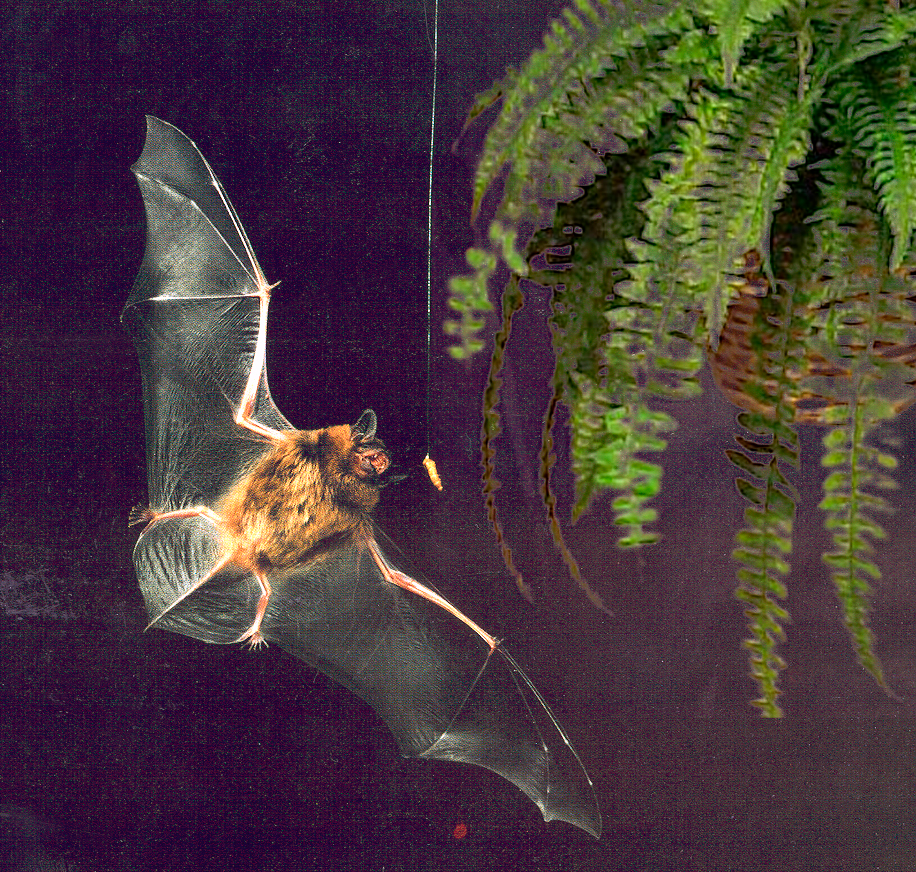
Fledermäuse sind zur Modulation ihres Rufs fähig, um Insekten auch in einer komplexen Umgebung erjagen zu können.

Die trichterförmigen Ohren der Fledermäuse sind sowohl gegenüber der Richtung der Echos als auch gegenüber der Klangqualität sehr empfindlich. Sie können die Ohren drehen und neigen, um bestimmte Schallquellen genauer zu orten. Jedes Ohr empfängt unabhängig von dem anderen.
Die Hörschnecke, welche besonders an die Jagdfrequenz angepasst ist, besitzt sehr viele Windungen, wodurch sie eine differenziertere Frequenzanalyse besitzen als andere Säugetiere, wie zum Beispiel Menschen. Nur Hufeisennasen besitzen in dem schmalen, wenige Kilohertz umfassenden Frequenzbereich, in dem sie auch rufen, eine hochdifferenzierte Frequenzanalyse. Ihre Gehörschnecke deckt diesen Bereich fein ab, wodurch eine sogenannte „akustische Fovea“, vergleichbar der Fovea (Gelber Fleck) im menschlichen Auge, entsteht.
Nachdem die Echos in den Ohren aufgenommen wurden, wird diese Information an das Gehirn weitergeleitet, wo die verschiedenen Echos anhand ihrer Frequenzen in die richtige Reihenfolge gebracht und dann analysiert werden. Je länger ein Echo benötigt, um nach dem Ruf wieder das Ohr zu erreichen, desto weiter ist der Reflektor entfernt. Ein Zeitabstand von einer Millisekunde entspricht etwa einer Objektentfernung von 17 Zentimeter (zurückgelegter Schallweg zum Objekt hin und zurück also 34 cm). Da die Abstandswahrnehmung von der Schallgeschwindigkeit und damit von der Temperatur der Luft abhängt, entwickelten die Fledermäuse auch ein fein ausgeprägtes Temperaturempfinden, welches in die Abstandswahrnehmung mit einfließt. Fledermäuse können Laufzeiten bis zu ca. 0,1 Millisekunden erkennen. Da beide Ohren die Ultraschallechos empfangen, kann das Gehirn beide Bilder zu einem 3D-Bild zusammenfügen, das einem Vergleich mit einem menschlichen Augenbild mehr als standhält.
Neben der Größe und Form eines Objekts kann auch die Oberflächenstruktur und damit das Material erkannt werden. Die Objektgröße wird über die Lautstärke des Echos bestimmt. Da die gleiche Lautstärke allerdings entweder von einem kleinen, nahen oder einem großen, weit entfernten Objekt stammen kann, wird erst die Entfernung bestimmt, dann kann die tatsächliche Größe ermittelt werden.
Die Erkennung der Objektform beruht auf der Auswertung der Lautstärke und des zeitlichen Verlaufs des Echos. Ein Echo entsteht an mehreren Echofronten, die auf die Form eines Gegenstandes hinweisen. Materialien und Oberflächenstrukturen werden über die Klangfarbe des Schalls unterschieden. Die Klangfarbe eines Objekts entsteht aus objekttypischen Interferenzen (Überlagerungen) der Schallwellen, wodurch bestimmte Frequenzen verstärkt und andere abgeschwächt werden.

### Richtungsbestimmung
Damit die Fledermaus weiß, ob sich ein Objekt links oder rechts von ihrer aktuellen Position befindet, wertet sie, wie zahlreiche andere Tierarten, die Zeitunterschiede beim Eintreffen des Schalls in beiden Ohren aus. Erreicht das Echo des gleichen Objekts das linke Ohr später als das rechte, so befindet sich der Gegenstand rechts von ihr. Wie die Tiere erkennen, ob das Objekt über oder unter ihnen ist, konnte bis heute noch nicht zweifelsfrei geklärt werden. Man geht davon aus, dass sie das Interferenzmuster der Schallwellen auswerten, wie Menschen es ebenfalls machen.

### Doppler-Effekt
Der Doppler-Effekt, also eine Verschiebung der Frequenz, tritt auf, sobald Schallwellen auf sich bewegende Objekte treffen. Wenn sich ein Objekt auf die Fledermaus zubewegt, oder die Fledermaus auf ein Objekt, nimmt die Frequenz zu und der Ton wird höher, während ein Entfernen das Gegenteil bewirkt. Hufeisennasenfledermäuse sind in der Lage, die durch die Flügelschläge von Insekten (insbesondere Nachtfalter) erzeugten Doppler-Verschiebungen zu analysieren und über die Lautstärke des Echos die Größe des Insektes und über die Häufigkeit der Dopplerverschiebungen pro Sekunde die Flügelschlagfrequenz zu bestimmen. Dadurch können sie verschiedene Insektenarten unterscheiden.

#### Genauigkeit

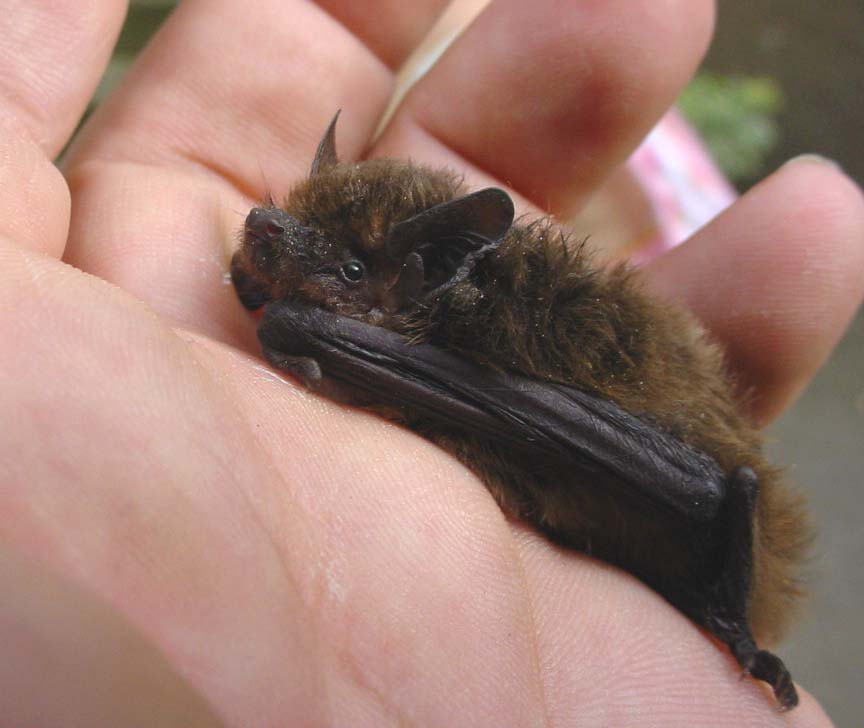
Zwergfledermaus (Pipistrellus pipistrellus)

Die Zwergfledermaus erkennt Drähte von 0,28 Millimeter aus mehr als einem Meter Entfernung und jagt am Tag etwa 500 bis 1200 Taufliegen (Drosophila), die ungefähr drei Millimeter lang sind. Andere Fledermausarten wie die Mittelmeer-Hufeisennase können sogar einen Weg zwischen 0,05 Millimeter dicken Drähten finden. Experimente haben gezeigt, dass die vom Fledermausohr aufgenommenen und im Gehirn verrechneten Signale es ermöglichen, Ziele zu unterscheiden, welche nur 10 Millimeter auseinander liegen, auch wenn die Objekte völlig verschiedene Größendimensionen haben.

## Systematik

### Evolutionäre Aspekte
Das älteste Fledermausfossil wird auf 50 Millionen Jahre datiert. Daher wird die Entwicklung der Fledertiere im Eozän gesehen (das Eozän begann vor etwa 56 Millionen Jahren und endete vor etwa 33,9 Millionen Jahren).
Je nach Schädelform haben sich die Fledermäuse auf einen kleinen Kreis von Nahrungsquellen spezialisiert. So besitzen etwa nektartrinkende Fledermäuse lange schmale Schnauzen, mit denen sie optimal in Blüten hineinreichen, wohingegen Fledermäuse, die sich vorwiegend von harten Früchten ernähren, ein kurzes, „mopsähnliches“ Gesicht haben. Blattnasenfledermäuse leben dagegen von Insekten, Nektar, Früchten, Fröschen, Eidechsen und sogar Blut. Die Entwicklung einer breiteren Schädelform hat vor 15 Millionen Jahren bei Blattnasenfledermäusen zu einer größeren Beißkraft geführt. So konnten sie sich neue Nahrungsquellen erschließen. Diese „Schlüsseltechnologie“ öffnete den Blattnasenfledermäusen den Zugang zu neuen Ressourcen wie zum Beispiel den Früchten. Dies ermöglichte eine schnelle und vielfältige Aufteilung in verschiedenste neue Fledermausarten. Ein interessanter Nebeneffekt ist, dass Samen vieler Pflanzenarten nun von Fledermäusen ausgebreitet werden.

### Systematik der Fledertiere
| Innere Systematik der Fledertiere |
| --------------------------------- |

|  | Glattnasen-Freischwänze (Emballonuridae) |
|  |                                          |
|  | Schlitznasen (Nycteridae)                |
|  |                                          |

|  | Kinnblattfledermäuse (Mormoopidae) |
|  |                                    |
|  | Blattnasen (Phyllostomidae)        |
|  |                                    |

|  | Amerikanische Haftscheibenfledermäuse (Thyropteridae)                                        |
|  |                                                                                              |
|  | \| \| Stummeldaumen (Furipteridae) \| \| \| \| \| \| Hasenmäuler (Noctilionidae) \| \| \| \| |
|  |                                                                                              |
|  | Stummeldaumen (Furipteridae)                                                                 |
|  |                                                                                              |
|  | Hasenmäuler (Noctilionidae)                                                                  |
|  |                                                                                              |

|  | Stummeldaumen (Furipteridae) |
|  |                              |
|  | Hasenmäuler (Noctilionidae)  |
|  |                              |

|  | Kinnblattfledermäuse (Mormoopidae) |
|  |                                    |
|  | Blattnasen (Phyllostomidae)        |
|  |                                    |

|  | Amerikanische Haftscheibenfledermäuse (Thyropteridae)                                        |
|  |                                                                                              |
|  | \| \| Stummeldaumen (Furipteridae) \| \| \| \| \| \| Hasenmäuler (Noctilionidae) \| \| \| \| |
|  |                                                                                              |
|  | Stummeldaumen (Furipteridae)                                                                 |
|  |                                                                                              |
|  | Hasenmäuler (Noctilionidae)                                                                  |
|  |                                                                                              |

|  | Stummeldaumen (Furipteridae) |
|  |                              |
|  | Hasenmäuler (Noctilionidae)  |
|  |                              |

|  | Kinnblattfledermäuse (Mormoopidae) |
|  |                                    |
|  | Blattnasen (Phyllostomidae)        |
|  |                                    |

|  | Amerikanische Haftscheibenfledermäuse (Thyropteridae)                                        |
|  |                                                                                              |
|  | \| \| Stummeldaumen (Furipteridae) \| \| \| \| \| \| Hasenmäuler (Noctilionidae) \| \| \| \| |
|  |                                                                                              |
|  | Stummeldaumen (Furipteridae)                                                                 |
|  |                                                                                              |
|  | Hasenmäuler (Noctilionidae)                                                                  |
|  |                                                                                              |

|  | Stummeldaumen (Furipteridae) |
|  |                              |
|  | Hasenmäuler (Noctilionidae)  |
|  |                              |

|  | Kinnblattfledermäuse (Mormoopidae) |
|  |                                    |
|  | Blattnasen (Phyllostomidae)        |
|  |                                    |

|  | Amerikanische Haftscheibenfledermäuse (Thyropteridae)                                        |
|  |                                                                                              |
|  | \| \| Stummeldaumen (Furipteridae) \| \| \| \| \| \| Hasenmäuler (Noctilionidae) \| \| \| \| |
|  |                                                                                              |
|  | Stummeldaumen (Furipteridae)                                                                 |
|  |                                                                                              |
|  | Hasenmäuler (Noctilionidae)                                                                  |
|  |                                                                                              |

|  | Stummeldaumen (Furipteridae) |
|  |                              |
|  | Hasenmäuler (Noctilionidae)  |
|  |                              |

|  | Kinnblattfledermäuse (Mormoopidae) |
|  |                                    |
|  | Blattnasen (Phyllostomidae)        |
|  |                                    |

|  | Amerikanische Haftscheibenfledermäuse (Thyropteridae)                                        |
|  |                                                                                              |
|  | \| \| Stummeldaumen (Furipteridae) \| \| \| \| \| \| Hasenmäuler (Noctilionidae) \| \| \| \| |
|  |                                                                                              |
|  | Stummeldaumen (Furipteridae)                                                                 |
|  |                                                                                              |
|  | Hasenmäuler (Noctilionidae)                                                                  |
|  |                                                                                              |

|  | Stummeldaumen (Furipteridae) |
|  |                              |
|  | Hasenmäuler (Noctilionidae)  |
|  |                              |

|  | Kinnblattfledermäuse (Mormoopidae) |
|  |                                    |
|  | Blattnasen (Phyllostomidae)        |
|  |                                    |

|  | Amerikanische Haftscheibenfledermäuse (Thyropteridae)                                        |
|  |                                                                                              |
|  | \| \| Stummeldaumen (Furipteridae) \| \| \| \| \| \| Hasenmäuler (Noctilionidae) \| \| \| \| |
|  |                                                                                              |
|  | Stummeldaumen (Furipteridae)                                                                 |
|  |                                                                                              |
|  | Hasenmäuler (Noctilionidae)                                                                  |
|  |                                                                                              |

|  | Stummeldaumen (Furipteridae) |
|  |                              |
|  | Hasenmäuler (Noctilionidae)  |
|  |                              |

|  | Kinnblattfledermäuse (Mormoopidae) |
|  |                                    |
|  | Blattnasen (Phyllostomidae)        |
|  |                                    |

|  | Amerikanische Haftscheibenfledermäuse (Thyropteridae)                                        |
|  |                                                                                              |
|  | \| \| Stummeldaumen (Furipteridae) \| \| \| \| \| \| Hasenmäuler (Noctilionidae) \| \| \| \| |
|  |                                                                                              |
|  | Stummeldaumen (Furipteridae)                                                                 |
|  |                                                                                              |
|  | Hasenmäuler (Noctilionidae)                                                                  |
|  |                                                                                              |

|  | Stummeldaumen (Furipteridae) |
|  |                              |
|  | Hasenmäuler (Noctilionidae)  |
|  |                              |

|  | Kinnblattfledermäuse (Mormoopidae) |
|  |                                    |
|  | Blattnasen (Phyllostomidae)        |
|  |                                    |

|  | Amerikanische Haftscheibenfledermäuse (Thyropteridae)                                        |
|  |                                                                                              |
|  | \| \| Stummeldaumen (Furipteridae) \| \| \| \| \| \| Hasenmäuler (Noctilionidae) \| \| \| \| |
|  |                                                                                              |
|  | Stummeldaumen (Furipteridae)                                                                 |
|  |                                                                                              |
|  | Hasenmäuler (Noctilionidae)                                                                  |
|  |                                                                                              |

|  | Stummeldaumen (Furipteridae) |
|  |                              |
|  | Hasenmäuler (Noctilionidae)  |
|  |                              |

|  | \| \| Glattnasen (Vespertilionidae) \| \| \| \| \| \| Bulldoggfledermäuse (Molossidae) \| \| \| \| |
|  | |
|  | Trichterohren (Natalidae)                                                                          |
|  | |
|  | Glattnasen (Vespertilionidae)                                                                      |
|  | |
|  | Bulldoggfledermäuse (Molossidae)                                                                   |
|  | |

|  | Glattnasen (Vespertilionidae)    |
|  |                                  |
|  | Bulldoggfledermäuse (Molossidae) |
|  |                                  |

|  | Kinnblattfledermäuse (Mormoopidae) |
|  |                                    |
|  | Blattnasen (Phyllostomidae)        |
|  |                                    |

|  | Amerikanische Haftscheibenfledermäuse (Thyropteridae)                                        |
|  |                                                                                              |
|  | \| \| Stummeldaumen (Furipteridae) \| \| \| \| \| \| Hasenmäuler (Noctilionidae) \| \| \| \| |
|  |                                                                                              |
|  | Stummeldaumen (Furipteridae)                                                                 |
|  |                                                                                              |
|  | Hasenmäuler (Noctilionidae)                                                                  |
|  |                                                                                              |

|  | Stummeldaumen (Furipteridae) |
|  |                              |
|  | Hasenmäuler (Noctilionidae)  |
|  |                              |

|  | Kinnblattfledermäuse (Mormoopidae) |
|  |                                    |
|  | Blattnasen (Phyllostomidae)        |
|  |                                    |

|  | Amerikanische Haftscheibenfledermäuse (Thyropteridae)                                        |
|  |                                                                                              |
|  | \| \| Stummeldaumen (Furipteridae) \| \| \| \| \| \| Hasenmäuler (Noctilionidae) \| \| \| \| |
|  |                                                                                              |
|  | Stummeldaumen (Furipteridae)                                                                 |
|  |                                                                                              |
|  | Hasenmäuler (Noctilionidae)                                                                  |
|  |                                                                                              |

|  | Stummeldaumen (Furipteridae) |
|  |                              |
|  | Hasenmäuler (Noctilionidae)  |
|  |                              |

|  | Kinnblattfledermäuse (Mormoopidae) |
|  |                                    |
|  | Blattnasen (Phyllostomidae)        |
|  |                                    |

|  | Amerikanische Haftscheibenfledermäuse (Thyropteridae)                                        |
|  |                                                                                              |
|  | \| \| Stummeldaumen (Furipteridae) \| \| \| \| \| \| Hasenmäuler (Noctilionidae) \| \| \| \| |
|  |                                                                                              |
|  | Stummeldaumen (Furipteridae)                                                                 |
|  |                                                                                              |
|  | Hasenmäuler (Noctilionidae)                                                                  |
|  |                                                                                              |

|  | Stummeldaumen (Furipteridae) |
|  |                              |
|  | Hasenmäuler (Noctilionidae)  |
|  |                              |

|  | Kinnblattfledermäuse (Mormoopidae) |
|  |                                    |
|  | Blattnasen (Phyllostomidae)        |
|  |                                    |

|  | Amerikanische Haftscheibenfledermäuse (Thyropteridae)                                        |
|  |                                                                                              |
|  | \| \| Stummeldaumen (Furipteridae) \| \| \| \| \| \| Hasenmäuler (Noctilionidae) \| \| \| \| |
|  |                                                                                              |
|  | Stummeldaumen (Furipteridae)                                                                 |
|  |                                                                                              |
|  | Hasenmäuler (Noctilionidae)                                                                  |
|  |                                                                                              |

|  | Stummeldaumen (Furipteridae) |
|  |                              |
|  | Hasenmäuler (Noctilionidae)  |
|  |                              |

|  | Kinnblattfledermäuse (Mormoopidae) |
|  |                                    |
|  | Blattnasen (Phyllostomidae)        |
|  |                                    |

|  | Amerikanische Haftscheibenfledermäuse (Thyropteridae)                                        |
|  |                                                                                              |
|  | \| \| Stummeldaumen (Furipteridae) \| \| \| \| \| \| Hasenmäuler (Noctilionidae) \| \| \| \| |
|  |                                                                                              |
|  | Stummeldaumen (Furipteridae)                                                                 |
|  |                                                                                              |
|  | Hasenmäuler (Noctilionidae)                                                                  |
|  |                                                                                              |

|  | Stummeldaumen (Furipteridae) |
|  |                              |
|  | Hasenmäuler (Noctilionidae)  |
|  |                              |

|  | Kinnblattfledermäuse (Mormoopidae) |
|  |                                    |
|  | Blattnasen (Phyllostomidae)        |
|  |                                    |

|  | Amerikanische Haftscheibenfledermäuse (Thyropteridae)                                        |
|  |                                                                                              |
|  | \| \| Stummeldaumen (Furipteridae) \| \| \| \| \| \| Hasenmäuler (Noctilionidae) \| \| \| \| |
|  |                                                                                              |
|  | Stummeldaumen (Furipteridae)                                                                 |
|  |                                                                                              |
|  | Hasenmäuler (Noctilionidae)                                                                  |
|  |                                                                                              |

|  | Stummeldaumen (Furipteridae) |
|  |                              |
|  | Hasenmäuler (Noctilionidae)  |
|  |                              |

|  | Kinnblattfledermäuse (Mormoopidae) |
|  |                                    |
|  | Blattnasen (Phyllostomidae)        |
|  |                                    |

|  | Amerikanische Haftscheibenfledermäuse (Thyropteridae)                                        |
|  |                                                                                              |
|  | \| \| Stummeldaumen (Furipteridae) \| \| \| \| \| \| Hasenmäuler (Noctilionidae) \| \| \| \| |
|  |                                                                                              |
|  | Stummeldaumen (Furipteridae)                                                                 |
|  |                                                                                              |
|  | Hasenmäuler (Noctilionidae)                                                                  |
|  |                                                                                              |

|  | Stummeldaumen (Furipteridae) |
|  |                              |
|  | Hasenmäuler (Noctilionidae)  |
|  |                              |

|  | Kinnblattfledermäuse (Mormoopidae) |
|  |                                    |
|  | Blattnasen (Phyllostomidae)        |
|  |                                    |

|  | Amerikanische Haftscheibenfledermäuse (Thyropteridae)                                        |
|  |                                                                                              |
|  | \| \| Stummeldaumen (Furipteridae) \| \| \| \| \| \| Hasenmäuler (Noctilionidae) \| \| \| \| |
|  |                                                                                              |
|  | Stummeldaumen (Furipteridae)                                                                 |
|  |                                                                                              |
|  | Hasenmäuler (Noctilionidae)                                                                  |
|  |                                                                                              |

|  | Stummeldaumen (Furipteridae) |
|  |                              |
|  | Hasenmäuler (Noctilionidae)  |
|  |                              |

|  | \| \| Glattnasen (Vespertilionidae) \| \| \| \| \| \| Bulldoggfledermäuse (Molossidae) \| \| \| \| |
|  | |
|  | Trichterohren (Natalidae)                                                                          |
|  | |
|  | Glattnasen (Vespertilionidae)                                                                      |
|  | |
|  | Bulldoggfledermäuse (Molossidae)                                                                   |
|  | |

|  | Glattnasen (Vespertilionidae)    |
|  |                                  |
|  | Bulldoggfledermäuse (Molossidae) |
|  |                                  |

|  | Glattnasen-Freischwänze (Emballonuridae) |
|  |                                          |
|  | Schlitznasen (Nycteridae)                |
|  |                                          |

|  | Kinnblattfledermäuse (Mormoopidae) |
|  |                                    |
|  | Blattnasen (Phyllostomidae)        |
|  |                                    |

|  | Amerikanische Haftscheibenfledermäuse (Thyropteridae)                                        |
|  |                                                                                              |
|  | \| \| Stummeldaumen (Furipteridae) \| \| \| \| \| \| Hasenmäuler (Noctilionidae) \| \| \| \| |
|  |                                                                                              |
|  | Stummeldaumen (Furipteridae)                                                                 |
|  |                                                                                              |
|  | Hasenmäuler (Noctilionidae)                                                                  |
|  |                                                                                              |

|  | Stummeldaumen (Furipteridae) |
|  |                              |
|  | Hasenmäuler (Noctilionidae)  |
|  |                              |

|  | Kinnblattfledermäuse (Mormoopidae) |
|  |                                    |
|  | Blattnasen (Phyllostomidae)        |
|  |                                    |

|  | Amerikanische Haftscheibenfledermäuse (Thyropteridae)                                        |
|  |                                                                                              |
|  | \| \| Stummeldaumen (Furipteridae) \| \| \| \| \| \| Hasenmäuler (Noctilionidae) \| \| \| \| |
|  |                                                                                              |
|  | Stummeldaumen (Furipteridae)                                                                 |
|  |                                                                                              |
|  | Hasenmäuler (Noctilionidae)                                                                  |
|  |                                                                                              |

|  | Stummeldaumen (Furipteridae) |
|  |                              |
|  | Hasenmäuler (Noctilionidae)  |
|  |                              |

|  | Kinnblattfledermäuse (Mormoopidae) |
|  |                                    |
|  | Blattnasen (Phyllostomidae)        |
|  |                                    |

|  | Amerikanische Haftscheibenfledermäuse (Thyropteridae)                                        |
|  |                                                                                              |
|  | \| \| Stummeldaumen (Furipteridae) \| \| \| \| \| \| Hasenmäuler (Noctilionidae) \| \| \| \| |
|  |                                                                                              |
|  | Stummeldaumen (Furipteridae)                                                                 |
|  |                                                                                              |
|  | Hasenmäuler (Noctilionidae)                                                                  |
|  |                                                                                              |

|  | Stummeldaumen (Furipteridae) |
|  |                              |
|  | Hasenmäuler (Noctilionidae)  |
|  |                              |

|  | Kinnblattfledermäuse (Mormoopidae) |
|  |                                    |
|  | Blattnasen (Phyllostomidae)        |
|  |                                    |

|  | Amerikanische Haftscheibenfledermäuse (Thyropteridae)                                        |
|  |                                                                                              |
|  | \| \| Stummeldaumen (Furipteridae) \| \| \| \| \| \| Hasenmäuler (Noctilionidae) \| \| \| \| |
|  |                                                                                              |
|  | Stummeldaumen (Furipteridae)                                                                 |
|  |                                                                                              |
|  | Hasenmäuler (Noctilionidae)                                                                  |
|  |                                                                                              |

|  | Stummeldaumen (Furipteridae) |
|  |                              |
|  | Hasenmäuler (Noctilionidae)  |
|  |                              |

|  | Kinnblattfledermäuse (Mormoopidae) |
|  |                                    |
|  | Blattnasen (Phyllostomidae)        |
|  |                                    |

|  | Amerikanische Haftscheibenfledermäuse (Thyropteridae)                                        |
|  |                                                                                              |
|  | \| \| Stummeldaumen (Furipteridae) \| \| \| \| \| \| Hasenmäuler (Noctilionidae) \| \| \| \| |
|  |                                                                                              |
|  | Stummeldaumen (Furipteridae)                                                                 |
|  |                                                                                              |
|  | Hasenmäuler (Noctilionidae)                                                                  |
|  |                                                                                              |

|  | Stummeldaumen (Furipteridae) |
|  |                              |
|  | Hasenmäuler (Noctilionidae)  |
|  |                              |

|  | Kinnblattfledermäuse (Mormoopidae) |
|  |                                    |
|  | Blattnasen (Phyllostomidae)        |
|  |                                    |

|  | Amerikanische Haftscheibenfledermäuse (Thyropteridae)                                        |
|  |                                                                                              |
|  | \| \| Stummeldaumen (Furipteridae) \| \| \| \| \| \| Hasenmäuler (Noctilionidae) \| \| \| \| |
|  |                                                                                              |
|  | Stummeldaumen (Furipteridae)                                                                 |
|  |                                                                                              |
|  | Hasenmäuler (Noctilionidae)                                                                  |
|  |                                                                                              |

|  | Stummeldaumen (Furipteridae) |
|  |                              |
|  | Hasenmäuler (Noctilionidae)  |
|  |                              |

|  | Kinnblattfledermäuse (Mormoopidae) |
|  |                                    |
|  | Blattnasen (Phyllostomidae)        |
|  |                                    |

|  | Amerikanische Haftscheibenfledermäuse (Thyropteridae)                                        |
|  |                                                                                              |
|  | \| \| Stummeldaumen (Furipteridae) \| \| \| \| \| \| Hasenmäuler (Noctilionidae) \| \| \| \| |
|  |                                                                                              |
|  | Stummeldaumen (Furipteridae)                                                                 |
|  |                                                                                              |
|  | Hasenmäuler (Noctilionidae)                                                                  |
|  |                                                                                              |

|  | Stummeldaumen (Furipteridae) |
|  |                              |
|  | Hasenmäuler (Noctilionidae)  |
|  |                              |

|  | Kinnblattfledermäuse (Mormoopidae) |
|  |                                    |
|  | Blattnasen (Phyllostomidae)        |
|  |                                    |

|  | Amerikanische Haftscheibenfledermäuse (Thyropteridae)                                        |
|  |                                                                                              |
|  | \| \| Stummeldaumen (Furipteridae) \| \| \| \| \| \| Hasenmäuler (Noctilionidae) \| \| \| \| |
|  |                                                                                              |
|  | Stummeldaumen (Furipteridae)                                                                 |
|  |                                                                                              |
|  | Hasenmäuler (Noctilionidae)                                                                  |
|  |                                                                                              |

|  | Stummeldaumen (Furipteridae) |
|  |                              |
|  | Hasenmäuler (Noctilionidae)  |
|  |                              |

|  | \| \| Glattnasen (Vespertilionidae) \| \| \| \| \| \| Bulldoggfledermäuse (Molossidae) \| \| \| \| |
|  | |
|  | Trichterohren (Natalidae)                                                                          |
|  | |
|  | Glattnasen (Vespertilionidae)                                                                      |
|  | |
|  | Bulldoggfledermäuse (Molossidae)                                                                   |
|  | |

|  | Glattnasen (Vespertilionidae)    |
|  |                                  |
|  | Bulldoggfledermäuse (Molossidae) |
|  |                                  |

|  | Kinnblattfledermäuse (Mormoopidae) |
|  |                                    |
|  | Blattnasen (Phyllostomidae)        |
|  |                                    |

|  | Amerikanische Haftscheibenfledermäuse (Thyropteridae)                                        |
|  |                                                                                              |
|  | \| \| Stummeldaumen (Furipteridae) \| \| \| \| \| \| Hasenmäuler (Noctilionidae) \| \| \| \| |
|  |                                                                                              |
|  | Stummeldaumen (Furipteridae)                                                                 |
|  |                                                                                              |
|  | Hasenmäuler (Noctilionidae)                                                                  |
|  |                                                                                              |

|  | Stummeldaumen (Furipteridae) |
|  |                              |
|  | Hasenmäuler (Noctilionidae)  |
|  |                              |

|  | Kinnblattfledermäuse (Mormoopidae) |
|  |                                    |
|  | Blattnasen (Phyllostomidae)        |
|  |                                    |

|  | Amerikanische Haftscheibenfledermäuse (Thyropteridae)                                        |
|  |                                                                                              |
|  | \| \| Stummeldaumen (Furipteridae) \| \| \| \| \| \| Hasenmäuler (Noctilionidae) \| \| \| \| |
|  |                                                                                              |
|  | Stummeldaumen (Furipteridae)                                                                 |
|  |                                                                                              |
|  | Hasenmäuler (Noctilionidae)                                                                  |
|  |                                                                                              |

|  | Stummeldaumen (Furipteridae) |
|  |                              |
|  | Hasenmäuler (Noctilionidae)  |
|  |                              |

|  | Kinnblattfledermäuse (Mormoopidae) |
|  |                                    |
|  | Blattnasen (Phyllostomidae)        |
|  |                                    |

|  | Amerikanische Haftscheibenfledermäuse (Thyropteridae)                                        |
|  |                                                                                              |
|  | \| \| Stummeldaumen (Furipteridae) \| \| \| \| \| \| Hasenmäuler (Noctilionidae) \| \| \| \| |
|  |                                                                                              |
|  | Stummeldaumen (Furipteridae)                                                                 |
|  |                                                                                              |
|  | Hasenmäuler (Noctilionidae)                                                                  |
|  |                                                                                              |

|  | Stummeldaumen (Furipteridae) |
|  |                              |
|  | Hasenmäuler (Noctilionidae)  |
|  |                              |

|  | Kinnblattfledermäuse (Mormoopidae) |
|  |                                    |
|  | Blattnasen (Phyllostomidae)        |
|  |                                    |

|  | Amerikanische Haftscheibenfledermäuse (Thyropteridae)                                        |
|  |                                                                                              |
|  | \| \| Stummeldaumen (Furipteridae) \| \| \| \| \| \| Hasenmäuler (Noctilionidae) \| \| \| \| |
|  |                                                                                              |
|  | Stummeldaumen (Furipteridae)                                                                 |
|  |                                                                                              |
|  | Hasenmäuler (Noctilionidae)                                                                  |
|  |                                                                                              |

|  | Stummeldaumen (Furipteridae) |
|  |                              |
|  | Hasenmäuler (Noctilionidae)  |
|  |                              |

|  | Kinnblattfledermäuse (Mormoopidae) |
|  |                                    |
|  | Blattnasen (Phyllostomidae)        |
|  |                                    |

|  | Amerikanische Haftscheibenfledermäuse (Thyropteridae)                                        |
|  |                                                                                              |
|  | \| \| Stummeldaumen (Furipteridae) \| \| \| \| \| \| Hasenmäuler (Noctilionidae) \| \| \| \| |
|  |                                                                                              |
|  | Stummeldaumen (Furipteridae)                                                                 |
|  |                                                                                              |
|  | Hasenmäuler (Noctilionidae)                                                                  |
|  |                                                                                              |

|  | Stummeldaumen (Furipteridae) |
|  |                              |
|  | Hasenmäuler (Noctilionidae)  |
|  |                              |

|  | Kinnblattfledermäuse (Mormoopidae) |
|  |                                    |
|  | Blattnasen (Phyllostomidae)        |
|  |                                    |

|  | Amerikanische Haftscheibenfledermäuse (Thyropteridae)                                        |
|  |                                                                                              |
|  | \| \| Stummeldaumen (Furipteridae) \| \| \| \| \| \| Hasenmäuler (Noctilionidae) \| \| \| \| |
|  |                                                                                              |
|  | Stummeldaumen (Furipteridae)                                                                 |
|  |                                                                                              |
|  | Hasenmäuler (Noctilionidae)                                                                  |
|  |                                                                                              |

|  | Stummeldaumen (Furipteridae) |
|  |                              |
|  | Hasenmäuler (Noctilionidae)  |
|  |                              |

|  | Kinnblattfledermäuse (Mormoopidae) |
|  |                                    |
|  | Blattnasen (Phyllostomidae)        |
|  |                                    |

|  | Amerikanische Haftscheibenfledermäuse (Thyropteridae)                                        |
|  |                                                                                              |
|  | \| \| Stummeldaumen (Furipteridae) \| \| \| \| \| \| Hasenmäuler (Noctilionidae) \| \| \| \| |
|  |                                                                                              |
|  | Stummeldaumen (Furipteridae)                                                                 |
|  |                                                                                              |
|  | Hasenmäuler (Noctilionidae)                                                                  |
|  |                                                                                              |

|  | Stummeldaumen (Furipteridae) |
|  |                              |
|  | Hasenmäuler (Noctilionidae)  |
|  |                              |

|  | Kinnblattfledermäuse (Mormoopidae) |
|  |                                    |
|  | Blattnasen (Phyllostomidae)        |
|  |                                    |

|  | Amerikanische Haftscheibenfledermäuse (Thyropteridae)                                        |
|  |                                                                                              |
|  | \| \| Stummeldaumen (Furipteridae) \| \| \| \| \| \| Hasenmäuler (Noctilionidae) \| \| \| \| |
|  |                                                                                              |
|  | Stummeldaumen (Furipteridae)                                                                 |
|  |                                                                                              |
|  | Hasenmäuler (Noctilionidae)                                                                  |
|  |                                                                                              |

|  | Stummeldaumen (Furipteridae) |
|  |                              |
|  | Hasenmäuler (Noctilionidae)  |
|  |                              |

|  | \| \| Glattnasen (Vespertilionidae) \| \| \| \| \| \| Bulldoggfledermäuse (Molossidae) \| \| \| \| |
|  | |
|  | Trichterohren (Natalidae)                                                                          |
|  | |
|  | Glattnasen (Vespertilionidae)                                                                      |
|  | |
|  | Bulldoggfledermäuse (Molossidae)                                                                   |
|  | |

|  | Glattnasen (Vespertilionidae)    |
|  |                                  |
|  | Bulldoggfledermäuse (Molossidae) |
|  |                                  |

|  | Mausschwanzfledermäuse (Rhinopomatidae)                                                                        |
|  | |
|  | \| \| Schweinsnasenfledermaus (Craseonycteridae) \| \| \| \| \| \| Großblattnasen (Megadermatidae) \| \| \| \| |
|  | |
|  | Schweinsnasenfledermaus (Craseonycteridae)                                                                     |
|  | |
|  | Großblattnasen (Megadermatidae)                                                                                |
|  | |

|  | Schweinsnasenfledermaus (Craseonycteridae) |
|  |                                            |
|  | Großblattnasen (Megadermatidae)            |
|  |                                            |

|  | Mausschwanzfledermäuse (Rhinopomatidae)                                                                        |
|  | |
|  | \| \| Schweinsnasenfledermaus (Craseonycteridae) \| \| \| \| \| \| Großblattnasen (Megadermatidae) \| \| \| \| |
|  | |
|  | Schweinsnasenfledermaus (Craseonycteridae)                                                                     |
|  | |
|  | Großblattnasen (Megadermatidae)                                                                                |
|  | |

|  | Schweinsnasenfledermaus (Craseonycteridae) |
|  |                                            |
|  | Großblattnasen (Megadermatidae)            |
|  |                                            |

|  | Mausschwanzfledermäuse (Rhinopomatidae)                                                                        |
|  | |
|  | \| \| Schweinsnasenfledermaus (Craseonycteridae) \| \| \| \| \| \| Großblattnasen (Megadermatidae) \| \| \| \| |
|  | |
|  | Schweinsnasenfledermaus (Craseonycteridae)                                                                     |
|  | |
|  | Großblattnasen (Megadermatidae)                                                                                |
|  | |

|  | Schweinsnasenfledermaus (Craseonycteridae) |
|  |                                            |
|  | Großblattnasen (Megadermatidae)            |
|  |                                            |

|  | Mausschwanzfledermäuse (Rhinopomatidae)                                                                        |
|  | |
|  | \| \| Schweinsnasenfledermaus (Craseonycteridae) \| \| \| \| \| \| Großblattnasen (Megadermatidae) \| \| \| \| |
|  | |
|  | Schweinsnasenfledermaus (Craseonycteridae)                                                                     |
|  | |
|  | Großblattnasen (Megadermatidae)                                                                                |
|  | |

|  | Schweinsnasenfledermaus (Craseonycteridae) |
|  |                                            |
|  | Großblattnasen (Megadermatidae)            |
|  |                                            |

|  | Glattnasen-Freischwänze (Emballonuridae) |
|  |                                          |
|  | Schlitznasen (Nycteridae)                |
|  |                                          |

|  | Kinnblattfledermäuse (Mormoopidae) |
|  |                                    |
|  | Blattnasen (Phyllostomidae)        |
|  |                                    |

|  | Amerikanische Haftscheibenfledermäuse (Thyropteridae)                                        |
|  |                                                                                              |
|  | \| \| Stummeldaumen (Furipteridae) \| \| \| \| \| \| Hasenmäuler (Noctilionidae) \| \| \| \| |
|  |                                                                                              |
|  | Stummeldaumen (Furipteridae)                                                                 |
|  |                                                                                              |
|  | Hasenmäuler (Noctilionidae)                                                                  |
|  |                                                                                              |

|  | Stummeldaumen (Furipteridae) |
|  |                              |
|  | Hasenmäuler (Noctilionidae)  |
|  |                              |

|  | Kinnblattfledermäuse (Mormoopidae) |
|  |                                    |
|  | Blattnasen (Phyllostomidae)        |
|  |                                    |

|  | Amerikanische Haftscheibenfledermäuse (Thyropteridae)                                        |
|  |                                                                                              |
|  | \| \| Stummeldaumen (Furipteridae) \| \| \| \| \| \| Hasenmäuler (Noctilionidae) \| \| \| \| |
|  |                                                                                              |
|  | Stummeldaumen (Furipteridae)                                                                 |
|  |                                                                                              |
|  | Hasenmäuler (Noctilionidae)                                                                  |
|  |                                                                                              |

|  | Stummeldaumen (Furipteridae) |
|  |                              |
|  | Hasenmäuler (Noctilionidae)  |
|  |                              |

|  | Kinnblattfledermäuse (Mormoopidae) |
|  |                                    |
|  | Blattnasen (Phyllostomidae)        |
|  |                                    |

|  | Amerikanische Haftscheibenfledermäuse (Thyropteridae)                                        |
|  |                                                                                              |
|  | \| \| Stummeldaumen (Furipteridae) \| \| \| \| \| \| Hasenmäuler (Noctilionidae) \| \| \| \| |
|  |                                                                                              |
|  | Stummeldaumen (Furipteridae)                                                                 |
|  |                                                                                              |
|  | Hasenmäuler (Noctilionidae)                                                                  |
|  |                                                                                              |

|  | Stummeldaumen (Furipteridae) |
|  |                              |
|  | Hasenmäuler (Noctilionidae)  |
|  |                              |

|  | Kinnblattfledermäuse (Mormoopidae) |
|  |                                    |
|  | Blattnasen (Phyllostomidae)        |
|  |                                    |

|  | Amerikanische Haftscheibenfledermäuse (Thyropteridae)                                        |
|  |                                                                                              |
|  | \| \| Stummeldaumen (Furipteridae) \| \| \| \| \| \| Hasenmäuler (Noctilionidae) \| \| \| \| |
|  |                                                                                              |
|  | Stummeldaumen (Furipteridae)                                                                 |
|  |                                                                                              |
|  | Hasenmäuler (Noctilionidae)                                                                  |
|  |                                                                                              |

|  | Stummeldaumen (Furipteridae) |
|  |                              |
|  | Hasenmäuler (Noctilionidae)  |
|  |                              |

|  | Kinnblattfledermäuse (Mormoopidae) |
|  |                                    |
|  | Blattnasen (Phyllostomidae)        |
|  |                                    |

|  | Amerikanische Haftscheibenfledermäuse (Thyropteridae)                                        |
|  |                                                                                              |
|  | \| \| Stummeldaumen (Furipteridae) \| \| \| \| \| \| Hasenmäuler (Noctilionidae) \| \| \| \| |
|  |                                                                                              |
|  | Stummeldaumen (Furipteridae)                                                                 |
|  |                                                                                              |
|  | Hasenmäuler (Noctilionidae)                                                                  |
|  |                                                                                              |

|  | Stummeldaumen (Furipteridae) |
|  |                              |
|  | Hasenmäuler (Noctilionidae)  |
|  |                              |

|  | Kinnblattfledermäuse (Mormoopidae) |
|  |                                    |
|  | Blattnasen (Phyllostomidae)        |
|  |                                    |

|  | Amerikanische Haftscheibenfledermäuse (Thyropteridae)                                        |
|  |                                                                                              |
|  | \| \| Stummeldaumen (Furipteridae) \| \| \| \| \| \| Hasenmäuler (Noctilionidae) \| \| \| \| |
|  |                                                                                              |
|  | Stummeldaumen (Furipteridae)                                                                 |
|  |                                                                                              |
|  | Hasenmäuler (Noctilionidae)                                                                  |
|  |                                                                                              |

|  | Stummeldaumen (Furipteridae) |
|  |                              |
|  | Hasenmäuler (Noctilionidae)  |
|  |                              |

|  | Kinnblattfledermäuse (Mormoopidae) |
|  |                                    |
|  | Blattnasen (Phyllostomidae)        |
|  |                                    |

|  | Amerikanische Haftscheibenfledermäuse (Thyropteridae)                                        |
|  |                                                                                              |
|  | \| \| Stummeldaumen (Furipteridae) \| \| \| \| \| \| Hasenmäuler (Noctilionidae) \| \| \| \| |
|  |                                                                                              |
|  | Stummeldaumen (Furipteridae)                                                                 |
|  |                                                                                              |
|  | Hasenmäuler (Noctilionidae)                                                                  |
|  |                                                                                              |

|  | Stummeldaumen (Furipteridae) |
|  |                              |
|  | Hasenmäuler (Noctilionidae)  |
|  |                              |

|  | Kinnblattfledermäuse (Mormoopidae) |
|  |                                    |
|  | Blattnasen (Phyllostomidae)        |
|  |                                    |

|  | Amerikanische Haftscheibenfledermäuse (Thyropteridae)                                        |
|  |                                                                                              |
|  | \| \| Stummeldaumen (Furipteridae) \| \| \| \| \| \| Hasenmäuler (Noctilionidae) \| \| \| \| |
|  |                                                                                              |
|  | Stummeldaumen (Furipteridae)                                                                 |
|  |                                                                                              |
|  | Hasenmäuler (Noctilionidae)                                                                  |
|  |                                                                                              |

|  | Stummeldaumen (Furipteridae) |
|  |                              |
|  | Hasenmäuler (Noctilionidae)  |
|  |                              |

|  | \| \| Glattnasen (Vespertilionidae) \| \| \| \| \| \| Bulldoggfledermäuse (Molossidae) \| \| \| \| |
|  | |
|  | Trichterohren (Natalidae)                                                                          |
|  | |
|  | Glattnasen (Vespertilionidae)                                                                      |
|  | |
|  | Bulldoggfledermäuse (Molossidae)                                                                   |
|  | |

|  | Glattnasen (Vespertilionidae)    |
|  |                                  |
|  | Bulldoggfledermäuse (Molossidae) |
|  |                                  |

|  | Kinnblattfledermäuse (Mormoopidae) |
|  |                                    |
|  | Blattnasen (Phyllostomidae)        |
|  |                                    |

|  | Amerikanische Haftscheibenfledermäuse (Thyropteridae)                                        |
|  |                                                                                              |
|  | \| \| Stummeldaumen (Furipteridae) \| \| \| \| \| \| Hasenmäuler (Noctilionidae) \| \| \| \| |
|  |                                                                                              |
|  | Stummeldaumen (Furipteridae)                                                                 |
|  |                                                                                              |
|  | Hasenmäuler (Noctilionidae)                                                                  |
|  |                                                                                              |

|  | Stummeldaumen (Furipteridae) |
|  |                              |
|  | Hasenmäuler (Noctilionidae)  |
|  |                              |

|  | Kinnblattfledermäuse (Mormoopidae) |
|  |                                    |
|  | Blattnasen (Phyllostomidae)        |
|  |                                    |

|  | Amerikanische Haftscheibenfledermäuse (Thyropteridae)                                        |
|  |                                                                                              |
|  | \| \| Stummeldaumen (Furipteridae) \| \| \| \| \| \| Hasenmäuler (Noctilionidae) \| \| \| \| |
|  |                                                                                              |
|  | Stummeldaumen (Furipteridae)                                                                 |
|  |                                                                                              |
|  | Hasenmäuler (Noctilionidae)                                                                  |
|  |                                                                                              |

|  | Stummeldaumen (Furipteridae) |
|  |                              |
|  | Hasenmäuler (Noctilionidae)  |
|  |                              |

|  | Kinnblattfledermäuse (Mormoopidae) |
|  |                                    |
|  | Blattnasen (Phyllostomidae)        |
|  |                                    |

|  | Amerikanische Haftscheibenfledermäuse (Thyropteridae)                                        |
|  |                                                                                              |
|  | \| \| Stummeldaumen (Furipteridae) \| \| \| \| \| \| Hasenmäuler (Noctilionidae) \| \| \| \| |
|  |                                                                                              |
|  | Stummeldaumen (Furipteridae)                                                                 |
|  |                                                                                              |
|  | Hasenmäuler (Noctilionidae)                                                                  |
|  |                                                                                              |

|  | Stummeldaumen (Furipteridae) |
|  |                              |
|  | Hasenmäuler (Noctilionidae)  |
|  |                              |

|  | Kinnblattfledermäuse (Mormoopidae) |
|  |                                    |
|  | Blattnasen (Phyllostomidae)        |
|  |                                    |

|  | Amerikanische Haftscheibenfledermäuse (Thyropteridae)                                        |
|  |                                                                                              |
|  | \| \| Stummeldaumen (Furipteridae) \| \| \| \| \| \| Hasenmäuler (Noctilionidae) \| \| \| \| |
|  |                                                                                              |
|  | Stummeldaumen (Furipteridae)                                                                 |
|  |                                                                                              |
|  | Hasenmäuler (Noctilionidae)                                                                  |
|  |                                                                                              |

|  | Stummeldaumen (Furipteridae) |
|  |                              |
|  | Hasenmäuler (Noctilionidae)  |
|  |                              |

|  | Kinnblattfledermäuse (Mormoopidae) |
|  |                                    |
|  | Blattnasen (Phyllostomidae)        |
|  |                                    |

|  | Amerikanische Haftscheibenfledermäuse (Thyropteridae)                                        |
|  |                                                                                              |
|  | \| \| Stummeldaumen (Furipteridae) \| \| \| \| \| \| Hasenmäuler (Noctilionidae) \| \| \| \| |
|  |                                                                                              |
|  | Stummeldaumen (Furipteridae)                                                                 |
|  |                                                                                              |
|  | Hasenmäuler (Noctilionidae)                                                                  |
|  |                                                                                              |

|  | Stummeldaumen (Furipteridae) |
|  |                              |
|  | Hasenmäuler (Noctilionidae)  |
|  |                              |

|  | Kinnblattfledermäuse (Mormoopidae) |
|  |                                    |
|  | Blattnasen (Phyllostomidae)        |
|  |                                    |

|  | Amerikanische Haftscheibenfledermäuse (Thyropteridae)                                        |
|  |                                                                                              |
|  | \| \| Stummeldaumen (Furipteridae) \| \| \| \| \| \| Hasenmäuler (Noctilionidae) \| \| \| \| |
|  |                                                                                              |
|  | Stummeldaumen (Furipteridae)                                                                 |
|  |                                                                                              |
|  | Hasenmäuler (Noctilionidae)                                                                  |
|  |                                                                                              |

|  | Stummeldaumen (Furipteridae) |
|  |                              |
|  | Hasenmäuler (Noctilionidae)  |
|  |                              |

|  | Kinnblattfledermäuse (Mormoopidae) |
|  |                                    |
|  | Blattnasen (Phyllostomidae)        |
|  |                                    |

|  | Amerikanische Haftscheibenfledermäuse (Thyropteridae)                                        |
|  |                                                                                              |
|  | \| \| Stummeldaumen (Furipteridae) \| \| \| \| \| \| Hasenmäuler (Noctilionidae) \| \| \| \| |
|  |                                                                                              |
|  | Stummeldaumen (Furipteridae)                                                                 |
|  |                                                                                              |
|  | Hasenmäuler (Noctilionidae)                                                                  |
|  |                                                                                              |

|  | Stummeldaumen (Furipteridae) |
|  |                              |
|  | Hasenmäuler (Noctilionidae)  |
|  |                              |

|  | Kinnblattfledermäuse (Mormoopidae) |
|  |                                    |
|  | Blattnasen (Phyllostomidae)        |
|  |                                    |

|  | Amerikanische Haftscheibenfledermäuse (Thyropteridae)                                        |
|  |                                                                                              |
|  | \| \| Stummeldaumen (Furipteridae) \| \| \| \| \| \| Hasenmäuler (Noctilionidae) \| \| \| \| |
|  |                                                                                              |
|  | Stummeldaumen (Furipteridae)                                                                 |
|  |                                                                                              |
|  | Hasenmäuler (Noctilionidae)                                                                  |
|  |                                                                                              |

|  | Stummeldaumen (Furipteridae) |
|  |                              |
|  | Hasenmäuler (Noctilionidae)  |
|  |                              |

|  | \| \| Glattnasen (Vespertilionidae) \| \| \| \| \| \| Bulldoggfledermäuse (Molossidae) \| \| \| \| |
|  | |
|  | Trichterohren (Natalidae)                                                                          |
|  | |
|  | Glattnasen (Vespertilionidae)                                                                      |
|  | |
|  | Bulldoggfledermäuse (Molossidae)                                                                   |
|  | |

|  | Glattnasen (Vespertilionidae)    |
|  |                                  |
|  | Bulldoggfledermäuse (Molossidae) |
|  |                                  |

|  | Glattnasen-Freischwänze (Emballonuridae) |
|  |                                          |
|  | Schlitznasen (Nycteridae)                |
|  |                                          |

|  | Kinnblattfledermäuse (Mormoopidae) |
|  |                                    |
|  | Blattnasen (Phyllostomidae)        |
|  |                                    |

|  | Amerikanische Haftscheibenfledermäuse (Thyropteridae)                                        |
|  |                                                                                              |
|  | \| \| Stummeldaumen (Furipteridae) \| \| \| \| \| \| Hasenmäuler (Noctilionidae) \| \| \| \| |
|  |                                                                                              |
|  | Stummeldaumen (Furipteridae)                                                                 |
|  |                                                                                              |
|  | Hasenmäuler (Noctilionidae)                                                                  |
|  |                                                                                              |

|  | Stummeldaumen (Furipteridae) |
|  |                              |
|  | Hasenmäuler (Noctilionidae)  |
|  |                              |

|  | Kinnblattfledermäuse (Mormoopidae) |
|  |                                    |
|  | Blattnasen (Phyllostomidae)        |
|  |                                    |

|  | Amerikanische Haftscheibenfledermäuse (Thyropteridae)                                        |
|  |                                                                                              |
|  | \| \| Stummeldaumen (Furipteridae) \| \| \| \| \| \| Hasenmäuler (Noctilionidae) \| \| \| \| |
|  |                                                                                              |
|  | Stummeldaumen (Furipteridae)                                                                 |
|  |                                                                                              |
|  | Hasenmäuler (Noctilionidae)                                                                  |
|  |                                                                                              |

|  | Stummeldaumen (Furipteridae) |
|  |                              |
|  | Hasenmäuler (Noctilionidae)  |
|  |                              |

|  | Kinnblattfledermäuse (Mormoopidae) |
|  |                                    |
|  | Blattnasen (Phyllostomidae)        |
|  |                                    |

|  | Amerikanische Haftscheibenfledermäuse (Thyropteridae)                                        |
|  |                                                                                              |
|  | \| \| Stummeldaumen (Furipteridae) \| \| \| \| \| \| Hasenmäuler (Noctilionidae) \| \| \| \| |
|  |                                                                                              |
|  | Stummeldaumen (Furipteridae)                                                                 |
|  |                                                                                              |
|  | Hasenmäuler (Noctilionidae)                                                                  |
|  |                                                                                              |

|  | Stummeldaumen (Furipteridae) |
|  |                              |
|  | Hasenmäuler (Noctilionidae)  |
|  |                              |

|  | Kinnblattfledermäuse (Mormoopidae) |
|  |                                    |
|  | Blattnasen (Phyllostomidae)        |
|  |                                    |

|  | Amerikanische Haftscheibenfledermäuse (Thyropteridae)                                        |
|  |                                                                                              |
|  | \| \| Stummeldaumen (Furipteridae) \| \| \| \| \| \| Hasenmäuler (Noctilionidae) \| \| \| \| |
|  |                                                                                              |
|  | Stummeldaumen (Furipteridae)                                                                 |
|  |                                                                                              |
|  | Hasenmäuler (Noctilionidae)                                                                  |
|  |                                                                                              |

|  | Stummeldaumen (Furipteridae) |
|  |                              |
|  | Hasenmäuler (Noctilionidae)  |
|  |                              |

|  | Kinnblattfledermäuse (Mormoopidae) |
|  |                                    |
|  | Blattnasen (Phyllostomidae)        |
|  |                                    |

|  | Amerikanische Haftscheibenfledermäuse (Thyropteridae)                                        |
|  |                                                                                              |
|  | \| \| Stummeldaumen (Furipteridae) \| \| \| \| \| \| Hasenmäuler (Noctilionidae) \| \| \| \| |
|  |                                                                                              |
|  | Stummeldaumen (Furipteridae)                                                                 |
|  |                                                                                              |
|  | Hasenmäuler (Noctilionidae)                                                                  |
|  |                                                                                              |

|  | Stummeldaumen (Furipteridae) |
|  |                              |
|  | Hasenmäuler (Noctilionidae)  |
|  |                              |

|  | Kinnblattfledermäuse (Mormoopidae) |
|  |                                    |
|  | Blattnasen (Phyllostomidae)        |
|  |                                    |

|  | Amerikanische Haftscheibenfledermäuse (Thyropteridae)                                        |
|  |                                                                                              |
|  | \| \| Stummeldaumen (Furipteridae) \| \| \| \| \| \| Hasenmäuler (Noctilionidae) \| \| \| \| |
|  |                                                                                              |
|  | Stummeldaumen (Furipteridae)                                                                 |
|  |                                                                                              |
|  | Hasenmäuler (Noctilionidae)                                                                  |
|  |                                                                                              |

|  | Stummeldaumen (Furipteridae) |
|  |                              |
|  | Hasenmäuler (Noctilionidae)  |
|  |                              |

|  | Kinnblattfledermäuse (Mormoopidae) |
|  |                                    |
|  | Blattnasen (Phyllostomidae)        |
|  |                                    |

|  | Amerikanische Haftscheibenfledermäuse (Thyropteridae)                                        |
|  |                                                                                              |
|  | \| \| Stummeldaumen (Furipteridae) \| \| \| \| \| \| Hasenmäuler (Noctilionidae) \| \| \| \| |
|  |                                                                                              |
|  | Stummeldaumen (Furipteridae)                                                                 |
|  |                                                                                              |
|  | Hasenmäuler (Noctilionidae)                                                                  |
|  |                                                                                              |

|  | Stummeldaumen (Furipteridae) |
|  |                              |
|  | Hasenmäuler (Noctilionidae)  |
|  |                              |

|  | Kinnblattfledermäuse (Mormoopidae) |
|  |                                    |
|  | Blattnasen (Phyllostomidae)        |
|  |                                    |

|  | Amerikanische Haftscheibenfledermäuse (Thyropteridae)                                        |
|  |                                                                                              |
|  | \| \| Stummeldaumen (Furipteridae) \| \| \| \| \| \| Hasenmäuler (Noctilionidae) \| \| \| \| |
|  |                                                                                              |
|  | Stummeldaumen (Furipteridae)                                                                 |
|  |                                                                                              |
|  | Hasenmäuler (Noctilionidae)                                                                  |
|  |                                                                                              |

|  | Stummeldaumen (Furipteridae) |
|  |                              |
|  | Hasenmäuler (Noctilionidae)  |
|  |                              |

|  | \| \| Glattnasen (Vespertilionidae) \| \| \| \| \| \| Bulldoggfledermäuse (Molossidae) \| \| \| \| |
|  | |
|  | Trichterohren (Natalidae)                                                                          |
|  | |
|  | Glattnasen (Vespertilionidae)                                                                      |
|  | |
|  | Bulldoggfledermäuse (Molossidae)                                                                   |
|  | |

|  | Glattnasen (Vespertilionidae)    |
|  |                                  |
|  | Bulldoggfledermäuse (Molossidae) |
|  |                                  |

|  | Kinnblattfledermäuse (Mormoopidae) |
|  |                                    |
|  | Blattnasen (Phyllostomidae)        |
|  |                                    |

|  | Amerikanische Haftscheibenfledermäuse (Thyropteridae)                                        |
|  |                                                                                              |
|  | \| \| Stummeldaumen (Furipteridae) \| \| \| \| \| \| Hasenmäuler (Noctilionidae) \| \| \| \| |
|  |                                                                                              |
|  | Stummeldaumen (Furipteridae)                                                                 |
|  |                                                                                              |
|  | Hasenmäuler (Noctilionidae)                                                                  |
|  |                                                                                              |

|  | Stummeldaumen (Furipteridae) |
|  |                              |
|  | Hasenmäuler (Noctilionidae)  |
|  |                              |

|  | Kinnblattfledermäuse (Mormoopidae) |
|  |                                    |
|  | Blattnasen (Phyllostomidae)        |
|  |                                    |

|  | Amerikanische Haftscheibenfledermäuse (Thyropteridae)                                        |
|  |                                                                                              |
|  | \| \| Stummeldaumen (Furipteridae) \| \| \| \| \| \| Hasenmäuler (Noctilionidae) \| \| \| \| |
|  |                                                                                              |
|  | Stummeldaumen (Furipteridae)                                                                 |
|  |                                                                                              |
|  | Hasenmäuler (Noctilionidae)                                                                  |
|  |                                                                                              |

|  | Stummeldaumen (Furipteridae) |
|  |                              |
|  | Hasenmäuler (Noctilionidae)  |
|  |                              |

|  | Kinnblattfledermäuse (Mormoopidae) |
|  |                                    |
|  | Blattnasen (Phyllostomidae)        |
|  |                                    |

|  | Amerikanische Haftscheibenfledermäuse (Thyropteridae)                                        |
|  |                                                                                              |
|  | \| \| Stummeldaumen (Furipteridae) \| \| \| \| \| \| Hasenmäuler (Noctilionidae) \| \| \| \| |
|  |                                                                                              |
|  | Stummeldaumen (Furipteridae)                                                                 |
|  |                                                                                              |
|  | Hasenmäuler (Noctilionidae)                                                                  |
|  |                                                                                              |

|  | Stummeldaumen (Furipteridae) |
|  |                              |
|  | Hasenmäuler (Noctilionidae)  |
|  |                              |

|  | Kinnblattfledermäuse (Mormoopidae) |
|  |                                    |
|  | Blattnasen (Phyllostomidae)        |
|  |                                    |

|  | Amerikanische Haftscheibenfledermäuse (Thyropteridae)                                        |
|  |                                                                                              |
|  | \| \| Stummeldaumen (Furipteridae) \| \| \| \| \| \| Hasenmäuler (Noctilionidae) \| \| \| \| |
|  |                                                                                              |
|  | Stummeldaumen (Furipteridae)                                                                 |
|  |                                                                                              |
|  | Hasenmäuler (Noctilionidae)                                                                  |
|  |                                                                                              |

|  | Stummeldaumen (Furipteridae) |
|  |                              |
|  | Hasenmäuler (Noctilionidae)  |
|  |                              |

|  | Kinnblattfledermäuse (Mormoopidae) |
|  |                                    |
|  | Blattnasen (Phyllostomidae)        |
|  |                                    |

|  | Amerikanische Haftscheibenfledermäuse (Thyropteridae)                                        |
|  |                                                                                              |
|  | \| \| Stummeldaumen (Furipteridae) \| \| \| \| \| \| Hasenmäuler (Noctilionidae) \| \| \| \| |
|  |                                                                                              |
|  | Stummeldaumen (Furipteridae)                                                                 |
|  |                                                                                              |
|  | Hasenmäuler (Noctilionidae)                                                                  |
|  |                                                                                              |

|  | Stummeldaumen (Furipteridae) |
|  |                              |
|  | Hasenmäuler (Noctilionidae)  |
|  |                              |

|  | Kinnblattfledermäuse (Mormoopidae) |
|  |                                    |
|  | Blattnasen (Phyllostomidae)        |
|  |                                    |

|  | Amerikanische Haftscheibenfledermäuse (Thyropteridae)                                        |
|  |                                                                                              |
|  | \| \| Stummeldaumen (Furipteridae) \| \| \| \| \| \| Hasenmäuler (Noctilionidae) \| \| \| \| |
|  |                                                                                              |
|  | Stummeldaumen (Furipteridae)                                                                 |
|  |                                                                                              |
|  | Hasenmäuler (Noctilionidae)                                                                  |
|  |                                                                                              |

|  | Stummeldaumen (Furipteridae) |
|  |                              |
|  | Hasenmäuler (Noctilionidae)  |
|  |                              |

|  | Kinnblattfledermäuse (Mormoopidae) |
|  |                                    |
|  | Blattnasen (Phyllostomidae)        |
|  |                                    |

|  | Amerikanische Haftscheibenfledermäuse (Thyropteridae)                                        |
|  |                                                                                              |
|  | \| \| Stummeldaumen (Furipteridae) \| \| \| \| \| \| Hasenmäuler (Noctilionidae) \| \| \| \| |
|  |                                                                                              |
|  | Stummeldaumen (Furipteridae)                                                                 |
|  |                                                                                              |
|  | Hasenmäuler (Noctilionidae)                                                                  |
|  |                                                                                              |

|  | Stummeldaumen (Furipteridae) |
|  |                              |
|  | Hasenmäuler (Noctilionidae)  |
|  |                              |

|  | Kinnblattfledermäuse (Mormoopidae) |
|  |                                    |
|  | Blattnasen (Phyllostomidae)        |
|  |                                    |

|  | Amerikanische Haftscheibenfledermäuse (Thyropteridae)                                        |
|  |                                                                                              |
|  | \| \| Stummeldaumen (Furipteridae) \| \| \| \| \| \| Hasenmäuler (Noctilionidae) \| \| \| \| |
|  |                                                                                              |
|  | Stummeldaumen (Furipteridae)                                                                 |
|  |                                                                                              |
|  | Hasenmäuler (Noctilionidae)                                                                  |
|  |                                                                                              |

|  | Stummeldaumen (Furipteridae) |
|  |                              |
|  | Hasenmäuler (Noctilionidae)  |
|  |                              |

|  | \| \| Glattnasen (Vespertilionidae) \| \| \| \| \| \| Bulldoggfledermäuse (Molossidae) \| \| \| \| |
|  | |
|  | Trichterohren (Natalidae)                                                                          |
|  | |
|  | Glattnasen (Vespertilionidae)                                                                      |
|  | |
|  | Bulldoggfledermäuse (Molossidae)                                                                   |
|  | |

|  | Glattnasen (Vespertilionidae)    |
|  |                                  |
|  | Bulldoggfledermäuse (Molossidae) |
|  |                                  |

|  | Mausschwanzfledermäuse (Rhinopomatidae)                                                                        |
|  | |
|  | \| \| Schweinsnasenfledermaus (Craseonycteridae) \| \| \| \| \| \| Großblattnasen (Megadermatidae) \| \| \| \| |
|  | |
|  | Schweinsnasenfledermaus (Craseonycteridae)                                                                     |
|  | |
|  | Großblattnasen (Megadermatidae)                                                                                |
|  | |

|  | Schweinsnasenfledermaus (Craseonycteridae) |
|  |                                            |
|  | Großblattnasen (Megadermatidae)            |
|  |                                            |

|  | Mausschwanzfledermäuse (Rhinopomatidae)                                                                        |
|  | |
|  | \| \| Schweinsnasenfledermaus (Craseonycteridae) \| \| \| \| \| \| Großblattnasen (Megadermatidae) \| \| \| \| |
|  | |
|  | Schweinsnasenfledermaus (Craseonycteridae)                                                                     |
|  | |
|  | Großblattnasen (Megadermatidae)                                                                                |
|  | |

|  | Schweinsnasenfledermaus (Craseonycteridae) |
|  |                                            |
|  | Großblattnasen (Megadermatidae)            |
|  |                                            |

|  | Mausschwanzfledermäuse (Rhinopomatidae)                                                                        |
|  | |
|  | \| \| Schweinsnasenfledermaus (Craseonycteridae) \| \| \| \| \| \| Großblattnasen (Megadermatidae) \| \| \| \| |
|  | |
|  | Schweinsnasenfledermaus (Craseonycteridae)                                                                     |
|  | |
|  | Großblattnasen (Megadermatidae)                                                                                |
|  | |

|  | Schweinsnasenfledermaus (Craseonycteridae) |
|  |                                            |
|  | Großblattnasen (Megadermatidae)            |
|  |                                            |

|  | Mausschwanzfledermäuse (Rhinopomatidae)                                                                        |
|  | |
|  | \| \| Schweinsnasenfledermaus (Craseonycteridae) \| \| \| \| \| \| Großblattnasen (Megadermatidae) \| \| \| \| |
|  | |
|  | Schweinsnasenfledermaus (Craseonycteridae)                                                                     |
|  | |
|  | Großblattnasen (Megadermatidae)                                                                                |
|  | |

|  | Schweinsnasenfledermaus (Craseonycteridae) |
|  |                                            |
|  | Großblattnasen (Megadermatidae)            |
|  |                                            |

|  | Glattnasen-Freischwänze (Emballonuridae) |
|  |                                          |
|  | Schlitznasen (Nycteridae)                |
|  |                                          |

|  | Kinnblattfledermäuse (Mormoopidae) |
|  |                                    |
|  | Blattnasen (Phyllostomidae)        |
|  |                                    |

|  | Amerikanische Haftscheibenfledermäuse (Thyropteridae)                                        |
|  |                                                                                              |
|  | \| \| Stummeldaumen (Furipteridae) \| \| \| \| \| \| Hasenmäuler (Noctilionidae) \| \| \| \| |
|  |                                                                                              |
|  | Stummeldaumen (Furipteridae)                                                                 |
|  |                                                                                              |
|  | Hasenmäuler (Noctilionidae)                                                                  |
|  |                                                                                              |

|  | Stummeldaumen (Furipteridae) |
|  |                              |
|  | Hasenmäuler (Noctilionidae)  |
|  |                              |

|  | Kinnblattfledermäuse (Mormoopidae) |
|  |                                    |
|  | Blattnasen (Phyllostomidae)        |
|  |                                    |

|  | Amerikanische Haftscheibenfledermäuse (Thyropteridae)                                        |
|  |                                                                                              |
|  | \| \| Stummeldaumen (Furipteridae) \| \| \| \| \| \| Hasenmäuler (Noctilionidae) \| \| \| \| |
|  |                                                                                              |
|  | Stummeldaumen (Furipteridae)                                                                 |
|  |                                                                                              |
|  | Hasenmäuler (Noctilionidae)                                                                  |
|  |                                                                                              |

|  | Stummeldaumen (Furipteridae) |
|  |                              |
|  | Hasenmäuler (Noctilionidae)  |
|  |                              |

|  | Kinnblattfledermäuse (Mormoopidae) |
|  |                                    |
|  | Blattnasen (Phyllostomidae)        |
|  |                                    |

|  | Amerikanische Haftscheibenfledermäuse (Thyropteridae)                                        |
|  |                                                                                              |
|  | \| \| Stummeldaumen (Furipteridae) \| \| \| \| \| \| Hasenmäuler (Noctilionidae) \| \| \| \| |
|  |                                                                                              |
|  | Stummeldaumen (Furipteridae)                                                                 |
|  |                                                                                              |
|  | Hasenmäuler (Noctilionidae)                                                                  |
|  |                                                                                              |

|  | Stummeldaumen (Furipteridae) |
|  |                              |
|  | Hasenmäuler (Noctilionidae)  |
|  |                              |

|  | Kinnblattfledermäuse (Mormoopidae) |
|  |                                    |
|  | Blattnasen (Phyllostomidae)        |
|  |                                    |

|  | Amerikanische Haftscheibenfledermäuse (Thyropteridae)                                        |
|  |                                                                                              |
|  | \| \| Stummeldaumen (Furipteridae) \| \| \| \| \| \| Hasenmäuler (Noctilionidae) \| \| \| \| |
|  |                                                                                              |
|  | Stummeldaumen (Furipteridae)                                                                 |
|  |                                                                                              |
|  | Hasenmäuler (Noctilionidae)                                                                  |
|  |                                                                                              |

|  | Stummeldaumen (Furipteridae) |
|  |                              |
|  | Hasenmäuler (Noctilionidae)  |
|  |                              |

|  | Kinnblattfledermäuse (Mormoopidae) |
|  |                                    |
|  | Blattnasen (Phyllostomidae)        |
|  |                                    |

|  | Amerikanische Haftscheibenfledermäuse (Thyropteridae)                                        |
|  |                                                                                              |
|  | \| \| Stummeldaumen (Furipteridae) \| \| \| \| \| \| Hasenmäuler (Noctilionidae) \| \| \| \| |
|  |                                                                                              |
|  | Stummeldaumen (Furipteridae)                                                                 |
|  |                                                                                              |
|  | Hasenmäuler (Noctilionidae)                                                                  |
|  |                                                                                              |

|  | Stummeldaumen (Furipteridae) |
|  |                              |
|  | Hasenmäuler (Noctilionidae)  |
|  |                              |

|  | Kinnblattfledermäuse (Mormoopidae) |
|  |                                    |
|  | Blattnasen (Phyllostomidae)        |
|  |                                    |

|  | Amerikanische Haftscheibenfledermäuse (Thyropteridae)                                        |
|  |                                                                                              |
|  | \| \| Stummeldaumen (Furipteridae) \| \| \| \| \| \| Hasenmäuler (Noctilionidae) \| \| \| \| |
|  |                                                                                              |
|  | Stummeldaumen (Furipteridae)                                                                 |
|  |                                                                                              |
|  | Hasenmäuler (Noctilionidae)                                                                  |
|  |                                                                                              |

|  | Stummeldaumen (Furipteridae) |
|  |                              |
|  | Hasenmäuler (Noctilionidae)  |
|  |                              |

|  | Kinnblattfledermäuse (Mormoopidae) |
|  |                                    |
|  | Blattnasen (Phyllostomidae)        |
|  |                                    |

|  | Amerikanische Haftscheibenfledermäuse (Thyropteridae)                                        |
|  |                                                                                              |
|  | \| \| Stummeldaumen (Furipteridae) \| \| \| \| \| \| Hasenmäuler (Noctilionidae) \| \| \| \| |
|  |                                                                                              |
|  | Stummeldaumen (Furipteridae)                                                                 |
|  |                                                                                              |
|  | Hasenmäuler (Noctilionidae)                                                                  |
|  |                                                                                              |

|  | Stummeldaumen (Furipteridae) |
|  |                              |
|  | Hasenmäuler (Noctilionidae)  |
|  |                              |

|  | Kinnblattfledermäuse (Mormoopidae) |
|  |                                    |
|  | Blattnasen (Phyllostomidae)        |
|  |                                    |

|  | Amerikanische Haftscheibenfledermäuse (Thyropteridae)                                        |
|  |                                                                                              |
|  | \| \| Stummeldaumen (Furipteridae) \| \| \| \| \| \| Hasenmäuler (Noctilionidae) \| \| \| \| |
|  |                                                                                              |
|  | Stummeldaumen (Furipteridae)                                                                 |
|  |                                                                                              |
|  | Hasenmäuler (Noctilionidae)                                                                  |
|  |                                                                                              |

|  | Stummeldaumen (Furipteridae) |
|  |                              |
|  | Hasenmäuler (Noctilionidae)  |
|  |                              |

|  | \| \| Glattnasen (Vespertilionidae) \| \| \| \| \| \| Bulldoggfledermäuse (Molossidae) \| \| \| \| |
|  | |
|  | Trichterohren (Natalidae)                                                                          |
|  | |
|  | Glattnasen (Vespertilionidae)                                                                      |
|  | |
|  | Bulldoggfledermäuse (Molossidae)                                                                   |
|  | |

|  | Glattnasen (Vespertilionidae)    |
|  |                                  |
|  | Bulldoggfledermäuse (Molossidae) |
|  |                                  |

|  | Kinnblattfledermäuse (Mormoopidae) |
|  |                                    |
|  | Blattnasen (Phyllostomidae)        |
|  |                                    |

|  | Amerikanische Haftscheibenfledermäuse (Thyropteridae)                                        |
|  |                                                                                              |
|  | \| \| Stummeldaumen (Furipteridae) \| \| \| \| \| \| Hasenmäuler (Noctilionidae) \| \| \| \| |
|  |                                                                                              |
|  | Stummeldaumen (Furipteridae)                                                                 |
|  |                                                                                              |
|  | Hasenmäuler (Noctilionidae)                                                                  |
|  |                                                                                              |

|  | Stummeldaumen (Furipteridae) |
|  |                              |
|  | Hasenmäuler (Noctilionidae)  |
|  |                              |

|  | Kinnblattfledermäuse (Mormoopidae) |
|  |                                    |
|  | Blattnasen (Phyllostomidae)        |
|  |                                    |

|  | Amerikanische Haftscheibenfledermäuse (Thyropteridae)                                        |
|  |                                                                                              |
|  | \| \| Stummeldaumen (Furipteridae) \| \| \| \| \| \| Hasenmäuler (Noctilionidae) \| \| \| \| |
|  |                                                                                              |
|  | Stummeldaumen (Furipteridae)                                                                 |
|  |                                                                                              |
|  | Hasenmäuler (Noctilionidae)                                                                  |
|  |                                                                                              |

|  | Stummeldaumen (Furipteridae) |
|  |                              |
|  | Hasenmäuler (Noctilionidae)  |
|  |                              |

|  | Kinnblattfledermäuse (Mormoopidae) |
|  |                                    |
|  | Blattnasen (Phyllostomidae)        |
|  |                                    |

|  | Amerikanische Haftscheibenfledermäuse (Thyropteridae)                                        |
|  |                                                                                              |
|  | \| \| Stummeldaumen (Furipteridae) \| \| \| \| \| \| Hasenmäuler (Noctilionidae) \| \| \| \| |
|  |                                                                                              |
|  | Stummeldaumen (Furipteridae)                                                                 |
|  |                                                                                              |
|  | Hasenmäuler (Noctilionidae)                                                                  |
|  |                                                                                              |

|  | Stummeldaumen (Furipteridae) |
|  |                              |
|  | Hasenmäuler (Noctilionidae)  |
|  |                              |

|  | Kinnblattfledermäuse (Mormoopidae) |
|  |                                    |
|  | Blattnasen (Phyllostomidae)        |
|  |                                    |

|  | Amerikanische Haftscheibenfledermäuse (Thyropteridae)                                        |
|  |                                                                                              |
|  | \| \| Stummeldaumen (Furipteridae) \| \| \| \| \| \| Hasenmäuler (Noctilionidae) \| \| \| \| |
|  |                                                                                              |
|  | Stummeldaumen (Furipteridae)                                                                 |
|  |                                                                                              |
|  | Hasenmäuler (Noctilionidae)                                                                  |
|  |                                                                                              |

|  | Stummeldaumen (Furipteridae) |
|  |                              |
|  | Hasenmäuler (Noctilionidae)  |
|  |                              |

|  | Kinnblattfledermäuse (Mormoopidae) |
|  |                                    |
|  | Blattnasen (Phyllostomidae)        |
|  |                                    |

|  | Amerikanische Haftscheibenfledermäuse (Thyropteridae)                                        |
|  |                                                                                              |
|  | \| \| Stummeldaumen (Furipteridae) \| \| \| \| \| \| Hasenmäuler (Noctilionidae) \| \| \| \| |
|  |                                                                                              |
|  | Stummeldaumen (Furipteridae)                                                                 |
|  |                                                                                              |
|  | Hasenmäuler (Noctilionidae)                                                                  |
|  |                                                                                              |

|  | Stummeldaumen (Furipteridae) |
|  |                              |
|  | Hasenmäuler (Noctilionidae)  |
|  |                              |

|  | Kinnblattfledermäuse (Mormoopidae) |
|  |                                    |
|  | Blattnasen (Phyllostomidae)        |
|  |                                    |

|  | Amerikanische Haftscheibenfledermäuse (Thyropteridae)                                        |
|  |                                                                                              |
|  | \| \| Stummeldaumen (Furipteridae) \| \| \| \| \| \| Hasenmäuler (Noctilionidae) \| \| \| \| |
|  |                                                                                              |
|  | Stummeldaumen (Furipteridae)                                                                 |
|  |                                                                                              |
|  | Hasenmäuler (Noctilionidae)                                                                  |
|  |                                                                                              |

|  | Stummeldaumen (Furipteridae) |
|  |                              |
|  | Hasenmäuler (Noctilionidae)  |
|  |                              |

|  | Kinnblattfledermäuse (Mormoopidae) |
|  |                                    |
|  | Blattnasen (Phyllostomidae)        |
|  |                                    |

|  | Amerikanische Haftscheibenfledermäuse (Thyropteridae)                                        |
|  |                                                                                              |
|  | \| \| Stummeldaumen (Furipteridae) \| \| \| \| \| \| Hasenmäuler (Noctilionidae) \| \| \| \| |
|  |                                                                                              |
|  | Stummeldaumen (Furipteridae)                                                                 |
|  |                                                                                              |
|  | Hasenmäuler (Noctilionidae)                                                                  |
|  |                                                                                              |

|  | Stummeldaumen (Furipteridae) |
|  |                              |
|  | Hasenmäuler (Noctilionidae)  |
|  |                              |

|  | Kinnblattfledermäuse (Mormoopidae) |
|  |                                    |
|  | Blattnasen (Phyllostomidae)        |
|  |                                    |

|  | Amerikanische Haftscheibenfledermäuse (Thyropteridae)                                        |
|  |                                                                                              |
|  | \| \| Stummeldaumen (Furipteridae) \| \| \| \| \| \| Hasenmäuler (Noctilionidae) \| \| \| \| |
|  |                                                                                              |
|  | Stummeldaumen (Furipteridae)                                                                 |
|  |                                                                                              |
|  | Hasenmäuler (Noctilionidae)                                                                  |
|  |                                                                                              |

|  | Stummeldaumen (Furipteridae) |
|  |                              |
|  | Hasenmäuler (Noctilionidae)  |
|  |                              |

|  | \| \| Glattnasen (Vespertilionidae) \| \| \| \| \| \| Bulldoggfledermäuse (Molossidae) \| \| \| \| |
|  | |
|  | Trichterohren (Natalidae)                                                                          |
|  | |
|  | Glattnasen (Vespertilionidae)                                                                      |
|  | |
|  | Bulldoggfledermäuse (Molossidae)                                                                   |
|  | |

|  | Glattnasen (Vespertilionidae)    |
|  |                                  |
|  | Bulldoggfledermäuse (Molossidae) |
|  |                                  |

|  | Glattnasen-Freischwänze (Emballonuridae) |
|  |                                          |
|  | Schlitznasen (Nycteridae)                |
|  |                                          |

|  | Kinnblattfledermäuse (Mormoopidae) |
|  |                                    |
|  | Blattnasen (Phyllostomidae)        |
|  |                                    |

|  | Amerikanische Haftscheibenfledermäuse (Thyropteridae)                                        |
|  |                                                                                              |
|  | \| \| Stummeldaumen (Furipteridae) \| \| \| \| \| \| Hasenmäuler (Noctilionidae) \| \| \| \| |
|  |                                                                                              |
|  | Stummeldaumen (Furipteridae)                                                                 |
|  |                                                                                              |
|  | Hasenmäuler (Noctilionidae)                                                                  |
|  |                                                                                              |

|  | Stummeldaumen (Furipteridae) |
|  |                              |
|  | Hasenmäuler (Noctilionidae)  |
|  |                              |

|  | Kinnblattfledermäuse (Mormoopidae) |
|  |                                    |
|  | Blattnasen (Phyllostomidae)        |
|  |                                    |

|  | Amerikanische Haftscheibenfledermäuse (Thyropteridae)                                        |
|  |                                                                                              |
|  | \| \| Stummeldaumen (Furipteridae) \| \| \| \| \| \| Hasenmäuler (Noctilionidae) \| \| \| \| |
|  |                                                                                              |
|  | Stummeldaumen (Furipteridae)                                                                 |
|  |                                                                                              |
|  | Hasenmäuler (Noctilionidae)                                                                  |
|  |                                                                                              |

|  | Stummeldaumen (Furipteridae) |
|  |                              |
|  | Hasenmäuler (Noctilionidae)  |
|  |                              |

|  | Kinnblattfledermäuse (Mormoopidae) |
|  |                                    |
|  | Blattnasen (Phyllostomidae)        |
|  |                                    |

|  | Amerikanische Haftscheibenfledermäuse (Thyropteridae)                                        |
|  |                                                                                              |
|  | \| \| Stummeldaumen (Furipteridae) \| \| \| \| \| \| Hasenmäuler (Noctilionidae) \| \| \| \| |
|  |                                                                                              |
|  | Stummeldaumen (Furipteridae)                                                                 |
|  |                                                                                              |
|  | Hasenmäuler (Noctilionidae)                                                                  |
|  |                                                                                              |

|  | Stummeldaumen (Furipteridae) |
|  |                              |
|  | Hasenmäuler (Noctilionidae)  |
|  |                              |

|  | Kinnblattfledermäuse (Mormoopidae) |
|  |                                    |
|  | Blattnasen (Phyllostomidae)        |
|  |                                    |

|  | Amerikanische Haftscheibenfledermäuse (Thyropteridae)                                        |
|  |                                                                                              |
|  | \| \| Stummeldaumen (Furipteridae) \| \| \| \| \| \| Hasenmäuler (Noctilionidae) \| \| \| \| |
|  |                                                                                              |
|  | Stummeldaumen (Furipteridae)                                                                 |
|  |                                                                                              |
|  | Hasenmäuler (Noctilionidae)                                                                  |
|  |                                                                                              |

|  | Stummeldaumen (Furipteridae) |
|  |                              |
|  | Hasenmäuler (Noctilionidae)  |
|  |                              |

|  | Kinnblattfledermäuse (Mormoopidae) |
|  |                                    |
|  | Blattnasen (Phyllostomidae)        |
|  |                                    |

|  | Amerikanische Haftscheibenfledermäuse (Thyropteridae)                                        |
|  |                                                                                              |
|  | \| \| Stummeldaumen (Furipteridae) \| \| \| \| \| \| Hasenmäuler (Noctilionidae) \| \| \| \| |
|  |                                                                                              |
|  | Stummeldaumen (Furipteridae)                                                                 |
|  |                                                                                              |
|  | Hasenmäuler (Noctilionidae)                                                                  |
|  |                                                                                              |

|  | Stummeldaumen (Furipteridae) |
|  |                              |
|  | Hasenmäuler (Noctilionidae)  |
|  |                              |

|  | Kinnblattfledermäuse (Mormoopidae) |
|  |                                    |
|  | Blattnasen (Phyllostomidae)        |
|  |                                    |

|  | Amerikanische Haftscheibenfledermäuse (Thyropteridae)                                        |
|  |                                                                                              |
|  | \| \| Stummeldaumen (Furipteridae) \| \| \| \| \| \| Hasenmäuler (Noctilionidae) \| \| \| \| |
|  |                                                                                              |
|  | Stummeldaumen (Furipteridae)                                                                 |
|  |                                                                                              |
|  | Hasenmäuler (Noctilionidae)                                                                  |
|  |                                                                                              |

|  | Stummeldaumen (Furipteridae) |
|  |                              |
|  | Hasenmäuler (Noctilionidae)  |
|  |                              |

|  | Kinnblattfledermäuse (Mormoopidae) |
|  |                                    |
|  | Blattnasen (Phyllostomidae)        |
|  |                                    |

|  | Amerikanische Haftscheibenfledermäuse (Thyropteridae)                                        |
|  |                                                                                              |
|  | \| \| Stummeldaumen (Furipteridae) \| \| \| \| \| \| Hasenmäuler (Noctilionidae) \| \| \| \| |
|  |                                                                                              |
|  | Stummeldaumen (Furipteridae)                                                                 |
|  |                                                                                              |
|  | Hasenmäuler (Noctilionidae)                                                                  |
|  |                                                                                              |

|  | Stummeldaumen (Furipteridae) |
|  |                              |
|  | Hasenmäuler (Noctilionidae)  |
|  |                              |

|  | Kinnblattfledermäuse (Mormoopidae) |
|  |                                    |
|  | Blattnasen (Phyllostomidae)        |
|  |                                    |

|  | Amerikanische Haftscheibenfledermäuse (Thyropteridae)                                        |
|  |                                                                                              |
|  | \| \| Stummeldaumen (Furipteridae) \| \| \| \| \| \| Hasenmäuler (Noctilionidae) \| \| \| \| |
|  |                                                                                              |
|  | Stummeldaumen (Furipteridae)                                                                 |
|  |                                                                                              |
|  | Hasenmäuler (Noctilionidae)                                                                  |
|  |                                                                                              |

|  | Stummeldaumen (Furipteridae) |
|  |                              |
|  | Hasenmäuler (Noctilionidae)  |
|  |                              |

|  | \| \| Glattnasen (Vespertilionidae) \| \| \| \| \| \| Bulldoggfledermäuse (Molossidae) \| \| \| \| |
|  | |
|  | Trichterohren (Natalidae)                                                                          |
|  | |
|  | Glattnasen (Vespertilionidae)                                                                      |
|  | |
|  | Bulldoggfledermäuse (Molossidae)                                                                   |
|  | |

|  | Glattnasen (Vespertilionidae)    |
|  |                                  |
|  | Bulldoggfledermäuse (Molossidae) |
|  |                                  |

|  | Kinnblattfledermäuse (Mormoopidae) |
|  |                                    |
|  | Blattnasen (Phyllostomidae)        |
|  |                                    |

|  | Amerikanische Haftscheibenfledermäuse (Thyropteridae)                                        |
|  |                                                                                              |
|  | \| \| Stummeldaumen (Furipteridae) \| \| \| \| \| \| Hasenmäuler (Noctilionidae) \| \| \| \| |
|  |                                                                                              |
|  | Stummeldaumen (Furipteridae)                                                                 |
|  |                                                                                              |
|  | Hasenmäuler (Noctilionidae)                                                                  |
|  |                                                                                              |

|  | Stummeldaumen (Furipteridae) |
|  |                              |
|  | Hasenmäuler (Noctilionidae)  |
|  |                              |

|  | Kinnblattfledermäuse (Mormoopidae) |
|  |                                    |
|  | Blattnasen (Phyllostomidae)        |
|  |                                    |

|  | Amerikanische Haftscheibenfledermäuse (Thyropteridae)                                        |
|  |                                                                                              |
|  | \| \| Stummeldaumen (Furipteridae) \| \| \| \| \| \| Hasenmäuler (Noctilionidae) \| \| \| \| |
|  |                                                                                              |
|  | Stummeldaumen (Furipteridae)                                                                 |
|  |                                                                                              |
|  | Hasenmäuler (Noctilionidae)                                                                  |
|  |                                                                                              |

|  | Stummeldaumen (Furipteridae) |
|  |                              |
|  | Hasenmäuler (Noctilionidae)  |
|  |                              |

|  | Kinnblattfledermäuse (Mormoopidae) |
|  |                                    |
|  | Blattnasen (Phyllostomidae)        |
|  |                                    |

|  | Amerikanische Haftscheibenfledermäuse (Thyropteridae)                                        |
|  |                                                                                              |
|  | \| \| Stummeldaumen (Furipteridae) \| \| \| \| \| \| Hasenmäuler (Noctilionidae) \| \| \| \| |
|  |                                                                                              |
|  | Stummeldaumen (Furipteridae)                                                                 |
|  |                                                                                              |
|  | Hasenmäuler (Noctilionidae)                                                                  |
|  |                                                                                              |

|  | Stummeldaumen (Furipteridae) |
|  |                              |
|  | Hasenmäuler (Noctilionidae)  |
|  |                              |

|  | Kinnblattfledermäuse (Mormoopidae) |
|  |                                    |
|  | Blattnasen (Phyllostomidae)        |
|  |                                    |

|  | Amerikanische Haftscheibenfledermäuse (Thyropteridae)                                        |
|  |                                                                                              |
|  | \| \| Stummeldaumen (Furipteridae) \| \| \| \| \| \| Hasenmäuler (Noctilionidae) \| \| \| \| |
|  |                                                                                              |
|  | Stummeldaumen (Furipteridae)                                                                 |
|  |                                                                                              |
|  | Hasenmäuler (Noctilionidae)                                                                  |
|  |                                                                                              |

|  | Stummeldaumen (Furipteridae) |
|  |                              |
|  | Hasenmäuler (Noctilionidae)  |
|  |                              |

|  | Kinnblattfledermäuse (Mormoopidae) |
|  |                                    |
|  | Blattnasen (Phyllostomidae)        |
|  |                                    |

|  | Amerikanische Haftscheibenfledermäuse (Thyropteridae)                                        |
|  |                                                                                              |
|  | \| \| Stummeldaumen (Furipteridae) \| \| \| \| \| \| Hasenmäuler (Noctilionidae) \| \| \| \| |
|  |                                                                                              |
|  | Stummeldaumen (Furipteridae)                                                                 |
|  |                                                                                              |
|  | Hasenmäuler (Noctilionidae)                                                                  |
|  |                                                                                              |

|  | Stummeldaumen (Furipteridae) |
|  |                              |
|  | Hasenmäuler (Noctilionidae)  |
|  |                              |

|  | Kinnblattfledermäuse (Mormoopidae) |
|  |                                    |
|  | Blattnasen (Phyllostomidae)        |
|  |                                    |

|  | Amerikanische Haftscheibenfledermäuse (Thyropteridae)                                        |
|  |                                                                                              |
|  | \| \| Stummeldaumen (Furipteridae) \| \| \| \| \| \| Hasenmäuler (Noctilionidae) \| \| \| \| |
|  |                                                                                              |
|  | Stummeldaumen (Furipteridae)                                                                 |
|  |                                                                                              |
|  | Hasenmäuler (Noctilionidae)                                                                  |
|  |                                                                                              |

|  | Stummeldaumen (Furipteridae) |
|  |                              |
|  | Hasenmäuler (Noctilionidae)  |
|  |                              |

|  | Kinnblattfledermäuse (Mormoopidae) |
|  |                                    |
|  | Blattnasen (Phyllostomidae)        |
|  |                                    |

|  | Amerikanische Haftscheibenfledermäuse (Thyropteridae)                                        |
|  |                                                                                              |
|  | \| \| Stummeldaumen (Furipteridae) \| \| \| \| \| \| Hasenmäuler (Noctilionidae) \| \| \| \| |
|  |                                                                                              |
|  | Stummeldaumen (Furipteridae)                                                                 |
|  |                                                                                              |
|  | Hasenmäuler (Noctilionidae)                                                                  |
|  |                                                                                              |

|  | Stummeldaumen (Furipteridae) |
|  |                              |
|  | Hasenmäuler (Noctilionidae)  |
|  |                              |

|  | Kinnblattfledermäuse (Mormoopidae) |
|  |                                    |
|  | Blattnasen (Phyllostomidae)        |
|  |                                    |

|  | Amerikanische Haftscheibenfledermäuse (Thyropteridae)                                        |
|  |                                                                                              |
|  | \| \| Stummeldaumen (Furipteridae) \| \| \| \| \| \| Hasenmäuler (Noctilionidae) \| \| \| \| |
|  |                                                                                              |
|  | Stummeldaumen (Furipteridae)                                                                 |
|  |                                                                                              |
|  | Hasenmäuler (Noctilionidae)                                                                  |
|  |                                                                                              |

|  | Stummeldaumen (Furipteridae) |
|  |                              |
|  | Hasenmäuler (Noctilionidae)  |
|  |                              |

|  | \| \| Glattnasen (Vespertilionidae) \| \| \| \| \| \| Bulldoggfledermäuse (Molossidae) \| \| \| \| |
|  | |
|  | Trichterohren (Natalidae)                                                                          |
|  | |
|  | Glattnasen (Vespertilionidae)                                                                      |
|  | |
|  | Bulldoggfledermäuse (Molossidae)                                                                   |
|  | |

|  | Glattnasen (Vespertilionidae)    |
|  |                                  |
|  | Bulldoggfledermäuse (Molossidae) |
|  |                                  |

|  | Mausschwanzfledermäuse (Rhinopomatidae)                                                                        |
|  | |
|  | \| \| Schweinsnasenfledermaus (Craseonycteridae) \| \| \| \| \| \| Großblattnasen (Megadermatidae) \| \| \| \| |
|  | |
|  | Schweinsnasenfledermaus (Craseonycteridae)                                                                     |
|  | |
|  | Großblattnasen (Megadermatidae)                                                                                |
|  | |

|  | Schweinsnasenfledermaus (Craseonycteridae) |
|  |                                            |
|  | Großblattnasen (Megadermatidae)            |
|  |                                            |

|  | Mausschwanzfledermäuse (Rhinopomatidae)                                                                        |
|  | |
|  | \| \| Schweinsnasenfledermaus (Craseonycteridae) \| \| \| \| \| \| Großblattnasen (Megadermatidae) \| \| \| \| |
|  | |
|  | Schweinsnasenfledermaus (Craseonycteridae)                                                                     |
|  | |
|  | Großblattnasen (Megadermatidae)                                                                                |
|  | |

|  | Schweinsnasenfledermaus (Craseonycteridae) |
|  |                                            |
|  | Großblattnasen (Megadermatidae)            |
|  |                                            |

|  | Mausschwanzfledermäuse (Rhinopomatidae)                                                                        |
|  | |
|  | \| \| Schweinsnasenfledermaus (Craseonycteridae) \| \| \| \| \| \| Großblattnasen (Megadermatidae) \| \| \| \| |
|  | |
|  | Schweinsnasenfledermaus (Craseonycteridae)                                                                     |
|  | |
|  | Großblattnasen (Megadermatidae)                                                                                |
|  | |

|  | Schweinsnasenfledermaus (Craseonycteridae) |
|  |                                            |
|  | Großblattnasen (Megadermatidae)            |
|  |                                            |

|  | Mausschwanzfledermäuse (Rhinopomatidae)                                                                        |
|  | |
|  | \| \| Schweinsnasenfledermaus (Craseonycteridae) \| \| \| \| \| \| Großblattnasen (Megadermatidae) \| \| \| \| |
|  | |
|  | Schweinsnasenfledermaus (Craseonycteridae)                                                                     |
|  | |
|  | Großblattnasen (Megadermatidae)                                                                                |
|  | |

|  | Schweinsnasenfledermaus (Craseonycteridae) |
|  |                                            |
|  | Großblattnasen (Megadermatidae)            |
|  |                                            |

|  | Glattnasen-Freischwänze (Emballonuridae) |
|  |                                          |
|  | Schlitznasen (Nycteridae)                |
|  |                                          |

|  | Kinnblattfledermäuse (Mormoopidae) |
|  |                                    |
|  | Blattnasen (Phyllostomidae)        |
|  |                                    |

|  | Amerikanische Haftscheibenfledermäuse (Thyropteridae)                                        |
|  |                                                                                              |
|  | \| \| Stummeldaumen (Furipteridae) \| \| \| \| \| \| Hasenmäuler (Noctilionidae) \| \| \| \| |
|  |                                                                                              |
|  | Stummeldaumen (Furipteridae)                                                                 |
|  |                                                                                              |
|  | Hasenmäuler (Noctilionidae)                                                                  |
|  |                                                                                              |

|  | Stummeldaumen (Furipteridae) |
|  |                              |
|  | Hasenmäuler (Noctilionidae)  |
|  |                              |

|  | Kinnblattfledermäuse (Mormoopidae) |
|  |                                    |
|  | Blattnasen (Phyllostomidae)        |
|  |                                    |

|  | Amerikanische Haftscheibenfledermäuse (Thyropteridae)                                        |
|  |                                                                                              |
|  | \| \| Stummeldaumen (Furipteridae) \| \| \| \| \| \| Hasenmäuler (Noctilionidae) \| \| \| \| |
|  |                                                                                              |
|  | Stummeldaumen (Furipteridae)                                                                 |
|  |                                                                                              |
|  | Hasenmäuler (Noctilionidae)                                                                  |
|  |                                                                                              |

|  | Stummeldaumen (Furipteridae) |
|  |                              |
|  | Hasenmäuler (Noctilionidae)  |
|  |                              |

|  | Kinnblattfledermäuse (Mormoopidae) |
|  |                                    |
|  | Blattnasen (Phyllostomidae)        |
|  |                                    |

|  | Amerikanische Haftscheibenfledermäuse (Thyropteridae)                                        |
|  |                                                                                              |
|  | \| \| Stummeldaumen (Furipteridae) \| \| \| \| \| \| Hasenmäuler (Noctilionidae) \| \| \| \| |
|  |                                                                                              |
|  | Stummeldaumen (Furipteridae)                                                                 |
|  |                                                                                              |
|  | Hasenmäuler (Noctilionidae)                                                                  |
|  |                                                                                              |

|  | Stummeldaumen (Furipteridae) |
|  |                              |
|  | Hasenmäuler (Noctilionidae)  |
|  |                              |

|  | Kinnblattfledermäuse (Mormoopidae) |
|  |                                    |
|  | Blattnasen (Phyllostomidae)        |
|  |                                    |

|  | Amerikanische Haftscheibenfledermäuse (Thyropteridae)                                        |
|  |                                                                                              |
|  | \| \| Stummeldaumen (Furipteridae) \| \| \| \| \| \| Hasenmäuler (Noctilionidae) \| \| \| \| |
|  |                                                                                              |
|  | Stummeldaumen (Furipteridae)                                                                 |
|  |                                                                                              |
|  | Hasenmäuler (Noctilionidae)                                                                  |
|  |                                                                                              |

|  | Stummeldaumen (Furipteridae) |
|  |                              |
|  | Hasenmäuler (Noctilionidae)  |
|  |                              |

|  | Kinnblattfledermäuse (Mormoopidae) |
|  |                                    |
|  | Blattnasen (Phyllostomidae)        |
|  |                                    |

|  | Amerikanische Haftscheibenfledermäuse (Thyropteridae)                                        |
|  |                                                                                              |
|  | \| \| Stummeldaumen (Furipteridae) \| \| \| \| \| \| Hasenmäuler (Noctilionidae) \| \| \| \| |
|  |                                                                                              |
|  | Stummeldaumen (Furipteridae)                                                                 |
|  |                                                                                              |
|  | Hasenmäuler (Noctilionidae)                                                                  |
|  |                                                                                              |

|  | Stummeldaumen (Furipteridae) |
|  |                              |
|  | Hasenmäuler (Noctilionidae)  |
|  |                              |

|  | Kinnblattfledermäuse (Mormoopidae) |
|  |                                    |
|  | Blattnasen (Phyllostomidae)        |
|  |                                    |

|  | Amerikanische Haftscheibenfledermäuse (Thyropteridae)                                        |
|  |                                                                                              |
|  | \| \| Stummeldaumen (Furipteridae) \| \| \| \| \| \| Hasenmäuler (Noctilionidae) \| \| \| \| |
|  |                                                                                              |
|  | Stummeldaumen (Furipteridae)                                                                 |
|  |                                                                                              |
|  | Hasenmäuler (Noctilionidae)                                                                  |
|  |                                                                                              |

|  | Stummeldaumen (Furipteridae) |
|  |                              |
|  | Hasenmäuler (Noctilionidae)  |
|  |                              |

|  | Kinnblattfledermäuse (Mormoopidae) |
|  |                                    |
|  | Blattnasen (Phyllostomidae)        |
|  |                                    |

|  | Amerikanische Haftscheibenfledermäuse (Thyropteridae)                                        |
|  |                                                                                              |
|  | \| \| Stummeldaumen (Furipteridae) \| \| \| \| \| \| Hasenmäuler (Noctilionidae) \| \| \| \| |
|  |                                                                                              |
|  | Stummeldaumen (Furipteridae)                                                                 |
|  |                                                                                              |
|  | Hasenmäuler (Noctilionidae)                                                                  |
|  |                                                                                              |

|  | Stummeldaumen (Furipteridae) |
|  |                              |
|  | Hasenmäuler (Noctilionidae)  |
|  |                              |

|  | Kinnblattfledermäuse (Mormoopidae) |
|  |                                    |
|  | Blattnasen (Phyllostomidae)        |
|  |                                    |

|  | Amerikanische Haftscheibenfledermäuse (Thyropteridae)                                        |
|  |                                                                                              |
|  | \| \| Stummeldaumen (Furipteridae) \| \| \| \| \| \| Hasenmäuler (Noctilionidae) \| \| \| \| |
|  |                                                                                              |
|  | Stummeldaumen (Furipteridae)                                                                 |
|  |                                                                                              |
|  | Hasenmäuler (Noctilionidae)                                                                  |
|  |                                                                                              |

|  | Stummeldaumen (Furipteridae) |
|  |                              |
|  | Hasenmäuler (Noctilionidae)  |
|  |                              |

|  | \| \| Glattnasen (Vespertilionidae) \| \| \| \| \| \| Bulldoggfledermäuse (Molossidae) \| \| \| \| |
|  | |
|  | Trichterohren (Natalidae)                                                                          |
|  | |
|  | Glattnasen (Vespertilionidae)                                                                      |
|  | |
|  | Bulldoggfledermäuse (Molossidae)                                                                   |
|  | |

|  | Glattnasen (Vespertilionidae)    |
|  |                                  |
|  | Bulldoggfledermäuse (Molossidae) |
|  |                                  |

|  | Kinnblattfledermäuse (Mormoopidae) |
|  |                                    |
|  | Blattnasen (Phyllostomidae)        |
|  |                                    |

|  | Amerikanische Haftscheibenfledermäuse (Thyropteridae)                                        |
|  |                                                                                              |
|  | \| \| Stummeldaumen (Furipteridae) \| \| \| \| \| \| Hasenmäuler (Noctilionidae) \| \| \| \| |
|  |                                                                                              |
|  | Stummeldaumen (Furipteridae)                                                                 |
|  |                                                                                              |
|  | Hasenmäuler (Noctilionidae)                                                                  |
|  |                                                                                              |

|  | Stummeldaumen (Furipteridae) |
|  |                              |
|  | Hasenmäuler (Noctilionidae)  |
|  |                              |

|  | Kinnblattfledermäuse (Mormoopidae) |
|  |                                    |
|  | Blattnasen (Phyllostomidae)        |
|  |                                    |

|  | Amerikanische Haftscheibenfledermäuse (Thyropteridae)                                        |
|  |                                                                                              |
|  | \| \| Stummeldaumen (Furipteridae) \| \| \| \| \| \| Hasenmäuler (Noctilionidae) \| \| \| \| |
|  |                                                                                              |
|  | Stummeldaumen (Furipteridae)                                                                 |
|  |                                                                                              |
|  | Hasenmäuler (Noctilionidae)                                                                  |
|  |                                                                                              |

|  | Stummeldaumen (Furipteridae) |
|  |                              |
|  | Hasenmäuler (Noctilionidae)  |
|  |                              |

|  | Kinnblattfledermäuse (Mormoopidae) |
|  |                                    |
|  | Blattnasen (Phyllostomidae)        |
|  |                                    |

|  | Amerikanische Haftscheibenfledermäuse (Thyropteridae)                                        |
|  |                                                                                              |
|  | \| \| Stummeldaumen (Furipteridae) \| \| \| \| \| \| Hasenmäuler (Noctilionidae) \| \| \| \| |
|  |                                                                                              |
|  | Stummeldaumen (Furipteridae)                                                                 |
|  |                                                                                              |
|  | Hasenmäuler (Noctilionidae)                                                                  |
|  |                                                                                              |

|  | Stummeldaumen (Furipteridae) |
|  |                              |
|  | Hasenmäuler (Noctilionidae)  |
|  |                              |

|  | Kinnblattfledermäuse (Mormoopidae) |
|  |                                    |
|  | Blattnasen (Phyllostomidae)        |
|  |                                    |

|  | Amerikanische Haftscheibenfledermäuse (Thyropteridae)                                        |
|  |                                                                                              |
|  | \| \| Stummeldaumen (Furipteridae) \| \| \| \| \| \| Hasenmäuler (Noctilionidae) \| \| \| \| |
|  |                                                                                              |
|  | Stummeldaumen (Furipteridae)                                                                 |
|  |                                                                                              |
|  | Hasenmäuler (Noctilionidae)                                                                  |
|  |                                                                                              |

|  | Stummeldaumen (Furipteridae) |
|  |                              |
|  | Hasenmäuler (Noctilionidae)  |
|  |                              |

|  | Kinnblattfledermäuse (Mormoopidae) |
|  |                                    |
|  | Blattnasen (Phyllostomidae)        |
|  |                                    |

|  | Amerikanische Haftscheibenfledermäuse (Thyropteridae)                                        |
|  |                                                                                              |
|  | \| \| Stummeldaumen (Furipteridae) \| \| \| \| \| \| Hasenmäuler (Noctilionidae) \| \| \| \| |
|  |                                                                                              |
|  | Stummeldaumen (Furipteridae)                                                                 |
|  |                                                                                              |
|  | Hasenmäuler (Noctilionidae)                                                                  |
|  |                                                                                              |

|  | Stummeldaumen (Furipteridae) |
|  |                              |
|  | Hasenmäuler (Noctilionidae)  |
|  |                              |

|  | Kinnblattfledermäuse (Mormoopidae) |
|  |                                    |
|  | Blattnasen (Phyllostomidae)        |
|  |                                    |

|  | Amerikanische Haftscheibenfledermäuse (Thyropteridae)                                        |
|  |                                                                                              |
|  | \| \| Stummeldaumen (Furipteridae) \| \| \| \| \| \| Hasenmäuler (Noctilionidae) \| \| \| \| |
|  |                                                                                              |
|  | Stummeldaumen (Furipteridae)                                                                 |
|  |                                                                                              |
|  | Hasenmäuler (Noctilionidae)                                                                  |
|  |                                                                                              |

|  | Stummeldaumen (Furipteridae) |
|  |                              |
|  | Hasenmäuler (Noctilionidae)  |
|  |                              |

|  | Kinnblattfledermäuse (Mormoopidae) |
|  |                                    |
|  | Blattnasen (Phyllostomidae)        |
|  |                                    |

|  | Amerikanische Haftscheibenfledermäuse (Thyropteridae)                                        |
|  |                                                                                              |
|  | \| \| Stummeldaumen (Furipteridae) \| \| \| \| \| \| Hasenmäuler (Noctilionidae) \| \| \| \| |
|  |                                                                                              |
|  | Stummeldaumen (Furipteridae)                                                                 |
|  |                                                                                              |
|  | Hasenmäuler (Noctilionidae)                                                                  |
|  |                                                                                              |

|  | Stummeldaumen (Furipteridae) |
|  |                              |
|  | Hasenmäuler (Noctilionidae)  |
|  |                              |

|  | Kinnblattfledermäuse (Mormoopidae) |
|  |                                    |
|  | Blattnasen (Phyllostomidae)        |
|  |                                    |

|  | Amerikanische Haftscheibenfledermäuse (Thyropteridae)                                        |
|  |                                                                                              |
|  | \| \| Stummeldaumen (Furipteridae) \| \| \| \| \| \| Hasenmäuler (Noctilionidae) \| \| \| \| |
|  |                                                                                              |
|  | Stummeldaumen (Furipteridae)                                                                 |
|  |                                                                                              |
|  | Hasenmäuler (Noctilionidae)                                                                  |
|  |                                                                                              |

|  | Stummeldaumen (Furipteridae) |
|  |                              |
|  | Hasenmäuler (Noctilionidae)  |
|  |                              |

|  | \| \| Glattnasen (Vespertilionidae) \| \| \| \| \| \| Bulldoggfledermäuse (Molossidae) \| \| \| \| |
|  | |
|  | Trichterohren (Natalidae)                                                                          |
|  | |
|  | Glattnasen (Vespertilionidae)                                                                      |
|  | |
|  | Bulldoggfledermäuse (Molossidae)                                                                   |
|  | |

|  | Glattnasen (Vespertilionidae)    |
|  |                                  |
|  | Bulldoggfledermäuse (Molossidae) |
|  |                                  |

|  | Glattnasen-Freischwänze (Emballonuridae) |
|  |                                          |
|  | Schlitznasen (Nycteridae)                |
|  |                                          |

|  | Kinnblattfledermäuse (Mormoopidae) |
|  |                                    |
|  | Blattnasen (Phyllostomidae)        |
|  |                                    |

|  | Amerikanische Haftscheibenfledermäuse (Thyropteridae)                                        |
|  |                                                                                              |
|  | \| \| Stummeldaumen (Furipteridae) \| \| \| \| \| \| Hasenmäuler (Noctilionidae) \| \| \| \| |
|  |                                                                                              |
|  | Stummeldaumen (Furipteridae)                                                                 |
|  |                                                                                              |
|  | Hasenmäuler (Noctilionidae)                                                                  |
|  |                                                                                              |

|  | Stummeldaumen (Furipteridae) |
|  |                              |
|  | Hasenmäuler (Noctilionidae)  |
|  |                              |

|  | Kinnblattfledermäuse (Mormoopidae) |
|  |                                    |
|  | Blattnasen (Phyllostomidae)        |
|  |                                    |

|  | Amerikanische Haftscheibenfledermäuse (Thyropteridae)                                        |
|  |                                                                                              |
|  | \| \| Stummeldaumen (Furipteridae) \| \| \| \| \| \| Hasenmäuler (Noctilionidae) \| \| \| \| |
|  |                                                                                              |
|  | Stummeldaumen (Furipteridae)                                                                 |
|  |                                                                                              |
|  | Hasenmäuler (Noctilionidae)                                                                  |
|  |                                                                                              |

|  | Stummeldaumen (Furipteridae) |
|  |                              |
|  | Hasenmäuler (Noctilionidae)  |
|  |                              |

|  | Kinnblattfledermäuse (Mormoopidae) |
|  |                                    |
|  | Blattnasen (Phyllostomidae)        |
|  |                                    |

|  | Amerikanische Haftscheibenfledermäuse (Thyropteridae)                                        |
|  |                                                                                              |
|  | \| \| Stummeldaumen (Furipteridae) \| \| \| \| \| \| Hasenmäuler (Noctilionidae) \| \| \| \| |
|  |                                                                                              |
|  | Stummeldaumen (Furipteridae)                                                                 |
|  |                                                                                              |
|  | Hasenmäuler (Noctilionidae)                                                                  |
|  |                                                                                              |

|  | Stummeldaumen (Furipteridae) |
|  |                              |
|  | Hasenmäuler (Noctilionidae)  |
|  |                              |

|  | Kinnblattfledermäuse (Mormoopidae) |
|  |                                    |
|  | Blattnasen (Phyllostomidae)        |
|  |                                    |

|  | Amerikanische Haftscheibenfledermäuse (Thyropteridae)                                        |
|  |                                                                                              |
|  | \| \| Stummeldaumen (Furipteridae) \| \| \| \| \| \| Hasenmäuler (Noctilionidae) \| \| \| \| |
|  |                                                                                              |
|  | Stummeldaumen (Furipteridae)                                                                 |
|  |                                                                                              |
|  | Hasenmäuler (Noctilionidae)                                                                  |
|  |                                                                                              |

|  | Stummeldaumen (Furipteridae) |
|  |                              |
|  | Hasenmäuler (Noctilionidae)  |
|  |                              |

|  | Kinnblattfledermäuse (Mormoopidae) |
|  |                                    |
|  | Blattnasen (Phyllostomidae)        |
|  |                                    |

|  | Amerikanische Haftscheibenfledermäuse (Thyropteridae)                                        |
|  |                                                                                              |
|  | \| \| Stummeldaumen (Furipteridae) \| \| \| \| \| \| Hasenmäuler (Noctilionidae) \| \| \| \| |
|  |                                                                                              |
|  | Stummeldaumen (Furipteridae)                                                                 |
|  |                                                                                              |
|  | Hasenmäuler (Noctilionidae)                                                                  |
|  |                                                                                              |

|  | Stummeldaumen (Furipteridae) |
|  |                              |
|  | Hasenmäuler (Noctilionidae)  |
|  |                              |

|  | Kinnblattfledermäuse (Mormoopidae) |
|  |                                    |
|  | Blattnasen (Phyllostomidae)        |
|  |                                    |

|  | Amerikanische Haftscheibenfledermäuse (Thyropteridae)                                        |
|  |                                                                                              |
|  | \| \| Stummeldaumen (Furipteridae) \| \| \| \| \| \| Hasenmäuler (Noctilionidae) \| \| \| \| |
|  |                                                                                              |
|  | Stummeldaumen (Furipteridae)                                                                 |
|  |                                                                                              |
|  | Hasenmäuler (Noctilionidae)                                                                  |
|  |                                                                                              |

|  | Stummeldaumen (Furipteridae) |
|  |                              |
|  | Hasenmäuler (Noctilionidae)  |
|  |                              |

|  | Kinnblattfledermäuse (Mormoopidae) |
|  |                                    |
|  | Blattnasen (Phyllostomidae)        |
|  |                                    |

|  | Amerikanische Haftscheibenfledermäuse (Thyropteridae)                                        |
|  |                                                                                              |
|  | \| \| Stummeldaumen (Furipteridae) \| \| \| \| \| \| Hasenmäuler (Noctilionidae) \| \| \| \| |
|  |                                                                                              |
|  | Stummeldaumen (Furipteridae)                                                                 |
|  |                                                                                              |
|  | Hasenmäuler (Noctilionidae)                                                                  |
|  |                                                                                              |

|  | Stummeldaumen (Furipteridae) |
|  |                              |
|  | Hasenmäuler (Noctilionidae)  |
|  |                              |

|  | Kinnblattfledermäuse (Mormoopidae) |
|  |                                    |
|  | Blattnasen (Phyllostomidae)        |
|  |                                    |

|  | Amerikanische Haftscheibenfledermäuse (Thyropteridae)                                        |
|  |                                                                                              |
|  | \| \| Stummeldaumen (Furipteridae) \| \| \| \| \| \| Hasenmäuler (Noctilionidae) \| \| \| \| |
|  |                                                                                              |
|  | Stummeldaumen (Furipteridae)                                                                 |
|  |                                                                                              |
|  | Hasenmäuler (Noctilionidae)                                                                  |
|  |                                                                                              |

|  | Stummeldaumen (Furipteridae) |
|  |                              |
|  | Hasenmäuler (Noctilionidae)  |
|  |                              |

|  | \| \| Glattnasen (Vespertilionidae) \| \| \| \| \| \| Bulldoggfledermäuse (Molossidae) \| \| \| \| |
|  | |
|  | Trichterohren (Natalidae)                                                                          |
|  | |
|  | Glattnasen (Vespertilionidae)                                                                      |
|  | |
|  | Bulldoggfledermäuse (Molossidae)                                                                   |
|  | |

|  | Glattnasen (Vespertilionidae)    |
|  |                                  |
|  | Bulldoggfledermäuse (Molossidae) |
|  |                                  |

|  | Kinnblattfledermäuse (Mormoopidae) |
|  |                                    |
|  | Blattnasen (Phyllostomidae)        |
|  |                                    |

|  | Amerikanische Haftscheibenfledermäuse (Thyropteridae)                                        |
|  |                                                                                              |
|  | \| \| Stummeldaumen (Furipteridae) \| \| \| \| \| \| Hasenmäuler (Noctilionidae) \| \| \| \| |
|  |                                                                                              |
|  | Stummeldaumen (Furipteridae)                                                                 |
|  |                                                                                              |
|  | Hasenmäuler (Noctilionidae)                                                                  |
|  |                                                                                              |

|  | Stummeldaumen (Furipteridae) |
|  |                              |
|  | Hasenmäuler (Noctilionidae)  |
|  |                              |

|  | Kinnblattfledermäuse (Mormoopidae) |
|  |                                    |
|  | Blattnasen (Phyllostomidae)        |
|  |                                    |

|  | Amerikanische Haftscheibenfledermäuse (Thyropteridae)                                        |
|  |                                                                                              |
|  | \| \| Stummeldaumen (Furipteridae) \| \| \| \| \| \| Hasenmäuler (Noctilionidae) \| \| \| \| |
|  |                                                                                              |
|  | Stummeldaumen (Furipteridae)                                                                 |
|  |                                                                                              |
|  | Hasenmäuler (Noctilionidae)                                                                  |
|  |                                                                                              |

|  | Stummeldaumen (Furipteridae) |
|  |                              |
|  | Hasenmäuler (Noctilionidae)  |
|  |                              |

|  | Kinnblattfledermäuse (Mormoopidae) |
|  |                                    |
|  | Blattnasen (Phyllostomidae)        |
|  |                                    |

|  | Amerikanische Haftscheibenfledermäuse (Thyropteridae)                                        |
|  |                                                                                              |
|  | \| \| Stummeldaumen (Furipteridae) \| \| \| \| \| \| Hasenmäuler (Noctilionidae) \| \| \| \| |
|  |                                                                                              |
|  | Stummeldaumen (Furipteridae)                                                                 |
|  |                                                                                              |
|  | Hasenmäuler (Noctilionidae)                                                                  |
|  |                                                                                              |

|  | Stummeldaumen (Furipteridae) |
|  |                              |
|  | Hasenmäuler (Noctilionidae)  |
|  |                              |

|  | Kinnblattfledermäuse (Mormoopidae) |
|  |                                    |
|  | Blattnasen (Phyllostomidae)        |
|  |                                    |

|  | Amerikanische Haftscheibenfledermäuse (Thyropteridae)                                        |
|  |                                                                                              |
|  | \| \| Stummeldaumen (Furipteridae) \| \| \| \| \| \| Hasenmäuler (Noctilionidae) \| \| \| \| |
|  |                                                                                              |
|  | Stummeldaumen (Furipteridae)                                                                 |
|  |                                                                                              |
|  | Hasenmäuler (Noctilionidae)                                                                  |
|  |                                                                                              |

|  | Stummeldaumen (Furipteridae) |
|  |                              |
|  | Hasenmäuler (Noctilionidae)  |
|  |                              |

|  | Kinnblattfledermäuse (Mormoopidae) |
|  |                                    |
|  | Blattnasen (Phyllostomidae)        |
|  |                                    |

|  | Amerikanische Haftscheibenfledermäuse (Thyropteridae)                                        |
|  |                                                                                              |
|  | \| \| Stummeldaumen (Furipteridae) \| \| \| \| \| \| Hasenmäuler (Noctilionidae) \| \| \| \| |
|  |                                                                                              |
|  | Stummeldaumen (Furipteridae)                                                                 |
|  |                                                                                              |
|  | Hasenmäuler (Noctilionidae)                                                                  |
|  |                                                                                              |

|  | Stummeldaumen (Furipteridae) |
|  |                              |
|  | Hasenmäuler (Noctilionidae)  |
|  |                              |

|  | Kinnblattfledermäuse (Mormoopidae) |
|  |                                    |
|  | Blattnasen (Phyllostomidae)        |
|  |                                    |

|  | Amerikanische Haftscheibenfledermäuse (Thyropteridae)                                        |
|  |                                                                                              |
|  | \| \| Stummeldaumen (Furipteridae) \| \| \| \| \| \| Hasenmäuler (Noctilionidae) \| \| \| \| |
|  |                                                                                              |
|  | Stummeldaumen (Furipteridae)                                                                 |
|  |                                                                                              |
|  | Hasenmäuler (Noctilionidae)                                                                  |
|  |                                                                                              |

|  | Stummeldaumen (Furipteridae) |
|  |                              |
|  | Hasenmäuler (Noctilionidae)  |
|  |                              |

|  | Kinnblattfledermäuse (Mormoopidae) |
|  |                                    |
|  | Blattnasen (Phyllostomidae)        |
|  |                                    |

|  | Amerikanische Haftscheibenfledermäuse (Thyropteridae)                                        |
|  |                                                                                              |
|  | \| \| Stummeldaumen (Furipteridae) \| \| \| \| \| \| Hasenmäuler (Noctilionidae) \| \| \| \| |
|  |                                                                                              |
|  | Stummeldaumen (Furipteridae)                                                                 |
|  |                                                                                              |
|  | Hasenmäuler (Noctilionidae)                                                                  |
|  |                                                                                              |

|  | Stummeldaumen (Furipteridae) |
|  |                              |
|  | Hasenmäuler (Noctilionidae)  |
|  |                              |

|  | Kinnblattfledermäuse (Mormoopidae) |
|  |                                    |
|  | Blattnasen (Phyllostomidae)        |
|  |                                    |

|  | Amerikanische Haftscheibenfledermäuse (Thyropteridae)                                        |
|  |                                                                                              |
|  | \| \| Stummeldaumen (Furipteridae) \| \| \| \| \| \| Hasenmäuler (Noctilionidae) \| \| \| \| |
|  |                                                                                              |
|  | Stummeldaumen (Furipteridae)                                                                 |
|  |                                                                                              |
|  | Hasenmäuler (Noctilionidae)                                                                  |
|  |                                                                                              |

|  | Stummeldaumen (Furipteridae) |
|  |                              |
|  | Hasenmäuler (Noctilionidae)  |
|  |                              |

|  | \| \| Glattnasen (Vespertilionidae) \| \| \| \| \| \| Bulldoggfledermäuse (Molossidae) \| \| \| \| |
|  | |
|  | Trichterohren (Natalidae)                                                                          |
|  | |
|  | Glattnasen (Vespertilionidae)                                                                      |
|  | |
|  | Bulldoggfledermäuse (Molossidae)                                                                   |
|  | |

|  | Glattnasen (Vespertilionidae)    |
|  |                                  |
|  | Bulldoggfledermäuse (Molossidae) |
|  |                                  |

|  | Mausschwanzfledermäuse (Rhinopomatidae)                                                                        |
|  | |
|  | \| \| Schweinsnasenfledermaus (Craseonycteridae) \| \| \| \| \| \| Großblattnasen (Megadermatidae) \| \| \| \| |
|  | |
|  | Schweinsnasenfledermaus (Craseonycteridae)                                                                     |
|  | |
|  | Großblattnasen (Megadermatidae)                                                                                |
|  | |

|  | Schweinsnasenfledermaus (Craseonycteridae) |
|  |                                            |
|  | Großblattnasen (Megadermatidae)            |
|  |                                            |

|  | Mausschwanzfledermäuse (Rhinopomatidae)                                                                        |
|  | |
|  | \| \| Schweinsnasenfledermaus (Craseonycteridae) \| \| \| \| \| \| Großblattnasen (Megadermatidae) \| \| \| \| |
|  | |
|  | Schweinsnasenfledermaus (Craseonycteridae)                                                                     |
|  | |
|  | Großblattnasen (Megadermatidae)                                                                                |
|  | |

|  | Schweinsnasenfledermaus (Craseonycteridae) |
|  |                                            |
|  | Großblattnasen (Megadermatidae)            |
|  |                                            |

|  | Mausschwanzfledermäuse (Rhinopomatidae)                                                                        |
|  | |
|  | \| \| Schweinsnasenfledermaus (Craseonycteridae) \| \| \| \| \| \| Großblattnasen (Megadermatidae) \| \| \| \| |
|  | |
|  | Schweinsnasenfledermaus (Craseonycteridae)                                                                     |
|  | |
|  | Großblattnasen (Megadermatidae)                                                                                |
|  | |

|  | Schweinsnasenfledermaus (Craseonycteridae) |
|  |                                            |
|  | Großblattnasen (Megadermatidae)            |
|  |                                            |

|  | Mausschwanzfledermäuse (Rhinopomatidae)                                                                        |
|  | |
|  | \| \| Schweinsnasenfledermaus (Craseonycteridae) \| \| \| \| \| \| Großblattnasen (Megadermatidae) \| \| \| \| |
|  | |
|  | Schweinsnasenfledermaus (Craseonycteridae)                                                                     |
|  | |
|  | Großblattnasen (Megadermatidae)                                                                                |
|  | |

|  | Schweinsnasenfledermaus (Craseonycteridae) |
|  |                                            |
|  | Großblattnasen (Megadermatidae)            |
|  |                                            |

### Innere Systematik
Die Fledermäuse sind zusammen mit den Flughunden (Megachiroptera) eine der traditionellen Unterordnungen der Fledertiere (Chiroptera). Aktuelle molekulare Untersuchungen zeigen aber, dass die Hufeisennasenartigen (Rhinolophoidea), eine Gruppe der Fledermäuse, näher mit den Flughunden verwandt sind als mit den übrigen Fledermäusen. Die Fledermäuse werden dadurch zu einer paraphyletischen Gruppe, was in einer modernen Systematik, wo alle Nachfahren eines gemeinsamen Vorfahren einer (monophyletischen) Gruppe angehören sollen, unerwünscht ist. Heute werden die Fledertiere daher in die Yinpterochiroptera oder Pteropodiformes, das ist die Klade der Flughunde und Hufeisennasenartigen und die Yangochiroptera oder Vespertilioniformes, die Klade der übrigen Fledermäuse geteilt. Die Fledermäuse verlieren damit ihren taxonomischen Rang, der Begriff ist aber weiterhin Bestandteil von sehr vielen Trivialnamen einzelner Arten.
Yangochiroptera und Yinpterochiroptera haben den Rang einer Unterordnung innerhalb der Fledertiere. Darunter gibt es fünf Überfamilien und etwa 20 Familien.
- Unterordnung Yangochiroptera
  - Überfamilie Emballonuroidea
    - Glattnasen-Freischwänze (Emballonuridae)
      - Unterfamilie Taphozoinae
      - Unterfamilie Emballonurinae
        - Tribus Diclidurini
        - Tribus Emballonurini

    - Schlitznasen (Nycteridae)

  - Überfamilie Hasenmaulartige (Noctilionoidea)
    - Stummeldaumen (Furipteridae)
      - Gattung Furipeterus
      - Gattung Amorphochilus

    - Kinnblattfledermäuse (Mormoopidae)
      - Gattung Pteronotus
      - Gattung Mormoops

    - Neuseelandfledermäuse (Mystacinidae)
    - Madagassische Haftscheibenfledermäuse (Myzopodidae)
    - Hasenmäuler (Noctilionidae)
    - Blattnasen (Phyllostomidae)
      - Unterfamilie Vampirfledermäuse
      - Unterfamilie Lanzennasen
      - Unterfamilie Fruchtvampire
      - Unterfamilie Kurzschwanzblattnasen
      - Unterfamilie Antillen-Fruchtvampire
      - Unterfamilie Antillen-Blütenfledermäuse
      - Unterfamilie Lonchophyllinae
      - Unterfamilie Blütenfledermäuse

    - Amerikanische Haftscheibenfledermäuse (Thyropteridae)

  - Überfamilie Glattnasenartige (Vespertilionoidea)
    - Cistugidae
    - Langflügelfledermäuse (Miniopteridae)
    - Bulldoggfledermäuse (Molossidae)
      - Unterfamilie Molossinae
        - 15 Gattungen

      - Unterfamilie Tomopeatinae

    - Trichterohren (Natalidae)
      - Gattung Natalus
      - Gattung Chilonatalus
      - Gattung Nyctiellus

    - Glattnasen (Vespertilionidae)
      - Unterfamilie Kerivoulinae
      - Unterfamilie Langflügelfledermäuse
      - Unterfamilie Röhrennasenfledermäuse
      - Unterfamilie Antrozoinae
      - Unterfamilie Australische Langohrfledermäuse
      - Unterfamilie Eigentliche Glattnasen
- Unterordnung Yinpterochiroptera
  - Überfamilie Pteropodoidea
    - Flughunde (Pteropodidae)
      - 8 Unterfamilien mit 14 Tribus und 40 Gattungen

  - Überfamilie Hufeisennasenartige (Rhinolophoidea)
    - Schweinsnasenfledermaus (Craseonycteridae)
    - Rundblattnasen (Hipposideridae)
      - Gattung Anthops
      - Gattung Dreizack-Blattnasen
      - Gattung Aselliscus
      - Gattung Schwanzlose Blattnasen
      - Gattung Altwelt-Rundblattnasen

    - Großblattnasen (Megadermatidae)
      - Gattung Macroderma
      - Gattung Megaderma
      - Gattung Lavia frons
      - Gattung Cardioderma cor
      - Gattung Eudiscoderma thongareeae

    - Hufeisennasen (Rhinolophidae)
    - Rhinonycteridae
      - Gattung Cloeotis
      - Gattung Paratriaenops
      - Gattung Goldene Rundblattnasen
      - Gattung Dreizahnblattnasen

    - Mausschwanzfledermäuse (Rhinopomatidae)

### Europäische Arten

#### Deutschland, Österreich und Schweiz
In Deutschland sind 24 Fledermausarten heimisch (siehe Liste von Fledermausarten in Deutschland). In Österreich sind es 29 und in der Schweiz 30 Fledermausarten. Zusammen sind es in diesen drei Ländern 32 Arten:
| Deutscher Name                 | Wissenschaftlicher Name   | Deutschland | Österreich | Schweiz | Anmerkungen                                               |
| ------------------------------ | ------------------------- | ----------- | ---------- | ------- | --------------------------------------------------------- |
| Mopsfledermaus                 | Barbastella barbastellus  | x           | x          | x       |                                                           |
| Nordfledermaus                 | Cnephaeus nilssonii       | x           | x          | x       |                                                           |
| Breitflügelfledermaus          | Cnephaeus serotinus       | x           | x          | x       |                                                           |
| Alpenfledermaus                | Hypsugo savii             | x           | x          | x       |                                                           |
| Langflügelfledermaus           | Miniopterus schreibersii  | –           | x          | x       | in Deutschland ausgestorben                               |
| Nymphenfledermaus              | Myotis alcathoe           | x           | x          | x       |                                                           |
| Bechsteinfledermaus            | Myotis bechsteinii        | x           | x          | x       |                                                           |
| Kleines Mausohr                | Myotis blythii            | –           | x          | x       |                                                           |
| Große Bartfledermaus           | Myotis brandtii           | x           | x          | x       |                                                           |
| Langfußfledermaus              | Myotis capaccini          | –           | –          | x       | vor allem in Südeuropa verbreitet                         |
| Kryptisches Mausohr            | Myotis crypticus          | –           | –          | x       |                                                           |
| Teichfledermaus                | Myotis dasycneme          | x           | x          | –       |                                                           |
| Wasserfledermaus               | Myotis daubentonii        | x           | x          | x       |                                                           |
| David-Langfußfledermaus        | Myotis davidii            | –           | x          | –       | 2023 als in Österreich heimische Art registriert          |
| Wimperfledermaus               | Myotis emarginatus        | x           | x          | x       |                                                           |
| Großes Mausohr                 | Myotis myotis             | x           | x          | x       |                                                           |
| Kleine Bartfledermaus          | Myotis mystacinus         | x           | x          | x       |                                                           |
| Fransenfledermaus              | Myotis nattereri          | x           | x          | x       |                                                           |
| Riesenabendsegler              | Nyctalus lasiopterus      | –           | –          | x       | Irrgast in Deutschland                                    |
| Kleiner Abendsegler            | Nyctalus leisleri         | x           | x          | x       |                                                           |
| Großer Abendsegler             | Nyctalus noctula          | x           | x          | x       |                                                           |
| Weißrandfledermaus             | Pipistrellus kuhlii       | x           | x          | x       |                                                           |
| Braunes Langohr                | Plecotus auritus          | x           | x          | x       |                                                           |
| Graues Langohr                 | Plecotus austriacus       | x           | x          | x       |                                                           |
| Alpen-Langohr                  | Plecotus macrobullaris    | –           | x          | x       |                                                           |
| Große Hufeisennase             | Rhinolophus ferrumequinum | x           | x          | x       | in Deutschland nur eine bekannte Wochenstube              |
| Kleine Hufeisennase            | Rhinolophus hipposideros  | x           | x          | x       |                                                           |
| Rauhautfledermaus              | Pipistrellus nathusii     | x           | x          | x       |                                                           |
| Zwergfledermaus                | Pipistrellus pipistrellus | x           | x          | x       |                                                           |
| Mückenfledermaus               | Pipistrellus pygmaeus     | x           | x          | x       |                                                           |
| Europäische Bulldoggfledermaus | Tadarida teniotis         | –           | x          | x       | vor allem in Südeuropa verbreitet; Irrgast in Deutschland |
| Zweifarbfledermaus             | Vespertilio murinus       | x           | x          | x       |                                                           |

#### Südeuropa
Eine Reihe von Arten findet sich in Südeuropa, manche davon gelegentlich als Irrgäste in Mitteleuropa. Dazu zählen:
| Deutscher Name                 | Wissenschaftlicher Name |
| ------------------------------ | ----------------------- |
| Steppen-Bartfledermaus         | Myotis aurascens        |
| Langfußfledermaus              | Myotis capaccinii       |
| Iberische Fransenfledermaus    | Myotis escalerai        |
| Azoren-Abendsegler             | Nyctalus azoreum        |
| Madeira-Fledermaus             | Pipistrellus maderensis |
| Balkan-Langohr                 | Plecotus kolombatovici  |
| Kaukasisches Langohr           | Plecotus macrobullaris  |
| Sardisches Langohr             | Plecotus sardus         |
| Kanaren-Langohr                | Plecotus teneriffae     |
| Blasius-Hufeisennase           | Rhinolophus blasii      |
| Mittelmeer-Hufeisennase        | Rhinolophus euryale     |
| Meheley-Hufeisennase           | Rhinolophus mehelyi     |
| Europäische Bulldoggfledermaus | Tadarida teniotis       |

### Entwicklungsgeschichte

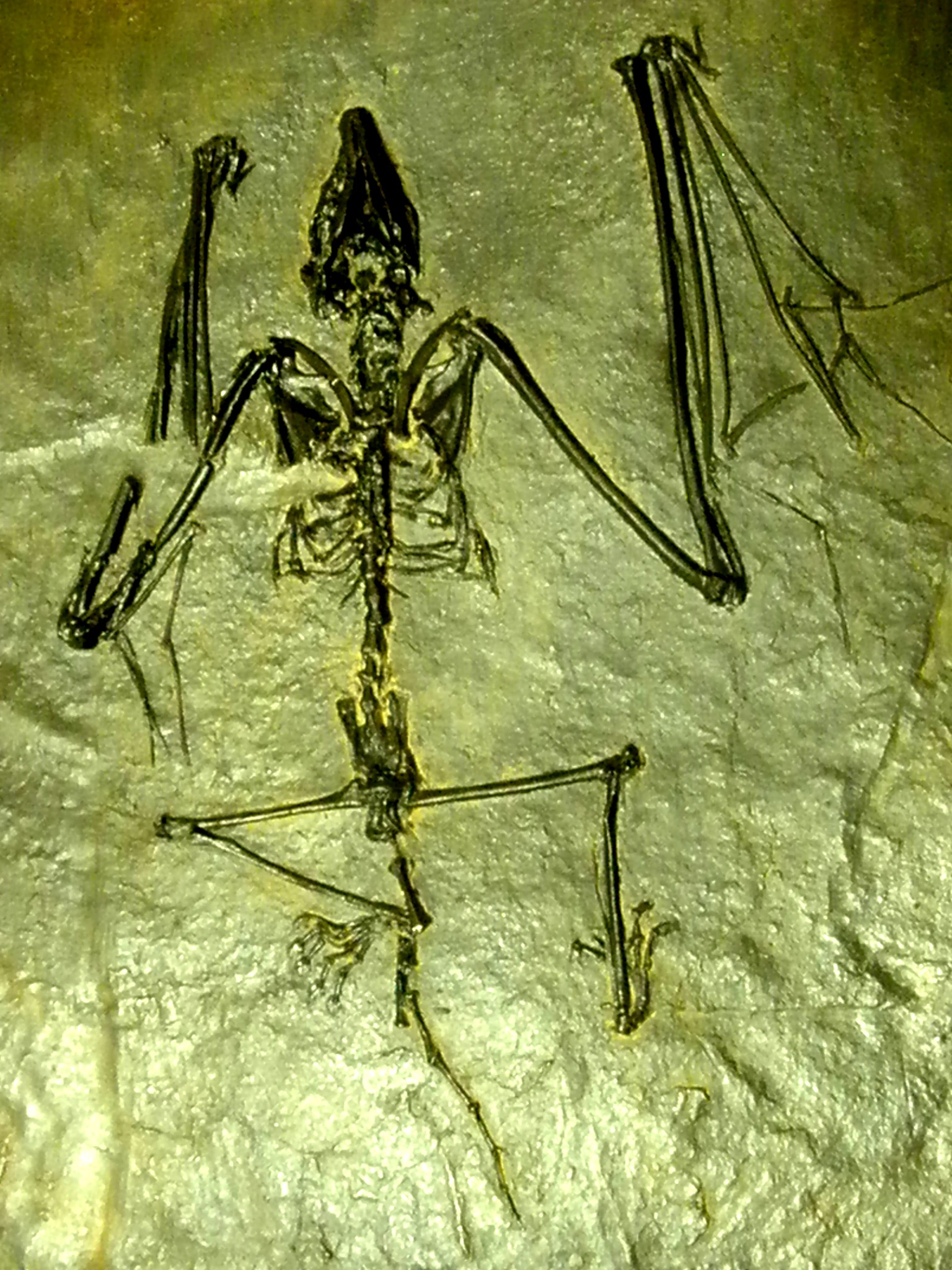
Archaeonycteris

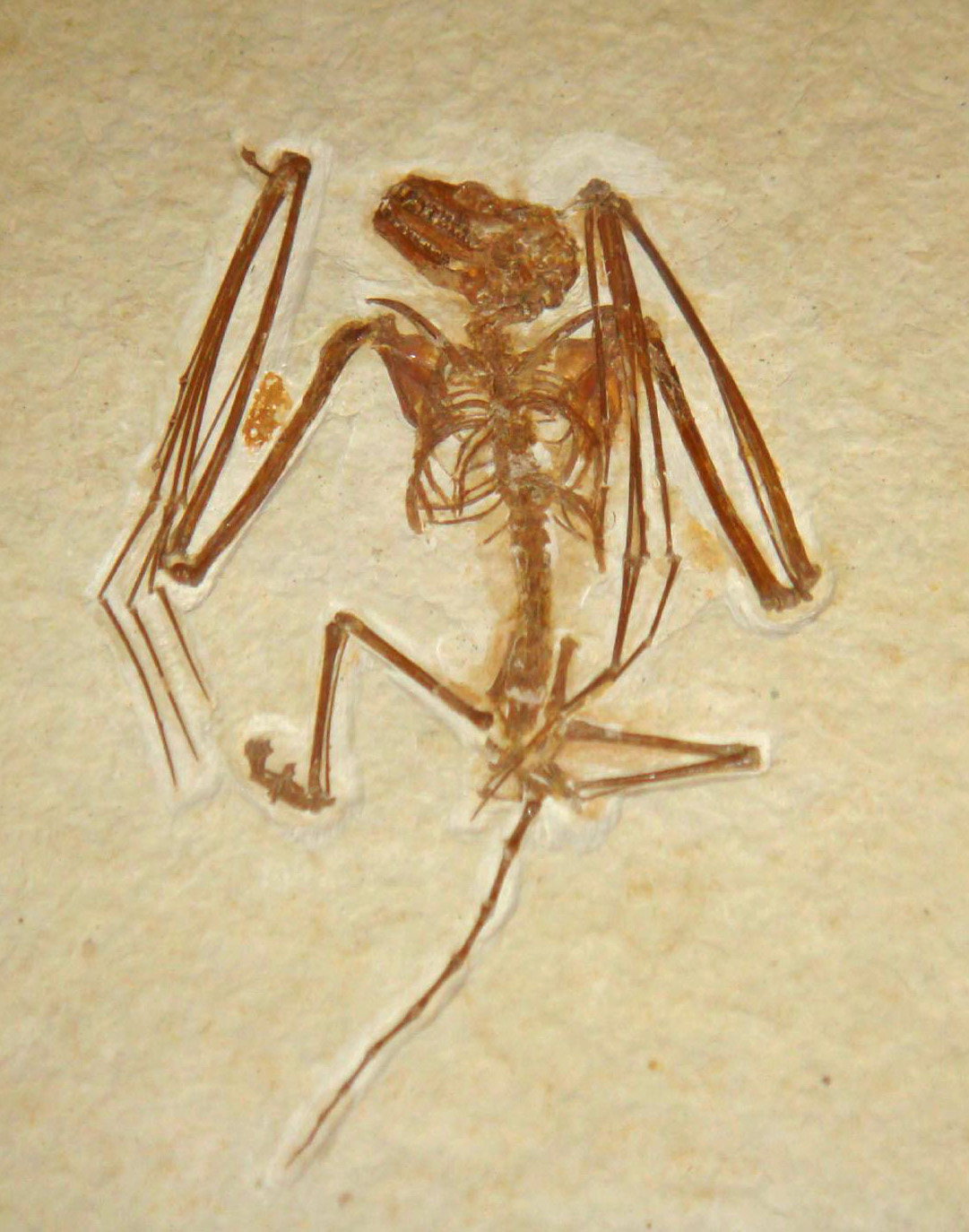
Icaronycteris index

Die Entwicklungsgeschichte der Fledermäuse ist durch Fossilienfunde vergleichsweise spärlich dokumentiert. Zu den ältesten bisher gefundenen Gattungen zählen Onychonycteris und Icaronycteris aus dem frühen Eozän des Fossil Butte Members der Green-River-Formation in Wyoming, des Weiteren auch Archaeonycteris, Palaeochiropteryx, Hassianycteris und Tachypteron aus dem mittleren Eozän der Grube Messel sowie Matthesia und Cecilionycteris aus den etwa gleichalten Ablagerungen im Geiseltal, beide in Deutschland. In diesen frühen Kontext lässt sich auch Tanzanycteris aus Mahenge im nordzentralen Tansania als früher afrikanischer Vertreter einreihen. Das Alter der genannten Formen reicht von rund 52 bis 45 Millionen Jahre vor heute. Diese frühen Angehörigen ähneln in ihrem Körperbau bereits sehr stark den heutigen Fledermäusen, Unterschiede bestehen lediglich in Details wie beispielsweise dem Vorhandensein von Fingerklauen und einem langen, freien Schwanz (der sich allerdings auch bei den heutigen Mausschwanzfledermäusen findet). Bei Onychonycteris ist die Gehörschnecke noch relativ klein. Die Tiere waren somit nicht zur Echoortung befähigt. Icaronycteris und Palaeochiropteryx zeigen hingegen einzelne Spezialisierungen im Bereich des Mittelohrs, weshalb angenommen wird, dass hier schon einfache Formen einer Orientierung mittels Echo ausgeprägt waren. Deutlich moderner als die beiden letztgenannten erwies sich Tanzanycteris mit einer stark vergrößerten Gehörschnecke und somit vermutlich ausgereifterer Befähigung zur Echoortung. Die Entwicklung der über den Kehlkopf gesteuerten Echolokalisation könnte daher bei den Fledermäusen nach Ansicht einiger Forscher schon sehr früh eingesetzt haben. Untermauert wird diese Annahme durch Schädelfunde von Vielasia aus den rund 50 Millionen Jahre alten Phosphoritlagen von Quercy im südlichen Frankreich. Dessen Bezahnung erinnert noch stark an die frühen Fledermäuse, das Mittelohr entsprach aber schon weitgehend dem der heutigen, zur Echoortung befähigten Arten. Diesem Befund zufolge bestand somit schon ein deutlich entwickeltes Echoortungssystem, noch bevor sich die Kronengruppe der Fledertiere mit den beiden Hauptlinien herausgebildet hatte.
Im Gegensatz zu anderen schwierig einzuordnenden Säugetiertaxa, etwa den Walen, liefert der Fossilienbefund bisher keinerlei Hinweise auf Übergangsformen. Folglich sind die Bedingungen, die zur Evolution des Schlagflugs bei Fledermäusen führten, unklar. Daher bestehen mehrere Hypothesen zur Entwicklung des Schlagflugs bei den Fledermäusen. Relativ weit verbreitet ist die Ansicht, dass sich der aktive Flug aus einer Art Gleitflug herausentwickelt hat. Diskutiert wird hierbei, ob sich zuerst die Flugeigenschaft oder die Befähigung zur Echoortung herausbildete oder ob beides gleichzeitig erfolgte. In der Regel wird hierfür eine baumbewohnende und nachtaktive Lebensweise der frühen Fledertiere vorausgesetzt. John Speakman, Lehrstuhlinhaber für Zoologie an der University of Aberdeen, rekonstruierte im Jahr 2001 die Evolution der Fledermäuse dagegen dahingehend, dass diese Tiere zunächst tagaktiv waren und sich erst unter dem Druck durch Greifvögel zunehmend auf nächtlichen Beutefang verlegten. Parallel dazu habe sich die Echoortung entwickelt. Eine weitere Hypothese wurde im Jahr 2020 vorgestellt. Sie geht davon aus, dass sich bei den Vorfahren der Fledertiere zunächst Häute zwischen den Fingern ausgebildet hatten. Fledermäuse erlangten offenbar bereits im Eozän weltweite Verbreitung – aus dieser Epoche sind Funde in Europa, Nordamerika und Australien belegt. Da für etliche Familien fossile Belege fehlen, ist über die Entwicklungsgeschichte der Gruppe kaum etwas bekannt.

## Menschen und Fledermäuse

### Fledermäuse in Mythologie und Symbolik

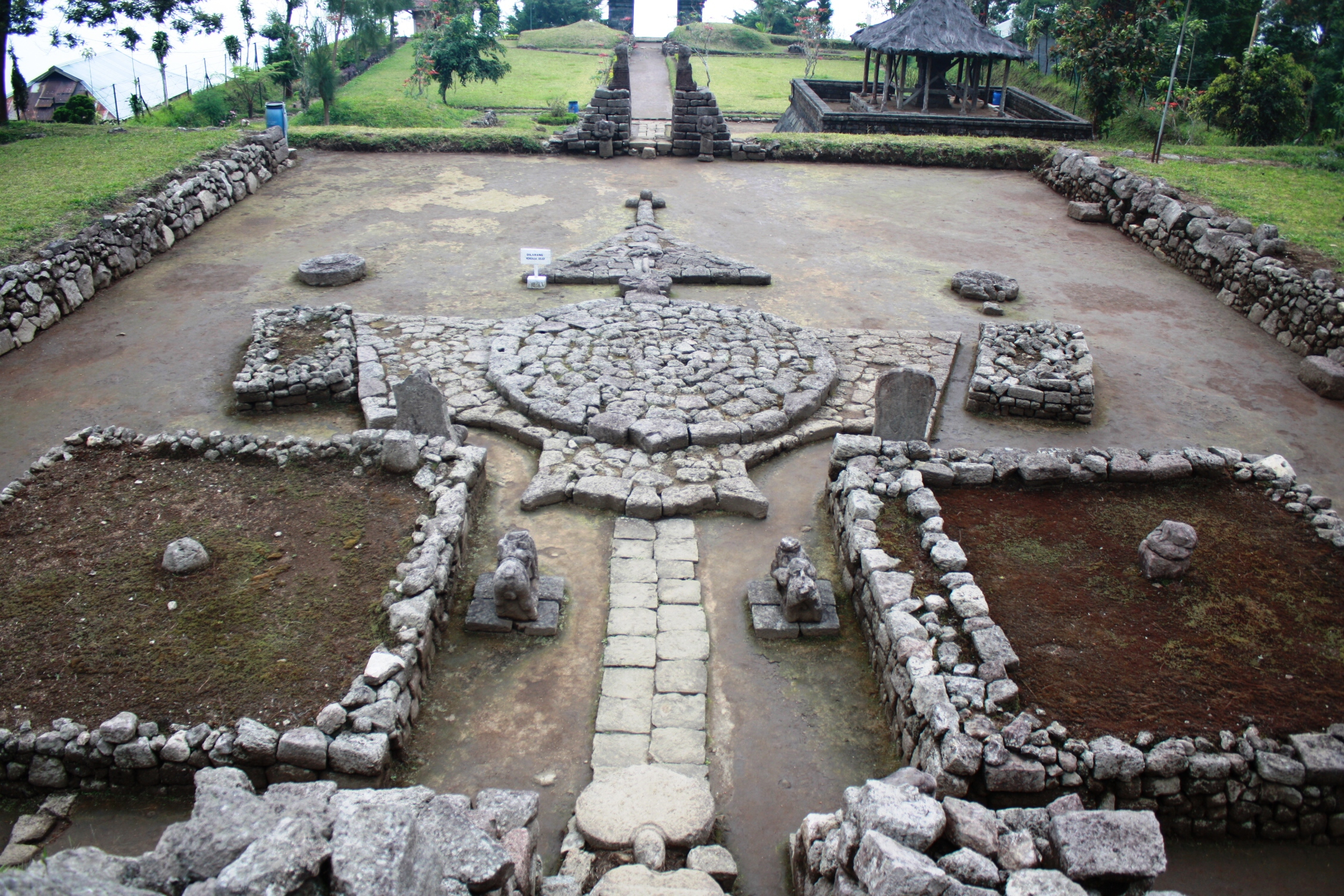
Die älteste bekannte Darstellung einer Fledermaus in Indonesien am Candi Ceto, einem ostjavanischen Tempel aus dem 15. Jahrhundert.

In der chinesischen Kultur gilt die Fledermaus als Symbol für Glück und Gewinn. Dies kommt daher, dass die chinesischen Wörter für Fledermaus (chinesisch 蝠, Pinyin fú, Zhuyin ㄈㄨˊ) und für Glück/Segen (福,  fú, Zhuyin ㄈㄨˊ) die gleiche Aussprache fú haben. Als fünf Fledermäuse (五蝠,  wǔ fú) wurden Fledermäuse häufig als Stickerei auf Kleidungsstücken oder als runder Talisman um einen Lebensbaum angeordnet, wo sie außerdem für ein langes Leben, Reichtum, Gesundheit und einen leichten Tod standen. In Mittelamerika fand man Abbilder einer Fledermausgottheit der Maya-Zivilisation auf Steinsäulen und Tongefäßen, die etwa 2000 Jahre alt waren. Diese Gottheit besaß einen Fledermauskopf und ausgebreitete Flügel und findet sich auch in der Bilderschrift des Volkes wieder.
Auf manchen ostindonesischen Inseln werden Fledermäuse wegen ihres unheilbringenden Wesens gefürchtet. Sie sollen ein schlechtes Omen verbreiten und gelten als Verkörperung von Vampiren. Bei den Toraja auf der Insel Sulawesi wird den großen Flughunden, Kalong, die magische Bedeutung der Fledermäuse zugeschrieben. Die Kalong leben in den Höhlen, in denen die Toraja die Gebeine ihrer verehrten Ahnen aufgestellt haben. Fledermäuse spielen in den traditionellen Glaubensvorstellungen in Ostindonesien ferner eine Rolle als Totemtier und in Australien kommen sie in einigen Ursprungsmythen vor. Auf der obersten Terrasse des Candi Ceto, eines ostjavanischen Tempels auf dem Berg Lawu aus dem 15. Jahrhundert, findet sich die Darstellung einer am Boden liegenden Fledermaus, die auf ihrem Rücken eine Schildkröte trägt. Das Motiv der Fledermaus auf Java dürfte chinesischen Ursprungs sein, die kultisch-religiöse Bedeutung an diesem Tempel ist jedoch unklar.

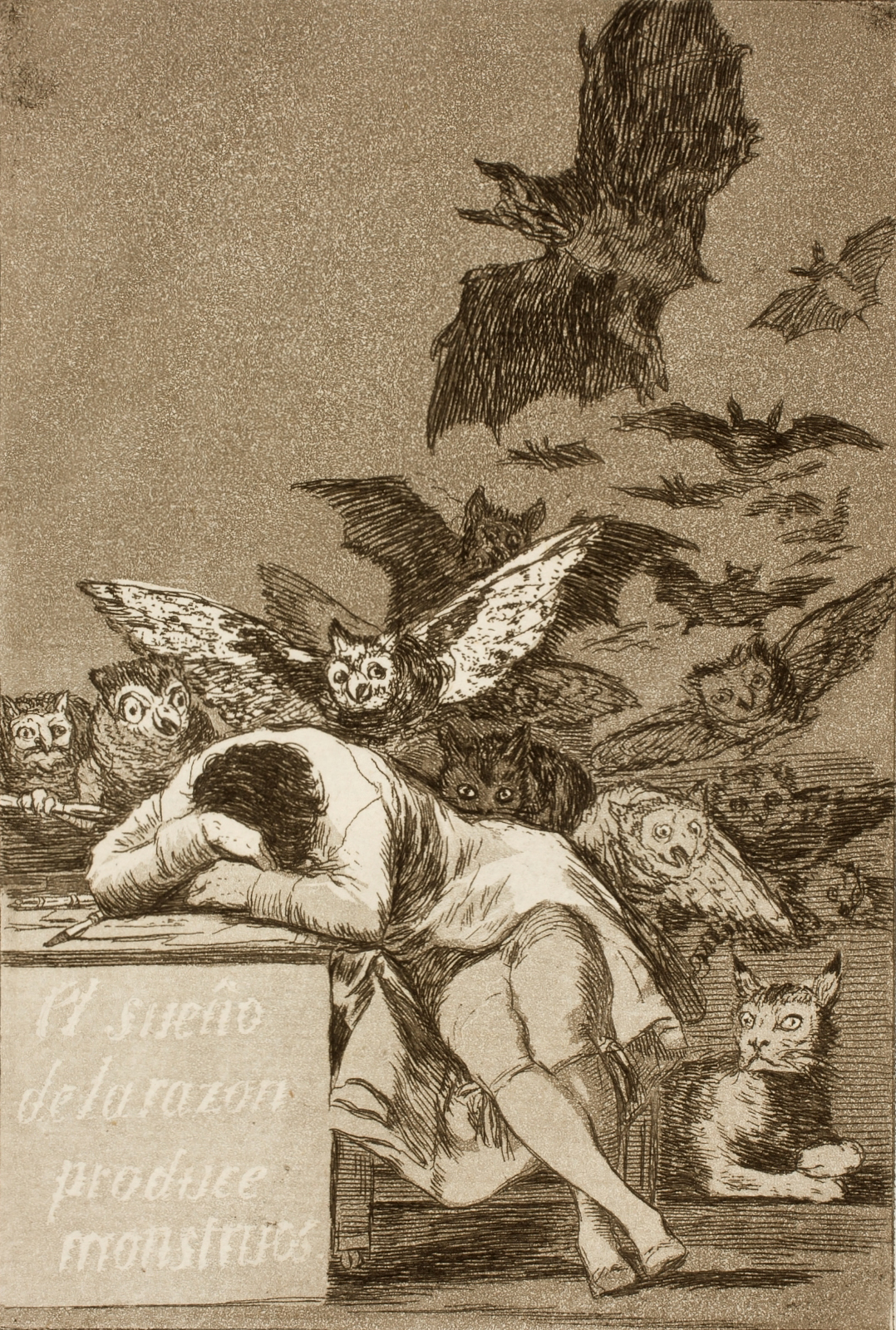
Goya: Der Schlaf der Vernunft gebiert Ungeheuer (etwa 1797/98)

In Europa ist die Fledermaus seit der Antike ebenfalls überwiegend negativ besetzt. So erzählt Ovid in seinen Metamorphosen (IV, 1–34), dass die Töchter des Königs von Böotien zur Strafe in Fledermäuse verwandelt wurden, weil sie es vorgezogen hatten, am Webstuhl zu arbeiten und sich Geschichten aus der Mythologie zu erzählen, statt an den Festlichkeiten zu Ehren Bacchus’ teilzunehmen. Auch die Bibel schreibt Fledermäusen negative Eigenschaften zu, zählt sie zu den unreinen Tieren (genauer zu den Vögeln) und bringt sie in Verbindung mit heidnischen Götzenbildern (Deuteronomium 14,16 und Jesaja, 2,20). Der Kirchenlehrer Basilius von Caesarea (Homilie 8) nannte die Fledermäuse dagegen Gottes nächtliche Geschöpfe und beschrieb ihre Lebensweise. Dass sie sich gegenseitig stützen, nannte er dem Menschen als Vorbild.
Dämonische und teuflische Wesen – auch Satan (der Teufel) selbst – werden in der Bildenden Kunst häufig mit Fledermausflügeln dargestellt und unterscheiden sich dadurch von Engeln.

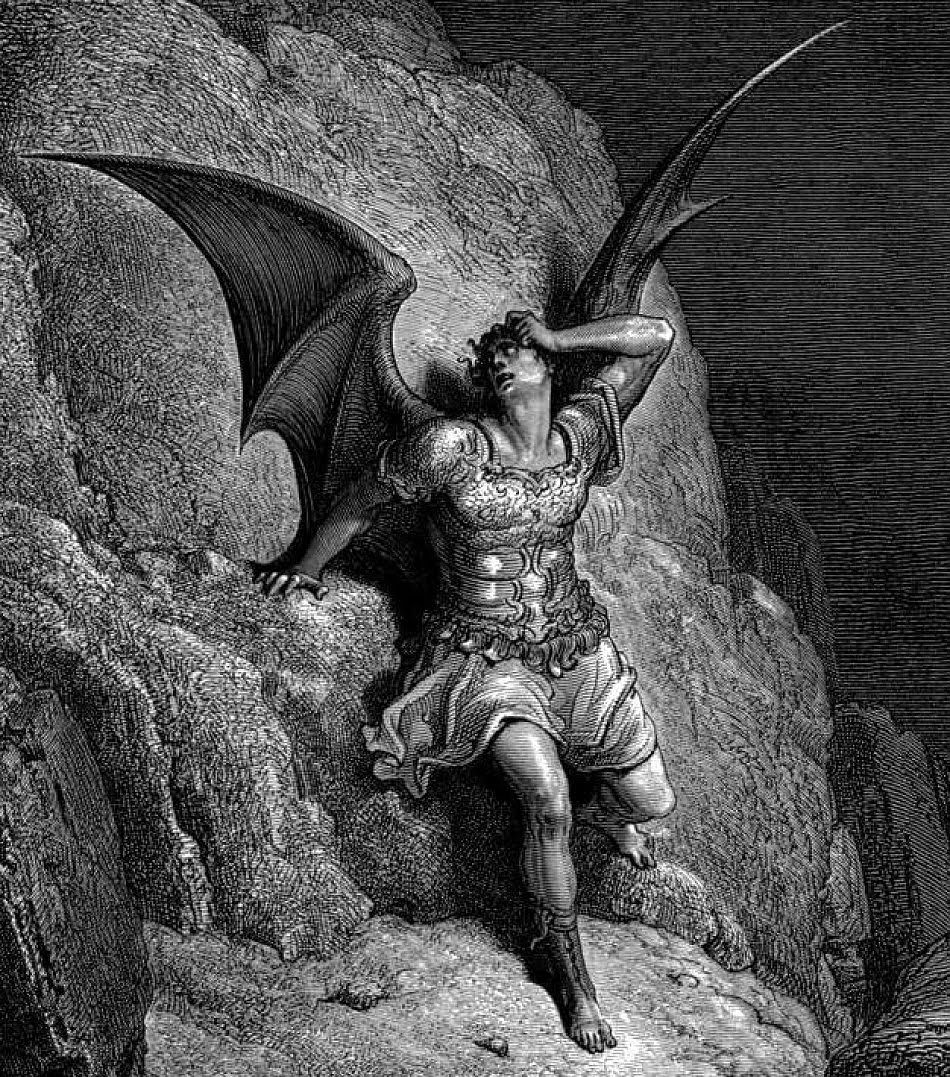
Satan (Stich von Gustave Doré
in John Miltons Paradise Lost)

Auf Albrecht Dürers bekanntem grafischen Blatt Melancholie aus dem Jahre 1514 hält ein an eine Fledermaus erinnerndes Wesen zwischen Tag und Nacht den Schriftzug Melencolia I. Der spanische Maler Francisco de Goya verwendete Fledermäuse neben Eulen als Symbole des Bedrohlichen. Ein alter Aberglaube besagt, dass sich Fledermäuse gerne in Frauenhaare wickeln. Dieser entstand vermutlich aus der Vorstellung heraus, dass die Haare von Frauen Dämonen bzw. allgemein „das Böse“ anziehen. Bei der Landbevölkerung Mexikos gelten die Vampirfledermäuse zum Teil auch heute noch als Hexen, die den schlafenden Menschen das Blut aussaugen.
Fledermäuse werden außerdem mit der Seele und deshalb mit dem Tod assoziiert, auf einigen Darstellungen aus dem 14. Jahrhundert verlassen die Seelen beim Sterben den Körper in Form einer Fledermaus. Daraus könnten auch die europäischen Vampirsagen entstanden sein, die es bereits gab, bevor die mittelamerikanischen Vampirfledermäuse bekannt waren. Dieser Vampirglaube hat sich bis heute in der Populärkultur gehalten und spiegelt sich vor allem in der Phantasie von Buchautoren und Filmemachern. Figuren wie Dracula oder auch Der kleine Vampir fliegen nächtens als Fledermäuse herum und suchen ihre Opfer, auch andere Vampirfilme, wie etwa der Tanz der Vampire, nutzen dieses Motiv. Ebenfalls durch die nächtliche Lebensweise inspiriert ist die Schöpfung der Comic- und Filmfigur Batman – ein Superheld, der in Fledermausverkleidung nachts auf Verbrecherjagd geht.
Cesare Ripa ordnet in seinem Werk Iconologia unter dem Stichwort Ignoranca die Fledermaus der Personifikation der Unwissenheit zu, da das Tier lieber im Dunkeln bleibt, statt sich dem Licht der Wahrheit zu nähern. Auch in der klassischen persischen Literatur ist die Fledermaus ein Symbol für die Ablehnung von Wissen und Güte (also Licht) und wird von der Sonne (als Symbol eines gerechten Herrschers) vertrieben.
Das Wappen der Gemeinde Fiefbergen zeigt eine silberne fliegende Waldfledermaus (Großer Abendsegler: Nyctalus noctula) in Frontalansicht. Auch das Wappen der spanischen Stadt Valencia zeigt eine Fledermaus.

### Fledermäuse als Lebensmittel
Fledermäuse gelten in Teilen Afrikas und Asiens als Delikatesse. Strabon (Geographika 16,1,7) berichtet, dass die Einwohner des mesopotamischen Borsippa die dort sehr zahlreichen und auffällig großen Fledermäuse fingen und als Nahrung einsalzten. Der Inka-Herrscher Atahualpa besaß einen grauen Mantel aus Fledermauswolle.

### Fledermäuse in der Volksmedizin
Auch in der Volksmedizin fanden Fledermäuse international Einzug. Ganze Fledermäuse oder auch Teile von ihnen sind bei verschiedenen Naturvölkern in Afrika und Asien Bestandteil von Schutzamuletten. In den arabischen Ländern und auch in Europa gab es vor allem im Mittelalter viele Rezepte, in denen Fledermausteile gegen verschiedenste Krankheiten und Beschwerden verwendet wurden. So empfahl etwa Albertus Magnus im 13. Jahrhundert, dass man sich das Gesicht mit Fledermausblut einreiben solle, wenn man auch in der Nacht klar sehen möchte.
Neben Flughunden findet man Fledermäuse heute noch lebend auf indischen Basaren: Ihnen wird die Haut abgezogen, die zur Wundheilung frisch auf betroffene Körperteile gelegt wird.

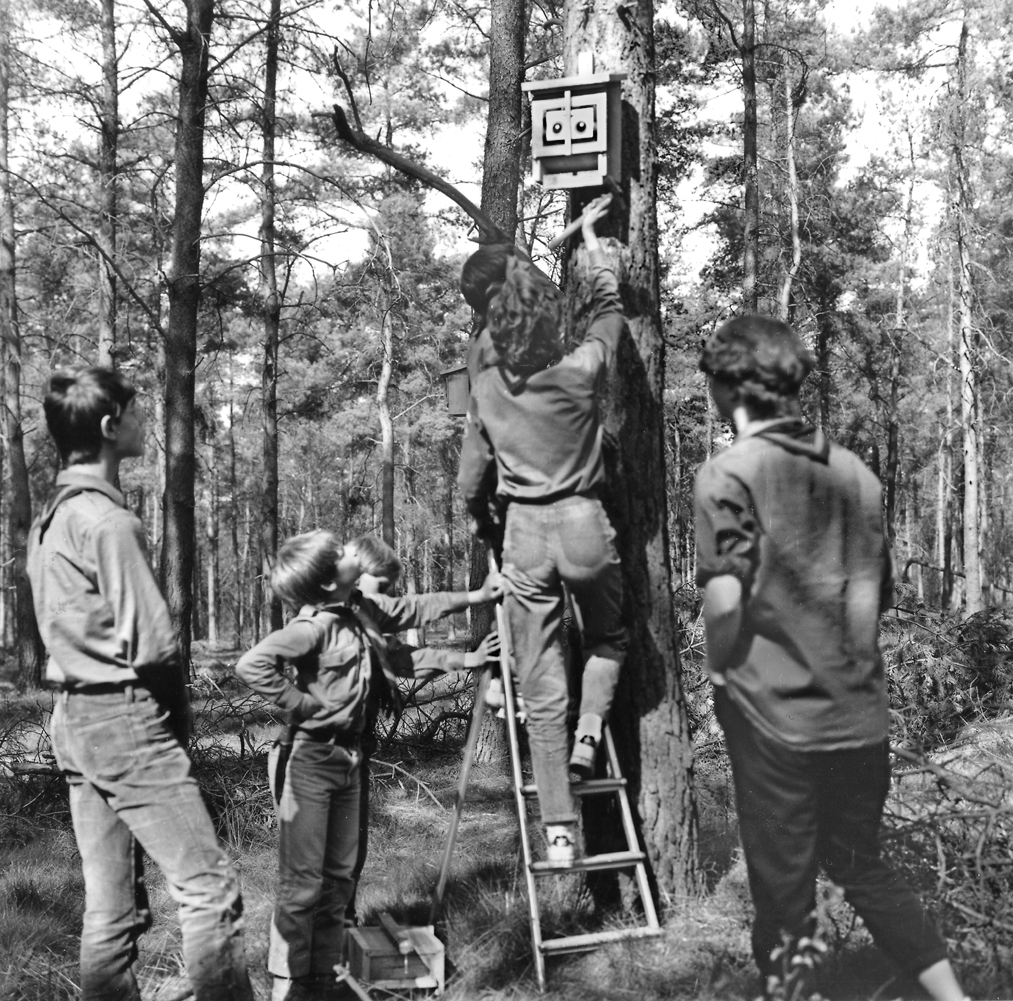
Zur Wiederansiedlung von Fledermäusen können spezielle Holzkästen angebracht werden.

### Bedrohung und Schutz

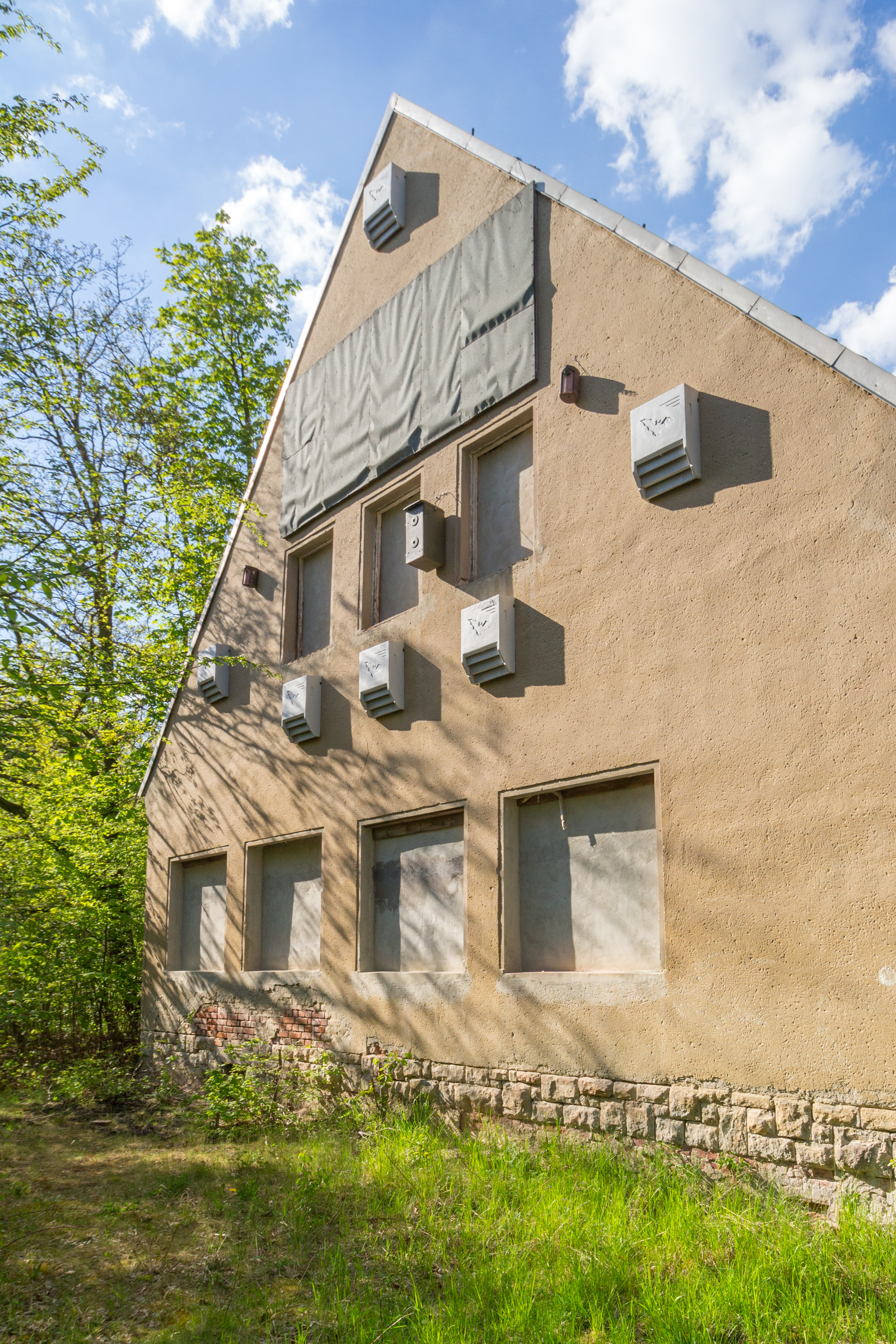
Für Fledermäuse umgebautes Kasernengebäude in Jena

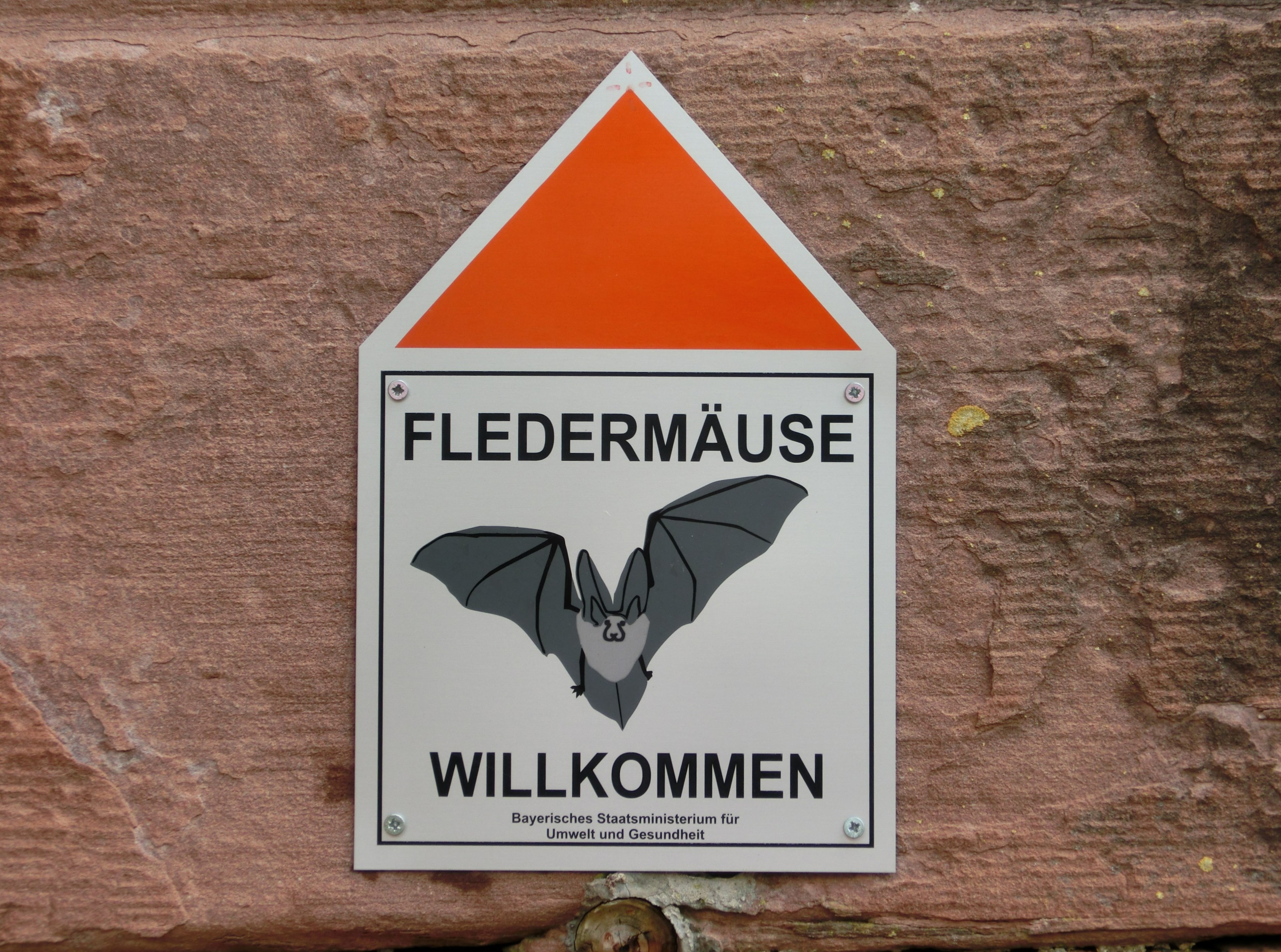
„Willkommensgruß“ an der Festung Marienberg in Würzburg

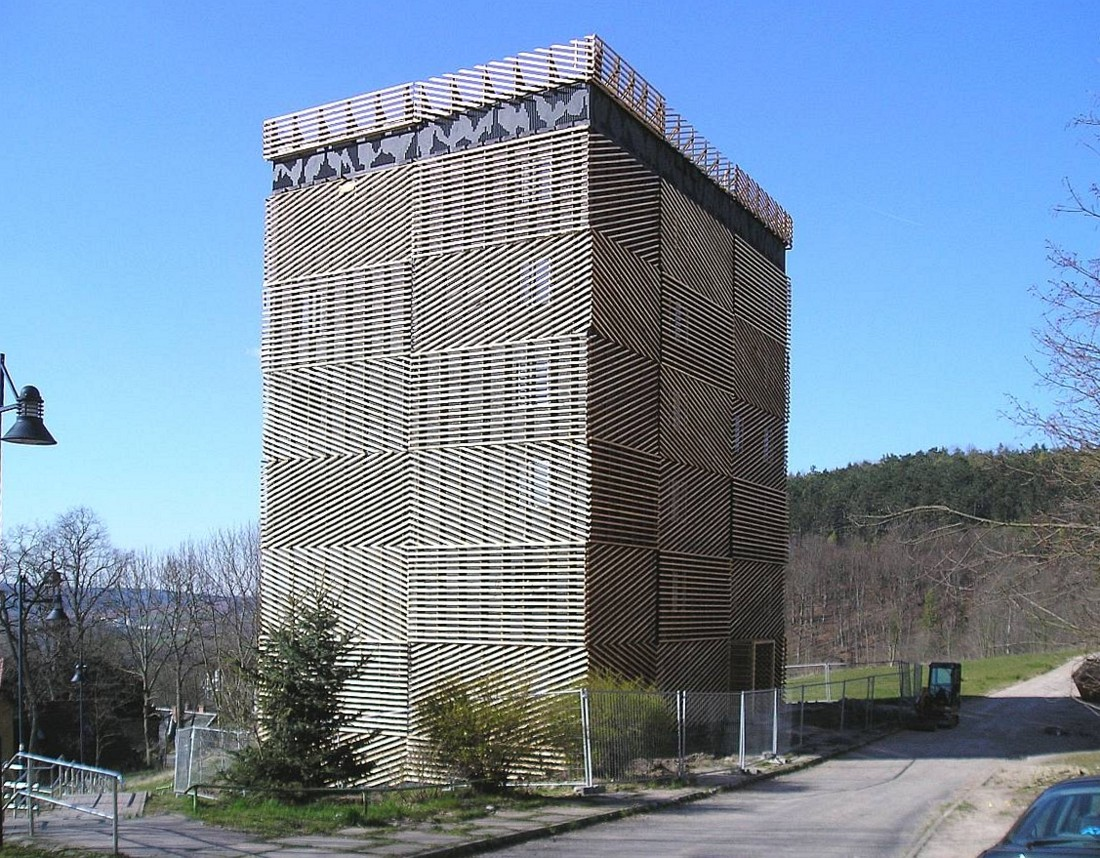
Als Fledermausquartier erhaltener und umgebauter Teil eines Plattenbaues („Fledermausturm“)

Zu den weltweiten Hauptbedrohungen der Fledermäuse zählen der Verlust des Lebensraumes sowie in geringerem Ausmaß die Bejagung durch den Menschen. Insbesondere die auf kleinen Inseln endemischen Arten sind dabei gefährdet. Die IUCN listet vier Arten als ausgestorben, rund 20 gelten als stark bedroht, zahlreiche weitere als bedroht oder gefährdet.
17 der deutschen Arten werden in den Gefährdungskategorien der Roten Liste Deutschlands geführt.
Nach dem Anhang IV der FFH-Richtlinie gelten alle auf dem Gebiet der Europäischen Union heimischen Fledermaus-Arten als streng geschützte Tierarten von gemeinschaftlichem Interesse. 13 ausgewählte Fledermausarten sind auch im Anhang II der FFH-Richtlinie geführt. Für diese Arten müssen EU-weit spezielle Schutzgebiete ausgewiesen werden.
Die Europäische Fledermausnacht ist ein jährlich stattfindendes Ereignis, bei dem auf die Bedrohung dieser Tiere aufmerksam gemacht werden soll.
Das Internationale Fledermausmuseum Julianenhof informiert Besucher über den Schutz der Fledermäuse und ihrer Umwelt. Es dokumentiert das Leben der Tiere und zeigt die Entwicklung ihrer Erforschung. Das Museum arbeitet eng mit Wissenschaftlern und Fledermausforschern zusammen. Im unterfränkischen Hellmitzheim besteht mit dem sogenannten Flatterhaus ein weiteres Gebäude, in dem Besucher über die Fledermaus informiert werden.
Höhlen und Stollen sind ein Winterquartier. Diese dürfen laut § 39 Abs. 6 Bundesnaturschutzgesetz in der Zeit vom 1. Oktober bis 31. März nicht betreten werden. Die Ethikrichtlinie des Höhlenschutzes unterstützt hierbei den Schutz der Fledermäuse.
Als Naturschutzausgleichsmaßnahmen werden zum Beispiel verlassene Bunker oder Hochbehälter als Fledermauswinterquartiere deklariert und hergerichtet, zum Beispiel in Katzenhagen (MV) oder der U-Boot-Bunker Valentin in Bremen. Auch Eiskeller werden in Fledermausquartiere umgebaut. Teilweise wurden auch andere Bauwerke zum Fledermausschutz genutzt. In Coesfeld wurde zum Beispiel das Gebäude der
2010 aufgegebenen Freiherr-vom-Stein-Kaserne zu einem Ganzjahresquartier umgebaut. Ähnlich wurde in Hameln beim 1980 stillgelegten Klüttunnel vorgegangen. Hinzu kommen unter anderem Bettingbergtunnel, Bromskirchener Tunnel an der ehemaligen Strecke Winterberg–Frankenberg und Kückelheimer Tunnel (Strecke Finnentrop–Wennemen im Sauerland) oder in der hessischen Rhön der Milseburgtunnel. Sie werden in der Wintersaison für Radfahrer und Fußgänger gesperrt.
Wie beim Rathaus Höxter wurden die Dachböden verschiedener historischer Gebäude mit Wochenstuben von Fledermäusen 2004 als FFH-Gebiet ausgewiesen. Ein ehemaliges Brauereigebäude in Frankfurt (Oder) wurde 2004 als ganzes als FFH-Gebiet Fledermausquartier Brauereikeller Frankfurt (Oder) mit einer Größe von 0,25 ha ausgewiesen. 2006 wurde die Ruine auch als Naturschutzgebiet gleichen Namens ausgewiesen.
Um auf die globale Bedrohung der Fledermäuse und deren Bedeutung für die Ökosysteme aufmerksam zu machen, rief das Sekretariat der Bonner Konvention die Jahre 2011 und 2012, als Jahr der Fledermaus aus.
Fledermausbrücken sind bauliche Konstruktionen über hoch frequentierten Verkehrswegen, wie Fernstraßen oder Bahnstrecken, die ein sicheres Überqueren von tief fliegenden Fledermäusen ermöglichen sollen.

#### Zerstörung der Lebensräume

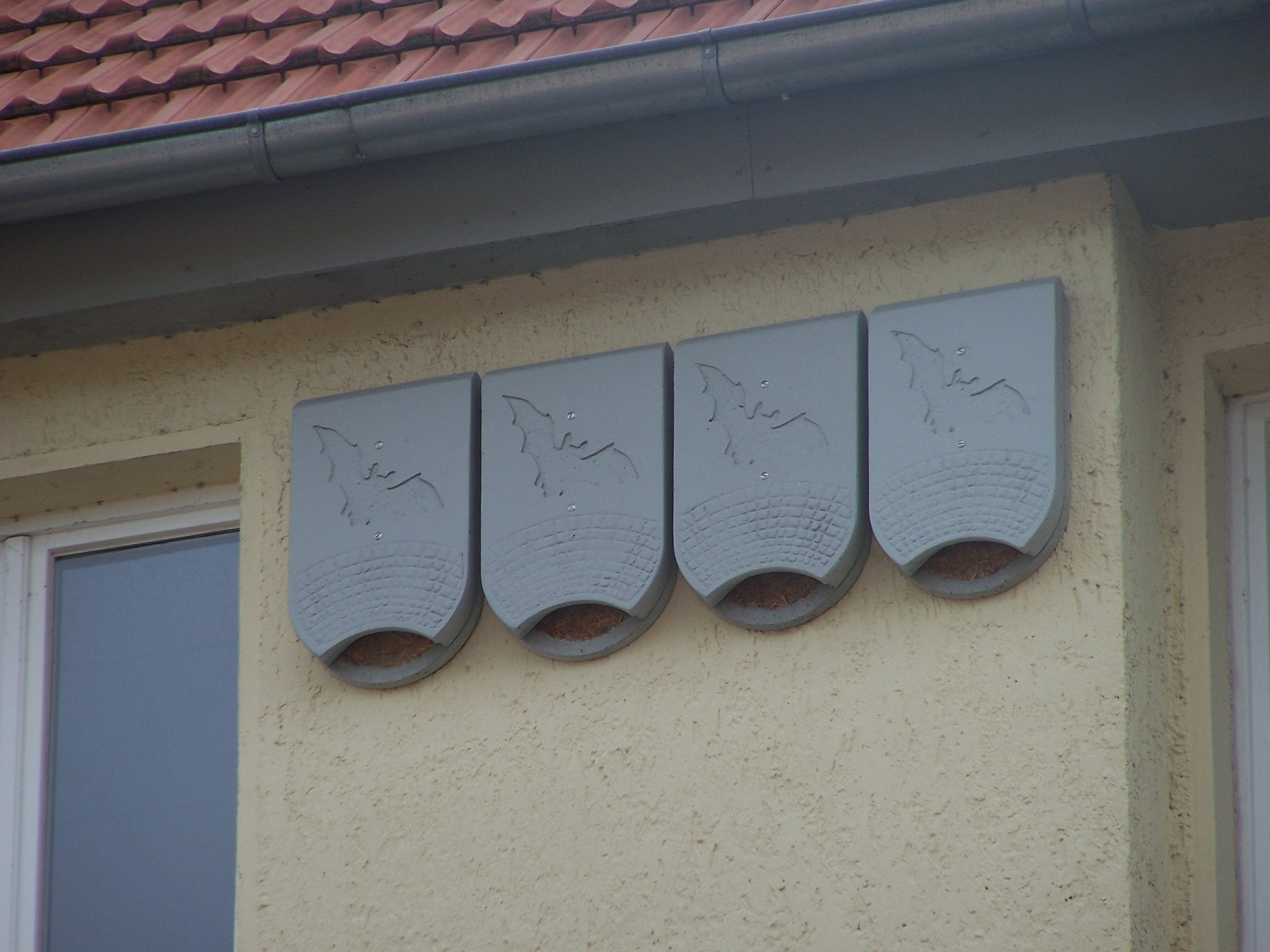
Fledermauskasten als wartungsarmes Ganzjahresquartier unter der Dachtraufe

Fledermäuse zählen zu den Kulturfolgern, da sie zum Teil in menschlichen Behausungen nisten und in der Abenddämmerung zum Teil im Schein von Straßenlaternen, manchmal sogar bei geöffneten Fenstern in Wohnräumen im Schein einer Lampe nachtaktive Fluginsekten aus der Luft fangen. Ihre Gefährdung geht vor allem von der Zerstörung ihrer Lebensräume aus, etwa durch die Sanierung von Altbauten und die Versiegelung von potentiellen Schlafplätzen, durch die Vernichtung von Insekten-Lebensräumen, durch die Zerstörung von Totholzbeständen und die Vergiftung mit Insektenschutzmitteln und Holzschutzfarben. Nicht mehr ganz so selten sind Großes Mausohr (Myotis myotis, siehe Foto oben), Zwergfledermaus (Pipistrellus pipistrellus, siehe Foto oben), Großer Abendsegler (Nyctalus noctula) und Wasserfledermaus (Myotis daubentonii). Mausohrfledermaus-Weibchen bilden im Sommer große Wochenstuben auf Dachböden, wo sie gemeinsam ihre Jungen gebären und aufziehen. Diese Wochenstuben und auch andere Fledermaus-Quartiere (Bäume mit Höhlungen, Spaltenquartiere, Höhlen und Stollen und Fledermauskästen) gilt es wie auch die anderen Lebensräume zu erhalten. Nur mit zweiter Priorität ist die Schaffung von Ersatzquartieren in Form von Fledermauskästen zu verfolgen, die neben dem Schutz der Fledermausarten auch der biologischen Schädlingsbekämpfung dienen.
Da sich gebäudebewohnende Fledermausarten sowohl Siedlungen als auch Städte erschlossen haben, sind sie wesentliche Elemente der Stadtnatur. Jedoch sind sie durch Sanierungen oder moderne Bauweisen gefährdet. Daher müssen sie bei Baumaßnahmen berücksichtigt werden. Der Landesbund für Vogelschutz in München setzt sich mit seinem Projekt „Artenschutz an Gebäuden“ für den Erhalt gebäudebewohnender Fledermaus- sowie Wildvogelarten ein.

#### Standorte von Windkraftanlagen
Auch im Umfeld von Windkraftanlagen verunglücken Fledermäuse. Zuerst in den USA und in Australien beobachtet, erforschte man in der Folge auch in Europa Umfang und Hintergründe der Todesfälle. Untersuchungen ergaben schon 2008, dass kein direkter Kontakt zwischen Fledermaus und Windkraftanlage als Todesursache notwendig ist, sondern viele Tiere ein Barotrauma erleiden, das durch Druckunterschiede, vor allem an den Rotorblattenden, ausgelöst wird.
In Deutschland fand man bis April 2013 17 verunglückte Fledermausarten, vor allem Große Abendsegler, die Rauhautfledermaus und die Zwergfledermaus. Gefährdet durch Windenergieanlagen sind auch die Breitflügelfledermaus, der Kleine Abendsegler, die Mückenfledermaus, die Nordfledermaus sowie die Zweifarbfledermaus. Alle diese Arten jagen auch im freien Luftraum und in großen Höhen. Während der Migration zwischen Winter- und Sommerquartieren von Abendseglern und Rauhautfledermäusen scheint es häufiger zu Kollisionen zu kommen sowie nach der Auflösung der Wochenstuben mit der dann folgenden Erkundungs- und Schwärmphase. Standorte in Waldnähe gelten als besonders schlagträchtig. Während der Zugzeit im August und September kommt es vermehrt zu Kollisionen, auch bestimmte Witterungsbedingungen – Temperatur, Windgeschwindigkeit – begünstigen den Fledermausschlag.
Während einer Schweizer Untersuchung 2015 wurde festgestellt, dass 70 Prozent der Fledermausbewegungen in Bodennähe stattfanden, weitere 25 Prozent im Bereich um 31 Meter Höhe noch unterhalb des Rotors und 5 Prozent auf Nabenhöhe einer großen Windturbine.
Betroffen sind also vor allem Arten, die im freien Luftraum jagen und/oder über große Strecken ziehen, wie der Große Abendsegler, die Breitflügelfledermaus, der Kleine Abendsegler, die Zweifarbfledermaus, Einige Erkenntnisse überraschten, so fanden sich Arten, bei welchen man Flughöhen bis max. 20 m annahm, als Opfer unter Windkraftanlagen. Die seit über 50 Jahren nördlich der Alpen nicht mehr nachgewiesene Alpenfledermaus fand man als Schlagopfer an einem Windrad in Brandenburg.
- bestimmte Witterungsbedingungen – Temperatur, Windgeschwindigkeit – begünstigen den Fledermausschlag,
- die Fledermäuse werden vermutlich von den roten Warnlichtern angelockt, die an Windkraftanlagen blinken.[60][61]
- Eine Studie 2010 befand, das helle Grau der Windkraftanlagen wirke anziehend auf Fluginsekten – Insektenfresser wie Vögel oder Fledermäuse könnten durch einen anderen Farbanstrich geschützt werden.[62]

Abschaltalgorithmen können die Anzahl Schlagopfer auf weniger als ein Sechstel reduzieren. Drei bundesweite Vorhaben untersuchten die möglichen Reduktionen des Kollisionsrisikos von Fledermäusen an Onshore-Windenergieanlagen (Renebat I bis III), wenn möglich schon in der Planungsphase. Forschungsergebnisse flossen ein in das System ProBat, fledermausfreundlichen Betriebsalgorithmen von Windenergieanlagen.

## Übertragung von Krankheiten

Mögliche Übertragungswege fledermausspezifischer Krankheitserreger auf den Menschen.

Wissenschaftliche Untersuchungen haben gezeigt, dass Fledermäuse mit einer Vielzahl von Viren leben, meist ohne selbst zu erkranken. Untersuchungen unterschiedlicher Fledermausspezies aus China konnten allein 781 Variationen von SARS-CoV-Viren nachweisen. Die Entschlüsselung des Genoms verschiedener Fledermausarten soll demnächst Erkenntnisse über ihre Abwehrstrategien und die Funktionsweise ihres Immunsystems liefern, da ihre Viren durch Bisse und Kot auf andere Tiere (und den Menschen) übertragbar sind.

### Tollwut
Die erste tollwütige Fledermaus wurde 1954 in Hamburg entdeckt. Bis 1985 wurden in Europa nur sehr wenige infizierte Fledermäuse gefunden. Seitdem wurden tollwütige Fledermäuse vermehrt registriert, zunächst vor allem in Dänemark und den Niederlanden. Ungefähr ein Fünftel der in Europa infizierten Tiere wurden in Deutschland erfasst. Die Fledermaustollwut ist nicht mit der Fuchstollwut identisch und wird vom Europäischen Fledermausvirus (European Bat Lyssavirus, EBLV, Typ I u. II) ausgelöst. Im Jahr 2003 wurden insgesamt 13 Fälle in Deutschland festgestellt (Berlin 3, Bremen 1, Niedersachsen 3, Sachsen-Anhalt 1, Schleswig-Holstein 5); in den Folgejahren gab es in Bayern mehrere Fälle. Die Gesamtzahl an Untersuchungen verdächtiger Tiere auf EBLV ist gering. Inzwischen sind Fälle tollwütiger Fledermäuse auch in der Schweiz und der Slowakei, Tschechien, Ungarn und September 2023 erstmals in Österreich nachgewiesen.
Das Virus wird hauptsächlich durch den Biss eines infizierten Tieres übertragen, eine Infektion ist allerdings auch bei Hautverletzungen oder bei direktem Kontakt von infektiösem Speichel mit Schleimhaut möglich. Bei entsprechendem Kontakt zu jeglicher Fledermausart ist eine Impfung als Postexpositionsprophylaxe (PEP) empfohlen.
In Europa gab es bis 2013 vier bestätigte Tollwuterkrankungen bei Menschen:
- 1977 in der Ukraine,
- 1985 in Finnland und Russland.
- Am 24. November 2002 verursachte ein Fledermausbiss den ersten Tollwutfall bei einem Menschen in Schottland seit 100 Jahren. Am häufigsten ist die Breitflügelfledermaus (Eptesicus serotinus) infiziert.

### Coronaviren

#### MERS-CoV
Das Virus MERS-CoV wurde durch Dromedare auf den Menschen übertragen. Das Virus wurde in Dromedaren in verschiedenen Ländern des Mittleren Ostens, Afrikas und Südasiens nachgewiesen. Nach Informationen der Weltgesundheitsorganisation Anfang 2019 ist der Ursprung noch nicht vollends bekannt, aber Analysen verschiedener Virus-Genome deuten darauf hin, dass das Virus seinen Ursprung in Fledermäusen hat und in der Vergangenheit auf Kamele übertragen wurde.

#### SARS-CoV
Im Rahmen des Projekts „Ökologie und Pathogenese von SARS“ konnten Forscher unter der Leitung von Christian Drosten nachweisen, dass Coronaviren auch bei den in Deutschland lebenden Fledermäusen vorkommen. Im Kot jeder zehnten Fledermaus fanden die Forscher Gruppe-I-Coronaviren. Die Übertragung erfolgt zumeist in Wochenstuben-Kolonien.

#### SARS-CoV-2
Während in der Forschung Konsens darüber besteht, dass SARS-CoV-2 seinen Ursprung in Fledermäusen hat, ist noch ungeklärt, wie es auf den Menschen übertragen wurde, d. h. ob es eventuell einen Zwischenwirt gab, etwa den Marderhund. In China wurden 2019 bis 2020 weitere Erkrankungen mit großer genetischer Ähnlichkeit mit Sars-Cov-2 in Fledermauspopulationen festgestellt.

### Ebola
Forscher haben 2019 das für Menschen hochgefährliche Ebolavirus in einer Fledermausart aus Liberia nachgewiesen. Bei genauerer Untersuchung wurden große Übereinstimmungen mit dem Zaire-Ebola-Virus festgestellt.

### Vermutetes Reservoir von Viren
Bei Fledermäusen und Nagern wird ein Reservoir von Paramyxovirusarten vermutet. Hierbei wurden bis jetzt 86 Fledermaus- und 33 Nagerarten untersucht, hauptsächlich tropische Arten. Das Mumps-Virus ist laut einer Untersuchung von Fledermäusen auf den Menschen übergegangen. Bei dieser Studie wurden nur Fledermäuse und Nager untersucht, keine Tiere der Nahrungskette davor und danach. Eine Prüfung, ob die Tiere die Viren über die Nahrung aufgenommen haben (und damit nur Zwischenwirte wären), erfolgte nicht. Auch andere Überträger (die nicht untersucht wurden), etwa Insekten wären möglich.

## Nutzung der Ausscheidungen
Fledermäuse scheiden im Gegensatz zu den meisten anderen Säugetieren, aber ebenso wie Vögel und Reptilien, Stickstoffverbindungen als Guanin aus. Guanin ist zwar energiereicher als Harnstoff, benötigt aber kaum Wasser zur Ausscheidung, sodass die Tiere nicht so viel Trinkwasser wie andere Säugetiere benötigen und das Wasser im Körper nicht mitgeführt werden muss. Diese Ersparnis an zu bewegender Masse unterstützt die Flugfähigkeit.
Höhlenablagerungen aus Fledermauskot können als sogenannter Höhlenguano abbauwürdige Mächtigkeiten erreichen. Höhlenguano wird ebenso wie Inselguano, der aus Seevogelausscheidungen besteht, als phosphatreiches Düngemittel eingesetzt.

## Name
Der allgemeinsprachliche Name Fledermaus geht auf das Althochdeutsche zurück und ist seit dem 8. Jahrhundert belegt. Aus althochdeutsch fledarmūs („Flattermaus“, zu flattern und Maus gebildet) wurde mittelhochdeutsch vledermūs und neuhochdeutsch Fledermaus. In anderen germanischen Sprachen finden sich ähnliche, abgeleitete Begriffe, zum Beispiel Schwedisch fladdermus, Niederländisch vleermuis und Englisch (historisch, heute unüblich) flittermouse. Um den allgemeinsprachlichen Namen an die wissenschaftliche Erkenntnis anzupassen, dass Fledermäuse nicht zu den Mäusen gehören, beschloss die Deutsche Gesellschaft für Säugetierkunde 1942 auf ihrer Jahrestagung die Umbenennung von Fledermaus in Fleder. Die Nationalsozialisten – Adolf Hitler war persönlich darüber verärgert – verhinderten diesen Vorstoß.
Der wissenschaftliche Name 'Microchiroptera' setzt sich aus den griechischen Wörtern micro- für klein, cheir für Hand und ptera für Flügel zusammen und bedeutet wortwörtlich Kleine Handflügler.